# Ingrid Bergman
Ingrid Bergman, KVO, BVO (wym. [ˈɪ̌ŋːrɪd ˈbæ̌rjman]; ur. 29 sierpnia 1915 w Sztokholmie, zm. 29 sierpnia 1982 w Londynie) – szwedzka aktorka filmowa, teatralna oraz telewizyjna. Uznawana za jedną z najbardziej wpływowych, największych i najwybitniejszych gwiazd filmowych w historii kinematografii, a także jedną z legend i ikon „Złotej Ery Hollywood”.
Karierę rozpoczęła na początku lat 30. XX wieku, występując w szwedzkich produkcjach. Zdobywszy uznanie i status gwiazdy za role w takich filmach jak Intermezzo (1936) i Twarz kobiety (1938), wyjechała do Hollywood, gdzie grała w produkcjach, które na trwałe wpisały się do kanonu klasyki amerykańskiego kina oraz pozwoliły na ugruntowanie jej statusu międzynarodowej gwiazdy – Casablanca (1942), Gasnący płomień (1944) i Osławiona (1946). Z powodzeniem kontynuowała również karierę teatralną, dzięki kreacjom w sztukach Liliom (1940), Anna Christie (1941) oraz Joanna z Lotaryngii (1946–1947). Nawiązawszy pod koniec lat 40. współpracę z Roberto Rossellinim, z którym wkrótce stworzyła związek, wywołała międzynarodowy skandal. Jego następstwem było skazanie jej na ostracyzm w Stanach Zjednoczonych. W pierwszej połowie lat 50. występowała we włoskich filmach swojego męża – m.in. w Stromboli, ziemi bogów (1950), Europa ’51 (1952) i Podróży do Włoch (1954). Były one głównie krytykowane i ignorowane w Stanach Zjednoczonych. Do Hollywood powróciła w 1956, występem w dramacie historycznym Anastazja. Od tamtej pory kontynuowała karierę za oceanem i w Europie, zyskując ponowną przychylność za kreacje filmowe, teatralne, a także telewizyjne.
W trakcie 49-letniej kariery była siedmiokrotnie nominowana do nagrody Akademii Filmowej, z czego zdobyła trzy statuetki – dwie za pierwszoplanowe role w Gasnącym płomieniu i Anastazji oraz jedną za drugoplanową kreację w Morderstwie w Orient Expressie (1974). Otrzymała Order Wazów w klasie Komandora (KVO) i Wielki Krzyż Zasługi RFN (BVO). Pozostaje jedną z 24 osób, które zdobyły potrójną koronę aktorstwa (Oscar, Emmy i Tony).
Do innych ważnych filmów w jej dorobku należą: Doktor Jekyll i pan Hyde (1941), Komu bije dzwon (1943), Urzeczona i Dzwony Najświętszej Marii Panny (oba z 1945), Niedyskrecja i Gospoda Szóstego Dobrodziejstwa (oba z 1958), Kwiat kaktusa (1969) oraz Jesienna sonata (1978). W 1999 American Film Institute (AFI) sklasyfikował ją na 4. miejscu w rankingu „największych aktorek wszech czasów” (The 50 Greatest American Screen Legends).

## Życiorys

### Rodzina i młodość

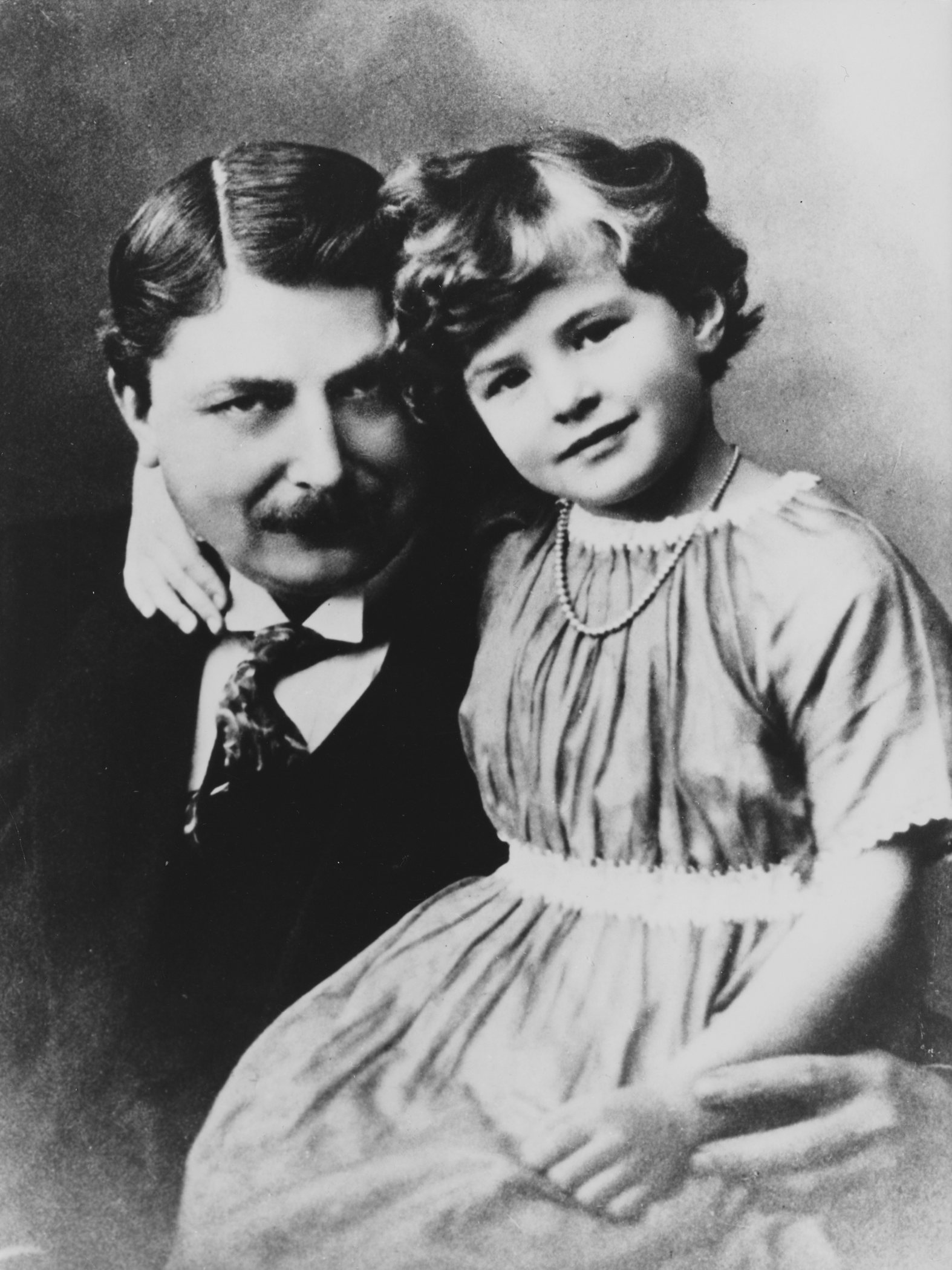
Sześcioletnia Bergman z ojcem (na zdj. w 1921)

Ingrid Bergman urodziła się 29 sierpnia 1915 w budynku położonym przy Strandvägen w centrum Sztokholmu. Imię otrzymała po szwedzkiej księżniczce Ingrid Bernadotte. Jej ojciec, Justus Samuel Bergman (1871–1929), był trzynastym z czternaściorga dzieci Johana Petera Bergmana (1823–1908), nauczyciela muzyki i organisty w Kronobergu, i Britty Sophii (z domu Samuelsdotter; 1830–1912). Opuściwszy dom w wieku 15 lat, utrzymywał się z drobnych prac w sklepach – dorabiał także malując i śpiewając. Po powrocie z Chicago w stanie Illinois, gdzie przez dziesięć lat mieszkał u siostry swojej matki, pracował w sklepach z artykułami dla artystów, mającymi w ofercie akcesoria fotograficzne, które wzbudziły jego zainteresowanie. W 1900, przebywając z rysunkami i sztalugami w parku, poznał pochodzącą z Kilonii 16-letnią Niemkę Friedę Henriettę Adler (1884–1918). Jej rodzice początkowo nie zaakceptowali znajomości córki z Bergmanem, argumentując, że nie posiada on odpowiedniej pozycji społecznej oraz, że jest dużo starszy. W 1907, gdy Bergman, prowadząc oszczędny tryb życia i będąc właścicielem sklepu z artykułami fotograficznymi, zaoszczędził na koncie znaczną sumę pieniędzy, rodzice Adler wyrazili zgodę na ślub. Odbył się on w Hamburgu. Wraz z mężem przeprowadziła się do Sztokholmu. W wolnych chwilach malowała i ręcznie koloryzowała fotografie dla klientów; cechowała ją dyscyplina oraz rozsądny pragmatyzm. Bergman pracował w sklepie zaopatrującym malarzy i fotografów. Hobbystycznie kultywował artystyczne pasje.
Po narodzinach córki – którą ochrzczono w obrządku luterańskim, a ceremonii przewodniczył pastor Erik Bergman, ojciec późniejszego reżysera Ingmara Bergmana – fotografował ją i całą rodzinę. Wypożyczył też jedną z pierwszych dostępnych w sprzedaży kamerę, by móc uwiecznić córkę w ruchu. „Prawdopodobnie byłam najbardziej obfotografowanym dzieckiem w całej Skandynawii” – wspominała. 18 stycznia 1918 Adler zmarła w wieku 33 lat w wyniku ciężkiego zapalenia wątroby. W opiece nad dwuletnią córką Bergmanowi pomagała mieszkająca nieopodal siostra Ellen. Pomimo utraty matki dzieciństwo uważała za „wspaniałe i idealne”, a więź łączącą ją z ojcem opisywała jako silną. Podkreślała, że to dzięki niemu nauczyła się pozować przed kamerą. Każdego lata wyjeżdżała razem z ojcem do Hamburga, do dziadków i dwóch sióstr matki – Elsy (którą nazywała „Mutti”, bo przypominała jej zmarłą matkę) i Luny. Elsa nauczyła ją płynnej mowy po niemiecku, zachęcała do czytania i recytowania krótkich wierszy niemieckich oraz śpiewania lokalnych pieśni.
W 1922 jej ojciec zatrudnił 18-letnią guwernantkę Gretę Danielsson, studentkę szkoły muzycznej, z którą Bergman nawiązała przyjacielską więź. Gdy związał się ze znacznie młodszą od siebie partnerką, Bergman – uważając, że ojciec „potrzebował miłości” – zaaprobowała ich związek. Wobec zdecydowanego sprzeciwu kuzynek ze strony ojca, Danielsson wyprowadziła się od Bergmanów i odrzuciła propozycję małżeństwa. Ellen, pomimo swojej nie akceptacji dla wyboru brata, opiekowała się jego córką; obie uczęszczały na niedzielne msze do parafialnego kościoła pod wezwaniem Jadwigi Eleonory.
W 1924 Bergman objął stanowisko dyrygenta mieszanego chóru amatorskiego, z którym to wyruszył w minitrasę po trzech miastach w Stanach Zjednoczonych, a jego córka trafiła pod opiekę wujka Ottona i ciotki Huldy. Mieli oni pięcioro dzieci – trójkę chłopców (Billa, Bengta, Bo) i dwie dziewczynki (Brittę, Margit). Przyjaźń nawiązała z młodszą z sióstr, Britt.

#### Edukacja i zainteresowanie aktorstwem

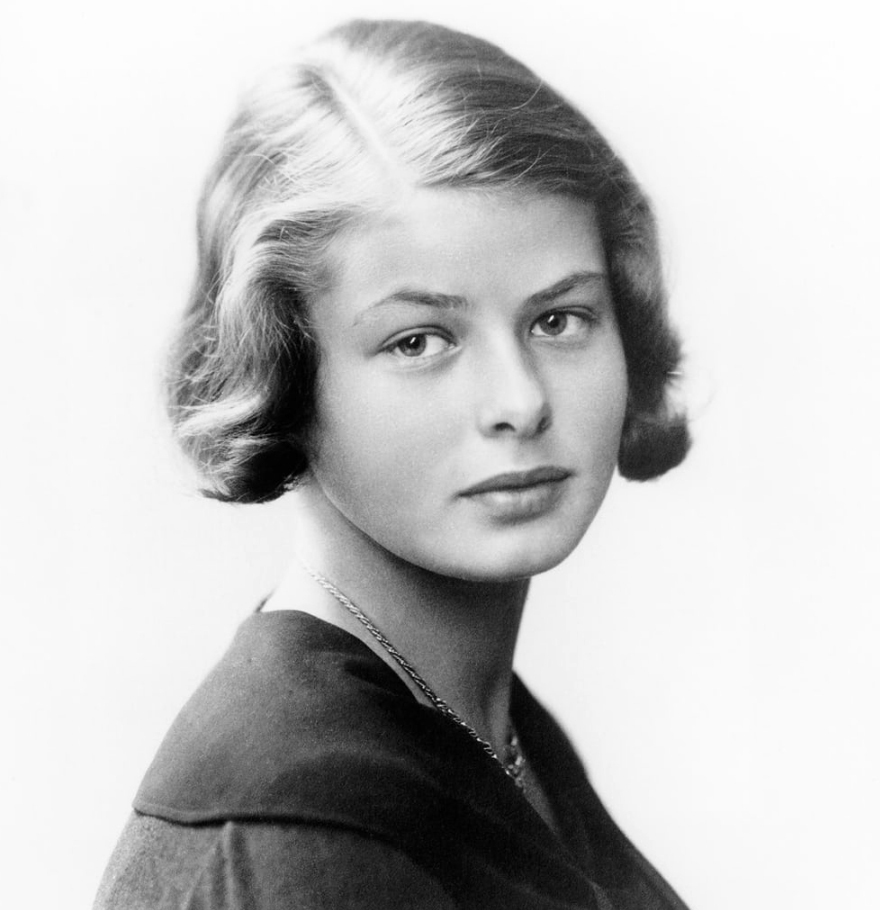
Bergman w wieku 14 lat (na zdj. w 1929)

We wrześniu 1922 rozpoczęła naukę w liceum dla dziewcząt przy Kommendörsgatan 13. Najlepsze oceny otrzymywała z języka francuskiego i niemieckiego, natomiast problemy miała z gotowaniem i przedmiotami ścisłymi. W okresie edukacji chętnie recytowała wiersze – jak pisał Donald Spoto wrażenie i wzruszenie na koleżankach z klasy wywarła interpretacją „Sveaborga”, fragmentem Fänrik Ståls Sägner Johana Ludviga Runeberga. Zdaniem jednej z uczennic wygłosiła poemat z „takim patosem, że cała klasa siedziała drżąc, ze łzami w oczach”. W 1925 wygrała konkurs recytatorski, a wręczający jej dyplom członek Akademii Szwedzkiej Sten Selander stwierdził, że „panna Bergman niewątpliwie zajdzie daleko”.
Jesienią 1926 po raz pierwszy udała się z ojcem do Królewskiego Teatru Dramatycznego, w którym wystawiano spektakl Motłoch pióra Hjalmara Bergmana. Od tego czasu regularnie uczęszczała do teatru, oglądając m.in. sztuki z udziałem Gösty Ekmana i rozwijając pasję do sceny, a w szkole z pamięci recytowała fragmenty oglądanych przez siebie spektakli, lecz mimo tego lata nauki wspominała niemile. „Nienawidziłam szkoły, bo byłam wyższa od innych, i niezdarna, i nieśmiała. Nie żebym milczała przez cały czas, ale odzywałam się tylko wtedy, kiedy musiałam […] Szkoła to było piekło. I byłam samotna” – argumentowała.
W 1929 Bergman zachorował na raka żołądka (lub w 1927). Razem z Danielsson udał się on do Bawarii na konsultację lekarską. Zmarł 29 lipca 1929 w wieku 58 lat. Po śmierci ojca Bergman zamknęła się w sobie i nie wykazywała zainteresowania recytacją, filmem ani teatrem. Zamieszkała przy Nybergsgatan 6 wraz z ciotką Ellen, która zmarła w następnym roku. Niespełna 15-letnia Bergman przeprowadziła się do wujka Ottona i ciotki Huldy przy Artillerigatan 43. Seria rodzinnych tragedii miała na nią negatywny wpływ; stała się chłodna i powściągliwa oraz podejrzliwa w stosunku do wszystkich. W 1931 skupiała się na teatrze, marząc o tym, aby stać się nową Sarah Bernhardt oraz móc zagrać z Ekmanem. „Przypuszczam, że teatr był dla mnie czymś w rodzaju kryjówki. Ludzie, którzy są samotni i mają kłopoty z odnalezieniem samych siebie, często zajmują się teatrem, ponieważ są tam maski, które można nałożyć. Pomagają one człowiekowi uwolnić się od tego, czego się obawia. Tego, co mówię na scenie, nie ma na piśmie, a ten, kogo udaję, nie jest naprawdę mną. To jest ucieczka” – wspominała.

### Lata 30.

#### Początki kariery i kontynuacja nauki

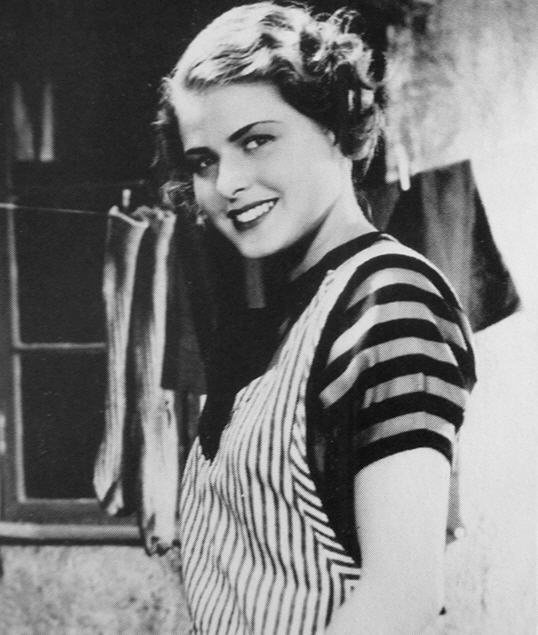
Bergman jako pokojówka Elsa w filmie Hrabia z Mostu Mnicha (1935)

W 1932, przy pomocy Danielsson, która sporadycznie dostawała oferty pracy jako statystka w filmach, udała się do wytwórni Svensk Filmindustri, gdzie otrzymała możliwość udziału w jednej scenie w dramacie Landskamp (reż. Gunnar Skoglund; obie nie zostały wymienione w czołówce). Za statystowanie otrzymała 10 koron, a pracę na planie wspominała jako jeden z najprzyjemniejszych dni w swoim życiu. Jednodniowa praca wzbudziła w niej chęć zostania profesjonalną aktorką. Zarówno wujek Otto, jak i ciotka Hulda sceptycznie podchodzili do planów Bergman związanych z karierą filmową; uważali, że powinna zostać sekretarką lub sprzedawczynią, a następnie wyjść za mąż.
Ukończywszy w 1933 liceum, 2 czerwca dokonała wyboru tekstów na trzy przesłuchania do szkoły aktorskiej Królewskiego Teatru Dramatycznego – wybrała monologi z Orlątka autorstwa Edmonda Rostanda z 1900, z dramatu fantasy Gra snów Augusta Strindberga z 1901 i scenkę o wiejskiej dziewczynie z węgierskiej komedii wieśniaczej – w której w przeszłości kształcili się m.in. Greta Garbo i Lars Hanson. Przygotowywała się do egzaminu pod kierunkiem Gabriela Alwa, pobierała także prywatne lekcje z gimnastyki u Ruth Kylberg. Po wygłoszeniu fragmentu Orlątka komisja przerwała jej występ. Nazajutrz, wygłosiwszy własną interpretację Strindberga i rolę lubieżnej wieśniaczki, została przyjęta na pierwszy rok wraz z szóstką innych osób, spośród czterdziestu ośmiu kandydatów. Zdaniem Davida Thomsona o osiem miejsc rywalizowało siedemdziesiąt pięć osób.
Według Charlotte Chandler pierwsze miesiące w szkole aktorskiej Królewskiego Teatru Dramatycznego były dla Bergman szczęśliwe, a sama nauka sprawiała jej radość, zaś koleżanki i koledzy podkreślali jej pewność siebie, talent i zaangażowanie. Kluczową rolę w edukacji Bergman odegrała Anna Norrie, ucząc ją podstaw poruszania się na scenie i umiejętności słuchania innych artystów. Jesienią 1933 otrzymała od Alfa Sjöberga propozycję występu w spektaklu Zbrodnia Sigfrida Siwertza, co było sprzeczne z regulaminem szkoły, zgodnie z którym studenci dopiero po trzech latach nauki mogli otrzymać pierwszą rolę. Wybór ten spowodował, że część koleżanek – według biografów – „znienawidziło” Bergman; jedna z nich w akcie zazdrości miała uderzyć początkującą aktorkę książką w głowę, a wśród innych incydentów zdarzało się też opluwanie i atak fizyczny. W wyniku nacisku Sjöberg ustąpił, a Bergman wycofała się w trakcie prób. W kwietniu 1934, razem z grupą dziewcząt z pierwszego roku, została obsadzona przez Sjöberga w komedii Rywale Richarda Brinsleya Sheridana jako statystka.
W 1934 Edvin Adolphson zaangażował ją do roli pokojówki Elsy Edlund w komedii Hrabia z Mostu Mnicha (1935), którą reżyserował z Sigurdem Wallénem. Mimo że nagrała swoje sceny w dwanaście dni, na planie przebywała przez sześć tygodni, chcąc lepiej poznać cały proces pracy nad filmem; interesował ją każdy aspekt produkcji. Otrzymała 150 koron oraz pochlebne recenzje od krytyków. Przyznawali oni, że „wykazała się wielkim talentem i pewnością”, a także opisywali ją jako „ożywczą i naturalną młodą damę, będącą prawdziwie cennym nabytkiem dla filmu”. Angaż uzyskała przy wstawiennictwie Gunnara Spångberga, bliskiego przyjaciela jej ojca, a Karin Swanström, dyrektorka artystyczna w Svensk Filmindustri, zorganizowała jej test ekranowy, reżyserowany przez Gustafa Molandera.

#### Kontrakt ze Svensk Filmindustri (1935–1938)

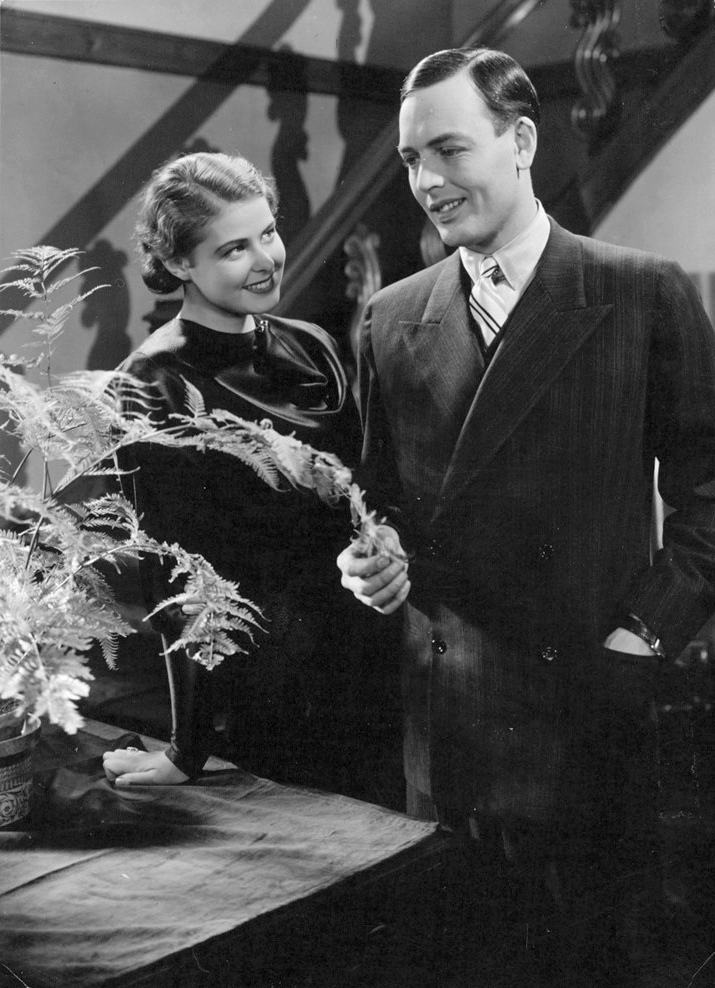
Bergman i Håkan Westergren w filmie Rodzina Swedenhielmów (1935)

Podpisawszy kontrakt na kolejne występy na srebrnym ekranie, latem 1934 zrezygnowała z nauki w szkole aktorskiej Królewskiego Teatru Dramatycznego, pomimo sprzeciwu dyrektora, Olofa Molandera. Jej drugim filmem był oparty na opowiadaniu pióra Pera Vedina dramat Bränningar (1935, reż. Ivar Johansson). Wcieliła się w nim w postać zgoła odmienną w stosunku do debiutu: zagrała uwiedzioną przez lubieżnego pastora (Sten Lindgren) Karin Ingman, córkę ubogiego rybaka (Carl Ström). Duchowny porzuca ją, gdy okazuje się, że Ingman zaszła w ciążę. Mimo słabszego scenariusza, ponownie otrzymała pochlebne oceny. Krytycy chwalili jej „wyważoną i pełną czułości grę” oraz „wdzięk i naturalność”, a wytwórnia, przed rozpoczęciem zdjęć do następnej produkcji, dodała do kontraktu Bergman 500 koron rocznego ubezpieczenia, corocznie zwiększając jej wynagrodzenie o dwadzieścia procent. Uznano ją też za „najbardziej obiecującą nowicjuszkę szwedzkiej sceny filmowej”.
Trzecim projektem z 1935 był oparty na sztuce Swedenhielms z 1923, napisanej przez Hjalmara Bergmana, komediodramat Rodzina Swedenhielmów w reżyserii Molandera, którego Bergman określała mianem „mistrza poważnej komedii”. Chociaż rola Astrid, bogatej narzeczonej zakochanej w synu Swedenhielmów, Bo (Håkan Westergren), była epizodem, spełniła młodzieńcze marzenie o wspólnym występie z Ekmanem. Pochlebnie wyrażała się o możliwości współpracy z nim i Molanderem, podkreślając ich pomoc, serdeczność i życzliwość. Niemiecka i szwedzka prasa doceniała rolę Bergman, a krótka notka na jej temat ukazała się w amerykańskim „Variety”.
Dramat Noce Walpurgi (reż. Gustaf Edgren) – będący jej ostatnim obrazem z 1935 – poruszał tematy aborcji i zdrady. Sportretowała w nim Lenę Bergström, córkę wydawcy gazety (Victor Sjöström), nieszczęśliwie zakochaną w żonatym mężczyźnie, Johanie (Lars Hanson). Ze względu na tematykę film wywołał kontrowersje poza Szwecją, a w Stanach Zjednoczonych wszedł na ekrany kin dopiero w 1941, po ingerencji cenzorów. Kontynuację jej współpracy z Adolphsonem, Hansonem i Molanderem stanowił dramat Po słonecznej stronie (1936). Wykreowała Evę Bergh, pracownicę banku, która wychodzi za mąż za zamożnego dżentelmena Harolda (Hanson) i wiedzie dostatnie życie na wsi. Mimo że w ocenie Spoto film Molandera był „romansową drobnostką”, a część recenzentów uważała go za nudny, rolę Bergman doceniono w Stanach Zjednoczonych; „The New York Times” jako zalety wymieniał jej „naturalność i wdzięk”, dzięki którym „panna Bergman dominuje na tym polu”. Z kolei „Variety” pisał o niej jako o osobie „która warta jest miejsca w Hollywood”.

#### Intermezzo

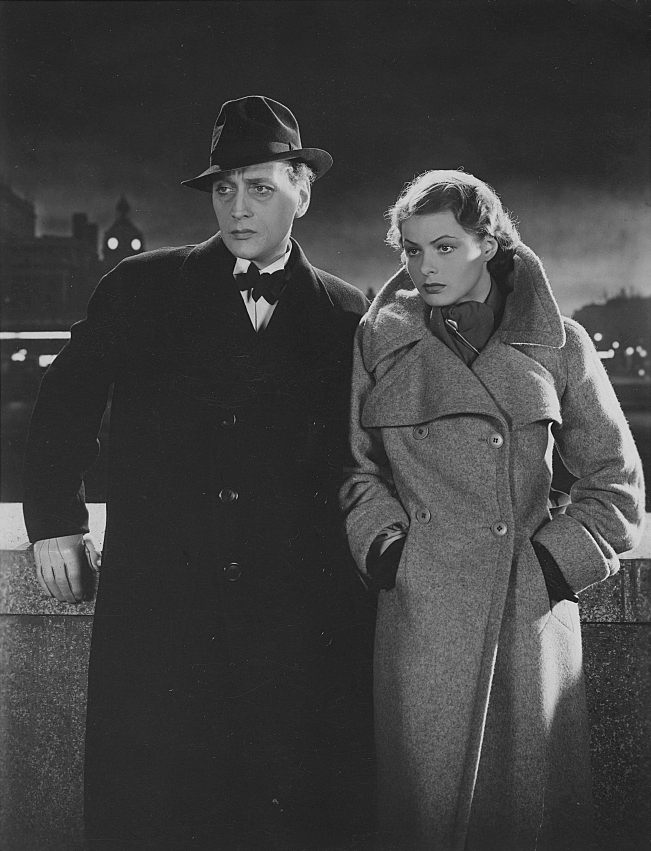
Gösta Ekman i Bergman w kadrze z filmu Intermezzo (1936)

Scenariusz do dramatu Intermezzo (1936, reż. Gustaf Molander) powstał specjalnie z myślą o Bergman, której w głównej roli partnerował Gösta Ekman. Fabuła koncentrowała się na skrzypku (Ekman), nawiązującym romans z Anitą Hoffman (Bergman), młodą nauczycielką swojej córki. Reżyser wspominał o profesjonalizmie Bergman i jej gotowości do każdego ujęcia. Spoto uważał, że przelała ona na postać Anity uciążliwe wyzwanie konfliktu między karierą a uczuciami, przez co odegrała tę rolę tak realnie. Jeden z recenzentów napisał, że „Ingrid Bergman dodaje nową wiktorię do poprzednich”. Po zakończeniu zdjęć Molander przesłał aktorce kwiaty, wyrażając uznanie dla jej gry. Głównym motywem Intermezza był temat odkupienia oraz wybaczenia, często stosowany w innych filmach reżysera. „Variety” prognozował, że „przeznaczeniem gwiazdy Ingrid Bergman jest Hollywood”.
15 stycznia 1937 zagrała w Komediteatern w szwedzkiej wersji francuskiej sztuki L’Heure H Pierre’a Chaine’a, będącej satyrą na komunistycznych rewolucjonistów, planujących sabotaż fabryki. Pomimo niewielkiej roli oceniano ją pozytywnie, a jeden z krytyków wyraził przekonanie, iż „można wróżyć jej wielkie powodzenie w przyszłych rolach dramatycznych”. Spektakl wystawiano 128 razy. Po wyjściu za mąż w 1937, na ponad rok zrezygnowała z grania w filmach. W 1938 wystąpiła wraz z Adolphsonem w sztuce Jean Busa Feketesa. Molander, będący mentorem dla Bergman, obsadził ją w roli Julii Balzar w opartej na sztuce Hjalmara Bergmana komedii Dollar (1938), koncentrującej się na fatalnych zwyczajach małżeńskich i trzech parach, bezwstydnie flirtujących ze sobą. Biografowie i krytycy zwracali uwagę na jej komediowy zmysł, spontaniczne gesty i spojrzenia. Reżyser wymienił ją na pierwszym miejscu w czołówce, do czego przyczynił się zdobyty przez Bergman status gwiazdy filmowej w Szwecji. Krytycy podkreślali jej grę, którą przyćmiła pozostałych aktorów z planu.

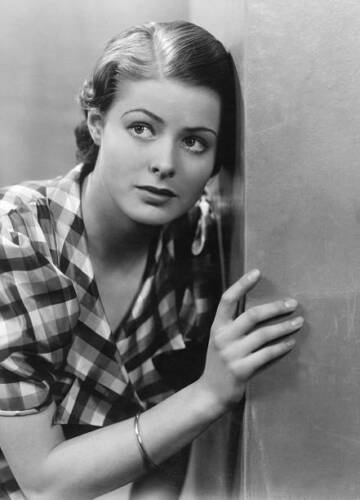
Bergman w reklamie dla Svensk Filmindustri (1936)

Następnie rozpoczęła zdjęcia do piątego filmu realizowanego z Molanderem, opartego na noweli Haralda Tandrupa dramatu romantycznego Samotna noc. Niechętnie podchodziła do projektu, uważając scenariusz za „chałę”. Swoją zgodę uzależniała od możliwości występu w dramacie Twarz kobiety. W wyniku negocjacji, we wspomnianych dwóch filmach, jej nazwisko pojawiło się na pierwszym miejscu w obsadzie. Rola Evy Beckman w Samotnej nocy cechowała się oziębłością; protagonistka odrzuca uczucia naganiacza cyrkowego Valdemara Moreaux (Adolphson).
Pod koniec roku uplasowała się na szczycie w ankiecie przeprowadzonej wśród szwedzkich widzów na „najbardziej podziwianą gwiazdę filmową 1937”. Wyprzedziła w niej Garbo. Rozpoznawalność, jaką zaczęła cieszyć się po grudniowej premierze Intermezza za oceanem sprawiła, że organizowano dodatkowe seanse w świątecznym harmonogramie. „The New York Times” uważał, że „wiarygodność gry, zwłaszcza ze strony młodziutkiej, uroczej Ingrid Bergman, potwierdza wysoką opinię, jaką zdobyła sobie w kraju i za granicą”.

#### Twarz kobiety

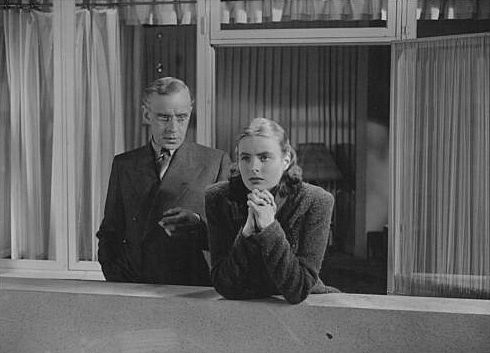
Anders Henrikson i Bergman w filmie Twarz kobiety (1938)

Jej ostatnim filmem dla Svensk Filmindustri była Twarz kobiety (1938, reż. Gustaf Molander), oparta na sztuce autorstwa Francisa de Croisset. Według Spoto stworzyła w niej jedną z „najbardziej głębokich oraz skomplikowanych kreacji”. Wcieliła się w stojącą na czele grupy szantażystów Annę Holm, kobietę nieokazującą sumienia ze względu na zdeformowaną twarz. Dopiero po przejściu operacji plastycznej w Holm zachodzi przemiana duchowa. Aby zwiększyć realizm zdeformowanej twarzy, korzystała ze specjalnie zaprojektowanego stelażu, autorstwa jej pierwszego męża, Pettera Lindströma. Zakończenie filmu, w którym bohaterka oczekuje na wyrok sądu (za popełnienie morderstwa i ocalenie życia chłopca), pozostawiono – za jej sugestią – do oceny widzom. „New York World-Telegram” napisał, że „Ingrid Bergman to kolejna Garbo… tak dobra, jak Garbo w swoich najwcześniejszych produkcjach”. „Stockholms-Tidningen” określał film mianem „doskonałego i światowej klasy”.

#### Kontrakt z UFA GmbH (1938)
W 1938 podpisała kontrakt z niemiecką wytwórnią Universum Film – Aktiengesellschaft (UFA) na realizację dwóch projektów. Pozytywną opinię na jej temat wyrażał ówczesny minister propagandy i oświecenia publicznego Joseph Goebbels, będący wielbicielem talentu Bergman. Jego sympatię potęgował fakt, iż była ona w połowie Niemką i w stopniu bardzo dobrym znała język.
Jej pierwszym niemieckim projektem była komedia romantyczna Nasza czwórka (1938, reż. Carl Froelich), adaptacja sztuki pióra Jochena Hutha. Biografowie zwracali uwagę na narastające w trakcie realizacji napięcie oraz zaniepokojenie wywołane panującą w owym czasie sytuacją polityczną. Film, opowiadający o czterech kobietach, którym nie powiodło się prowadzenie agencji reklamowej, zaliczył finansową i krytyczną klapę. Zły nastrój potęgowały częste uwagi reżysera i mdłości, spowodowane ciążą Bergman.
W późniejszych latach utrzymywała, że gdyby miała świadomość na temat sytuacji politycznej panującej w III Rzeszy w końcu lat 30. (Bergman w ogóle nie interesowała się polityką), nie zdecydowałaby się na pracę tam. Ze względu na brak interesujących ofert z innych krajów, przedłużyła kontrakt z UFA na następny rok (Laurence Leamer pisał, że Lindström, sprzeciwiając się jej pracy w nazistowskich Niemczech, skontaktował się z Helmerem Enwallem, by ten pomógł znaleźć role dla niej w Anglii lub w Stanach Zjednoczonych). Planowany przez UFA film, w którym miała zagrać Charlotte Corday, morderczynię Jean-Paula Marata, z uwagi na sytuację polityczną, nie doszedł do skutku.

#### Intermezzo

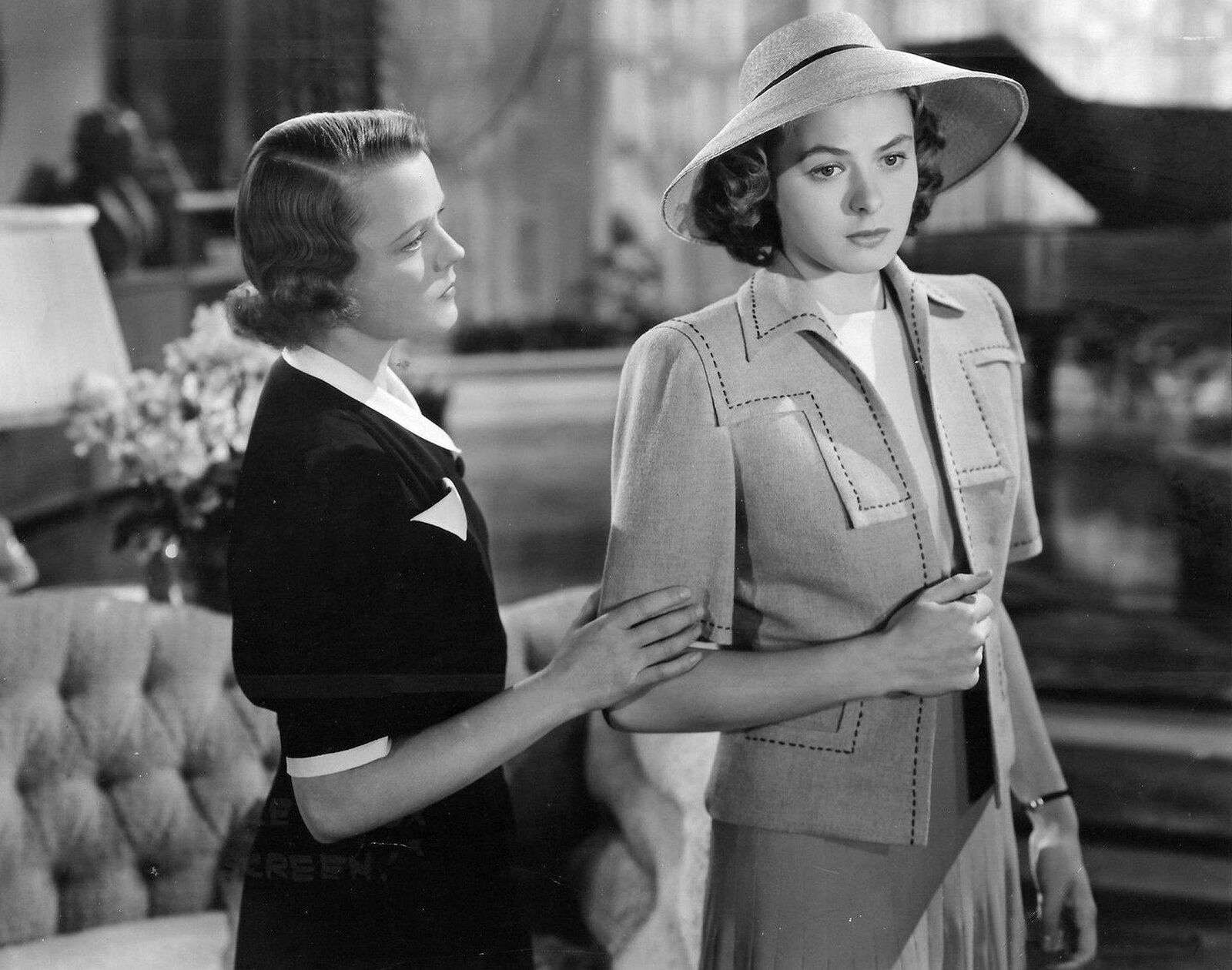
Edna Best i Bergman w amerykańskim remake’u filmu Intermezzo (1939)

Przychylne recenzje prasowe za występ w Intermezzie sprawiły, że Bergman wzbudziła zainteresowanie w Hollywood. Po narodzinach córki Pii we wrześniu 1938, otrzymała od Jeni Reissar, przedstawicielki producenta Davida O. Selznicka na Europę, ofertę gry w amerykańskim remake’u Intermezza. Realnie rozważała możliwość wyjazdu, ponieważ w Szwecji, gdzie posiadała status gwiazdy, rzadko dostawała propozycje występów w filmach pokroju Twarz kobiety. W wyniku negocjacji – prowadzonych przez Lindströma – odrzuciła możliwość podpisania siedmioletniego kontraktu z Selznickiem.
Za namową męża, pod koniec 1938 zgodziła się wyjechać do Stanów Zjednoczonych, by zagrać we wspomnianym remake’u. Uczyła się też języka angielskiego przy pomocy finalizującej umowę Kay Brown. W jej towarzystwie 20 kwietnia 1939 przypłynęła na pokładzie RMS Queen Mary do Nowego Jorku. Zapis w kontrakcie przewidywał występ w Intermezzie, a następnie powrót do Szwecji. By poprawić swoją angielszczyznę, uczęszczała do teatrów oglądać spektakle (m.in. na Abe Lincoln in Illinois Roberta E. Sherwooda) i korzystała z korepetytora. Polecono jej także zmianę nazwiska na Berryman lub Lindström (po mężu), wyregulowanie brwi oraz poprawę zębów, lecz stanowczo odmówiła, mając krytyczne zdanie na temat większości aktorek, których poprawiony wygląd – jej zdaniem – zbyt odbiegał od ich naturalnej urody.
W maju rozpoczęła pracę na planie filmu Intermezzo (reż. Gregory Ratoff). Tygodniowo otrzymywała 2,5 tys. dolarów. Szczególną wagę Selznick przywiązywał do kwestii odpowiedniego oświetlenia Bergman (w trakcie zdjęć zwolnił operatora Harry’ego Stradlinga, angażując w jego miejsce Gregga Tolanda). Realizację utrudniał sam producent, nagminnie ingerując w projekt i wprowadzając wiele scen, które – jak argumentował Spoto – uczyniły film „zlepkiem sacharynowych banałów”. Dla Chandler amerykańska wersja niewiele różniła się od szwedzkiego pierwowzoru, a sceny z udziałem Bergman były „niezwykle podobne w obydwu wersjach”. Partnerował jej Leslie Howard, pełniący funkcję współproducenta (znany z roli Ashleya Wilkesa w Przeminęło z wiatrem; 1939, reż. Victor Fleming). Zakończywszy zdjęcia wróciła do Sztokholmu.
Po premierze Intermezzo uzyskało entuzjastyczne recenzje od krytyków oraz zdobyło uznanie publiczności; według recenzentów „prosta fabuła zyskała na jakości dzięki nowej gwieździe: Ingrid Bergman”. „The New York Times” wymieniał jej „świeżość, prostotę i wrodzoną godność”, dodając, że „panna Bergman ma w sobie żar, tę iskrę duchową, która skłania nas ku przekonaniu, że Selznick znalazł następną wielką damę ekranu”. Następstwem pozytywnych ocen jej występu było przedłużenie umowy z Selznick International Pictures na następny rok. Zakładała ona występy Bergman w dwóch filmach rocznie, prawo do gry w jednej sztuce teatralnej (za aprobatą Selznicka) oraz możliwość wypożyczania jej do sztuk radiowych.
Wybuch II wojny światowej we wrześniu 1939 uniemożliwił jej dalszą współpracę z UFA. Przed powrotem do Hollywood zagrała w swoim ostatnim filmie produkowanym w Szwecji – podejmującym temat molestowania seksualnego dramacie Juninatten (1940, reż. Per Lindberg), powstałym na podstawie powieści autorstwa Tory Nordström-Bonnier. Portretowana przez nią bohaterka, Kerstin Norbäc, nawiązawszy romans z nieodpowiednim mężczyzną (Gunnar Sjöberg), wskutek publicznego potępienia, zmuszona jest do zmiany imienia i nazwiska na Sara Nordanå, oraz przeprowadzki do innego miejsca, gdzie rozpoczyna nowy etap życia. W ocenie Spoto Bergman w wieku 24 lat rolą w Juninatten „instynktownie rozumiała skomplikowaną gamę pokrętnych emocji, które odgrywają rolę uczuć w świecie dorosłych”. Film odniósł w Szwecji umiarkowany sukces.

### Lata 40.

#### Liliom

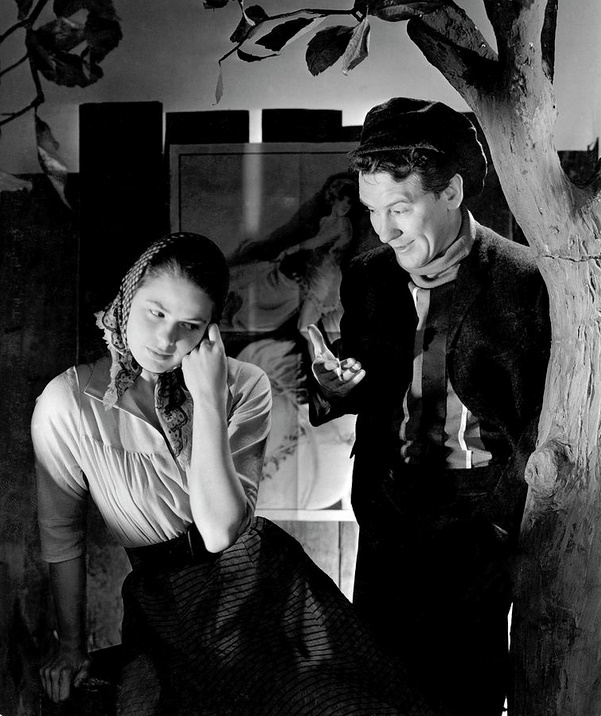
Bergman z Burgessem Meredithem w spektaklu Liliom (1940), będącym jej debiutem na Broadwayu

2 stycznia 1940 wypłynęła z córką Pią i nianią z Genui do Nowego Jorku na pokładzie SS Rex. Do Stanów Zjednoczonych przypłynęła dziesięć dni później, a jej przyjazd odnotowano w „The New York Timesie”. Przez pierwsze tygodnie pozostawała bez pracy; wolny czas spędzała na spacerach, wiosłowaniu po jeziorze i zwiedzaniu wystaw światowych. 29 stycznia wystąpiła w radiowej adaptacji Intermezza dla antologii Lux Radio Theatre w stacji CBS.
Korzystając z wolnego czasu, z pomocą Brown i producenta Vintona Freedleya, otrzymała angaż do reżyserowanej przez Harry’ego Howella sztuki Liliom pióra Ferenca Molnára. Wcieliła się w Julię, która swojego ojca zna tylko jako ducha. Ze względu na szwedzki akcent w wymowie, przez cztery godziny dziennie pobierała lekcje u korepetytora. W spektaklu partnerował jej Burgess Meredith. Po premierze, mającej miejsce 25 marca w 44th Street Theatre na Broadwayu, zebrała przychylne oceny – Brooks Atkinson napisał na łamach „The New York Timesa”: „W roli Julie przedstawiła się nam młoda aktorka o niespotykanych zdolnościach i talencie… Mówi z lekkim akcentem. Ale ma również wyraziście piękną postać i maniery, wrażliwe oczy, czułe usta, miły głos, który daje się słyszeć i modulować. A co więcej, wydaje się w pełni panować nad rolą, którą gra… Panna Bergman obdarza bohaterkę pełnią życia i rozjaśnia ją od wewnątrz świetlistym pięknem”. Jej kreację docenił Molnár.

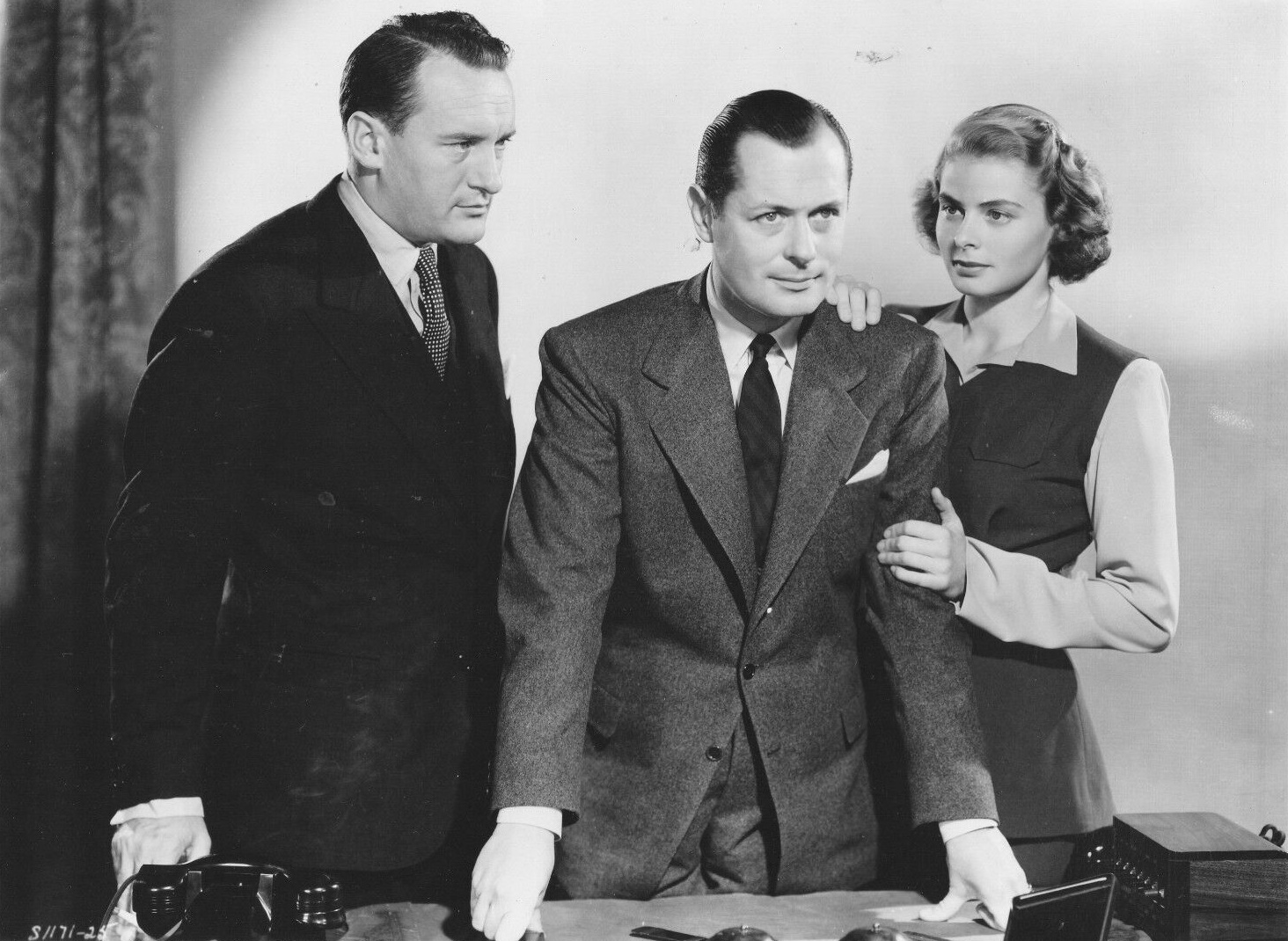
Sanders, Montgomery i Bergman w filmie Rage in Heaven (1941)

Zakończywszy latem sześciotygodniowe występy w sztuce Liliom, została wypożyczona przez Selznicka do Columbia Pictures, gdzie zagrała u boku Warnera Baxtera w dramacie z elementami romansu Adam Had Four Sons (1941, reż. Gregory Ratoff), opartym na powieści autorstwa Charlesa Bonnera. Pomimo słabych ocen dla filmu, rolę Bergman krytycy wyróżniali, zaznaczając, że „użyczyła swojego wielkiego talentu drugorzędnemu filmowi”, a Fay Wray, która też znalazła się w obsadzie, zwracała uwagę na jej profesjonalizm i pełne zaangażowanie.
Kolejną produkcją był równie przeciętnie przyjęty psychologiczny dreszczowiec noir Rage in Heaven (1941, reż. W.S. Van Dyke), zrealizowany dla Metro-Goldwyn-Mayer. Na planie partnerowali jej Robert Montgomery i George Sanders. Film, będący ekranizacją powieści pióra Jamesa Hiltona z 1932, przedstawiał losy Stelli Bergen (Bergman) i Philipa Monrella (Montgomery). Mający problemy psychiczne mężczyzna popełnia samobójstwo w taki sposób, by wszelkie podejrzenia za śmierć spadły na jego przyjaciela, Warda Andrewsa (Sanders). Bergman nie podobał się scenariusz, ani sam film, natomiast Spoto uważał jego fabułę za „śmiesznie niewiarygodną”. Z uwagi na konfliktowe relacje z reżyserem, realizacja Rage in Heaven była dla niej, jak pisał, „jednym wielkim koszmarem”. Większe uznanie obraz Van Dyke’a zyskał w 1946, gdy trafił do ponownej dystrybucji.

#### Doktor Jekyll i pan Hyde,Anna Christie

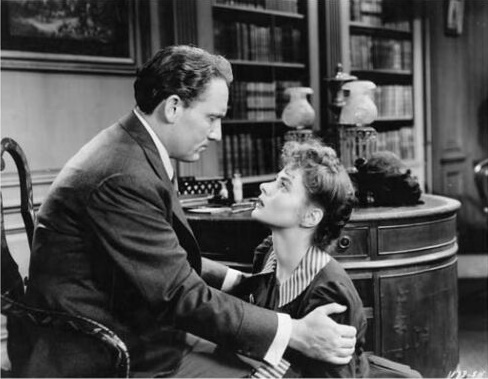
Spencer Tracy i Bergman w filmie Doktor Jekyll i pan Hyde (1941)

Jej ostatnim projektem z 1941 był horror Doktor Jekyll i pan Hyde (reż. Victor Fleming), szósta ekranizacja gotyckiej noweli o tym samym tytule autorstwa Roberta Louisa Stevensona z 1886. Pierwotnie Bergman obsadzono w roli Beatrix Emery, narzeczonej głównego bohatera. Uznając, że postać ta jest nudna i mało interesująca, oraz będąc znużoną odgrywaniem podobnych kreacji, w trakcie castingu przekonała reżysera do otrzymania roli Ivy Peterson, londyńskiej barmanki i prostytutki. Selznick sceptycznie podchodził do uporu Bergman, uważając, że kreacja ta może zrujnować jej karierę. W Emery wcieliła się Lana Turner, a w głównej, podwójnej roli męskiej wystąpił Spencer Tracy. Fabuła filmu koncentrowała się na doktorze Henrym Jekyllu, ratującym barmankę Ivy Peterson przed atakiem ulicznego oprawcy. Mimo prowokacji ze strony kobiety, lekarz nie odwzajemnia jej pragnień. Zażywszy chemiczną substancję, oddziela dobro od zła, a jego alter ego – pozbawiony skrupułów moralnych pan Hyde – rozpoczyna brutalny i sadomasochistyczny romans z Peterson, który kończy się śmiercią dziewczyny. Wyrażała zadowolenie z pracy nad filmem i swojej roli, uważając, że pozwoliła ona na rozszerzenie jej wachlarzu umiejętności. Krytycy pozytywnie oceniali występ, jak m.in. Norton Mockridge, który podkreślał, że „wykazuje sprytne połączenie uroku, zrozumienia, powściągliwości i czystej zdolności aktorskiej”.

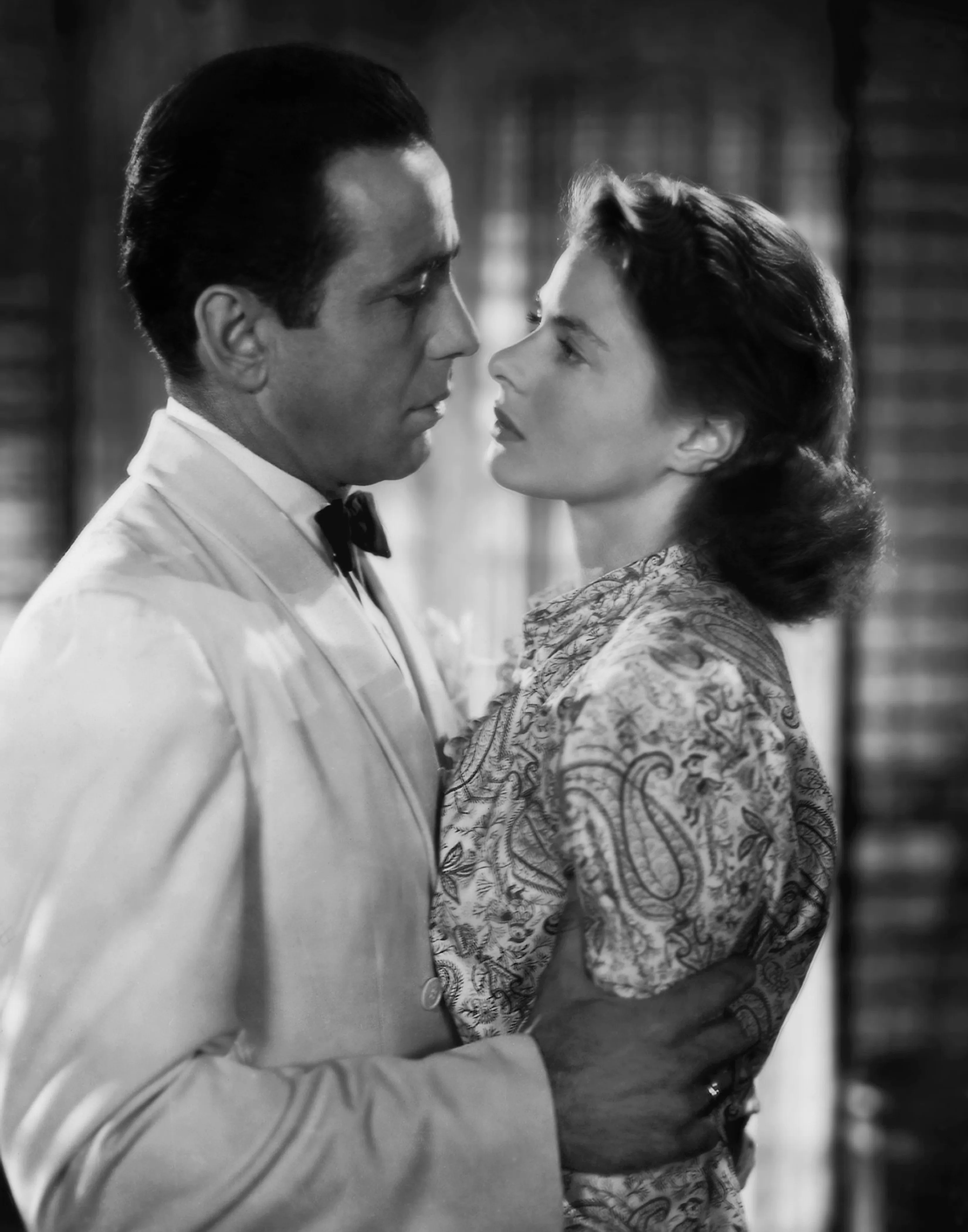
Humphrey Bogart i Bergman w filmie Casablanca (1942)

Korzystając z rosnącej rozpoznawalności Bergman, Selznick – kierując się względami finansowymi i reklamowymi – zgodził się na jej udział w sztuce Anna Christie Eugene’a O’Neilla z 1921 w reżyserii Johna Housemana. Spektakle były wystawiane w Santa Barbara i San Francisco w Kalifornii oraz w Maplewood w stanie New Jersey. Kreacja tytułowej bohaterki, prostytutki, przyniosła Bergman pochlebne recenzje, w których pisano m.in. „Nadała ona dramatowi O’Neilla poetycką interpretację, a robiąc to zyskała sobie miejsce w historii teatru Stanów Zjednoczonych”. Autor sztuki zaproponował jej, by dołączyła do zespołu aktorów zatrudnionych w teatrze stałym, lecz Bergman była zmuszona odrzucić ofertę z uwagi na sześcioletni czas trwania projektu oraz kontraktowe zobowiązania wobec Selznicka.

#### Casablanca
Od września 1941 do maja 1942 nie dostawała od Selznicka żadnych nowych propozycji angażu. Z tego powodu popadła w lekką depresję. Z początkiem maja stawiła się w Hollywood po tym, jak producent wypożyczył ją do studia Warner Bros. Hal B. Wallis, zakupiwszy za 20 tys. dolarów prawa do niewystawianej sztuki Everybody Comes to Rick’s (1940), zmienił nazwę na Casablanca, a do głównych ról zaangażowano, po wielu zmianach, Humphreya Bogarta i Bergman. Na stanowisko reżysera zatrudniono Michaela Curtiza. Początkowo miała ona problem ze zrozumieniem zawiłości fabuły oraz charakteru granej przez siebie bohaterki (scenariusz, nad którym pracowało wielu autorów, wielokrotnie poprawiano i zmieniano). Pierwotnie nie była zadowolona z angażu do filmu, uważając, że postać Ilsy Lund nie wymaga zbyt wiele pracy. Fabuła melodramatu noir Casablanca była osnuta na postaci amerykańskiego imigranta Ricka Blaine’a (Bogart), właściciela nocnego klubu w tytułowym marokańskim mieście, który w czasie II wojny światowej spotyka swoją miłość sprzed lat, Ilsę Lund (Bergman), będącą żoną działacza czechosłowackiego ruchu oporu Victora Laszlo (Paul Henreid). Praca była utrudniona z uwagi na scenariusz, który do samego końca nie posiadał zakończenia. Aktorzy przez to czuli niepewność. Relacje między Bogartem a Bergman były chłodne. „Pocałowałam Bogiego, ale tak naprawdę nigdy go nie poznałam” – wspominała. Jej gaża wyniosła 25 tys. dolarów.
Według Spoto kreacja Lund zapewniła Bergman rolę wielkiej amantki i była jej pierwszą znaczącą rolą w karierze. Zaznaczał, że „Ingrid wniosła do tego filmu przekonanie o kruchości romansu, które przemawiało wprost do serca widowni czasu wojny […] Przez dwie trzecie filmu obdarzała Ilsę niezwykłym spokojem i to właśnie dzięki temu romantyczne rozterki tej postaci są tak rozdzierające i dojrzałe”. Casablanca odniosła znaczący sukces; uzyskała osiem nominacji do nagrody Akademii Filmowej, zdobywając trzy statuetki Oscara, w tym dla najlepszego filmu. Po latach zyskała miano filmu kultowego, a Bergman najbardziej utożsamiana jest z rolą Ilsy Lund.
Na łamach „The New York Timesa” Bosley Crowther napisał: „[Bergman] rozświetla romantyczne pasaże ciepłym i autentycznym blaskiem”; inni z kolei uważali, że „[gra] bohaterkę z… pociągającym autorytetem i pięknem” oraz porównywali ją do młodej Garbo.

#### Komu bije dzwon

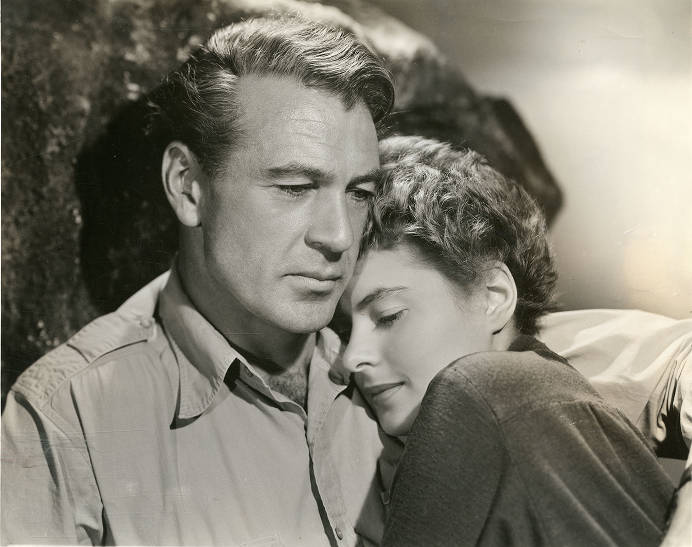
Gary Cooper i Bergman w kadrze z filmu Komu bije dzwon (1943). Za występ w nim otrzymała pierwszą nominację do Oscara

Jej jedynym filmem pełnometrażowym z 1943 był melodramat wojenny Komu bije dzwon (reż. Sam Wood). Bergman już dwa lata wcześniej, gdy Paramount Pictures zakupiło prawa do ekranizacji powieści o tym samym tytule Ernesta Hemingwaya, namawiała Selznicka na wypożyczenie jej do Paramountu. Dodatkową motywacją dla niej była możliwość gry z wybranym do głównej roli męskiej Garym Cooperem. W 1942 do roli Marii zaangażowano Verę Zorinę, lecz gdy rozpoczęły się zdjęcia, zarówno Cooper, jak i Wood nie byli zadowoleni z jej gry, a angaż otrzymała Bergman. Selznick wypożyczył ją do Paramountu za 90 lub 150 tys. dolarów. Wypłacił jej kontraktowe 52 tys. dolarów. Część zdjęć zrealizowano w górach Sierra Nevada, co było trudnym wyzwaniem dla ekipy. Fabuła skupiała się na Robercie Jordanie (Cooper), ochotniku biorącym udział w hiszpańskiej wojnie domowej. Wraz z grupą partyzantów przeprowadza akcję wysadzenia mostu. Wśród nich jest María (Bergman), doświadczona przez wojnę dziewczyna, w której się zakochuje. Komu bije dzwon był pierwszym filmem w dorobku Bergman, zrealizowanym w technicolorze.

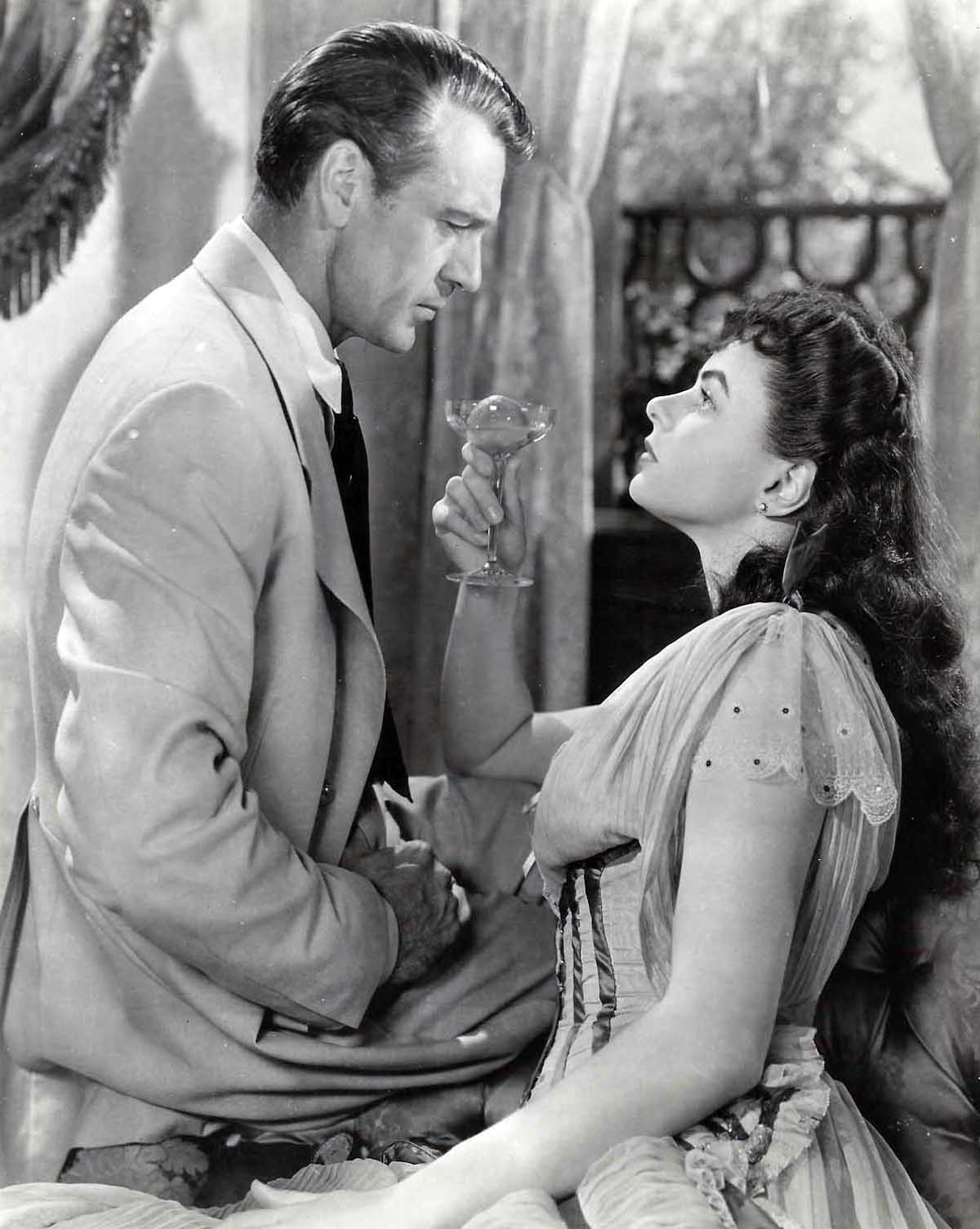
Cooper i Bergman w kadrze z filmu Saratoga Trunk (1945)

W opinii biografów Komu bije dzwon był bezbarwnym filmem, zmieniającym się w wypraną z życia i miłości powieść Hemingwaya, w której nie było potępienia hiszpańskiego faszyzmu, oraz pominięto jakąkolwiek wzmiankę o Francisco Franco i jego wojskach. Krytyczną opinię wyrażała Bergman, wspominając, że praca na planie była rozczarowująca i frustrująca z uwagi na słaby scenariusz. Choć recenzenci w większości pozytywnie oceniali jej występ, to część komentowała zasadniczą nieprzydatność Bergman do roli zmaltretowanej życiem hiszpanki, mającej romans z idealistycznym Robertem Jordanem.
Spośród dziewięciu nominacji do nagrody Akademii Filmowej – w tym pierwszej dla Bergman jako najlepszej aktorki pierwszoplanowej – projekt Wooda zdobył statuetkę w kategorii za najlepszą kreację drugoplanową (Katina Paksinu). Bergman przegrała z Jennifer Jones, nagrodzoną za tytułową rolę w Pieśni o Bernadette (reż. Henry King).
Na prośbę Selznicka wzięła udział w zdjęciach do krótkometrażowego dokumentu Swedes in America (1943, reż. Irving Lerner), zrealizowanego dla Biura Informacji Wojennej (OWI). Producent – będąc przekonanym, że reżyserowany przez Wooda duet Bergman–Cooper odniesie sukces – ponownie wypożyczył ją do Warner Bros., dla którego wystąpiła w opartym na motywach powieści autorstwa Edny Ferber dramacie romantycznym Saratoga Trunk (reż. Sam Wood). Jego fabuła przedstawiała historię nieślubnej córki arystokraty Clio Dulaine (Bergman). Wyjeżdża ona do Saratoga Springs w stanie Nowy Jork, by tam znaleźć bogatego męża. Ostatecznie poślubia hazardzistę z Teksasu, Clintona Maroona (Cooper). W trakcie zdjęć musiała nosić ciężkie, ciemnowłose peruki i mocny makijaż, powodujący duży dyskomfort. Motywacją do przyjęcia roli dla Bergman była chęć zagrania niemoralnej intrygantki. Jack L. Warner, obejrzawszy film w trakcie finalnego montażu, wyrażał negatywne odczucia, wobec czego wszystkie kopie Saratogi Trunk wysłano amerykańskim oddziałom wojskowym na morzu, a do kin wprowadzono go w 1945. Gaża Bergman wyniosła 69 tys. 562 dolary. Mimo słabych ocen, film przyniósł zyski w box offisie.
2 sierpnia 1943 „Time” zamieścił zdjęcie Bergman na swojej okładce. Od końca grudnia przez pięć tygodni występowała dla wojsk amerykańskich na Alasce. Czytała teksty dramatyczne, śpiewała szwedzkie piosenki ludowe, podpisywała fotografie i odwiedzała rannych żołnierzy w szpitalach. W trakcie trasy poznała generała porucznika Simona Bolivara Bucknera Jr., z którym utrzymywała listowny kontakt do jego śmierci w 1945.

#### Gasnący płomień

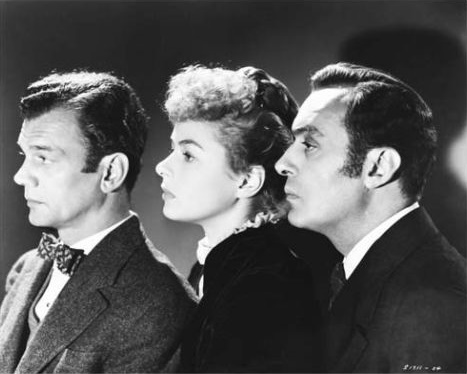
Cotten, Bergman i Boyer na fotosie z filmu Gasnący płomień (1944)

Selznick chciał ją obsadzić w melodramacie Dolina decyzji (1945, reż. Tay Garnett), jednak odrzuciła propozycję, nie będąc nią zainteresowaną. Na mocy wypożyczenia do MGM, wystąpiła w dreszczowcu psychologicznym Gasnący płomień (1944, reż. George Cukor), będącym remakiem obrazu z 1940 i drugą adaptacją sztuki Patricka Hamiltona z 1938. Spoto zwracał uwagę, że swoboda, z jaką odegrała swoją rolę wynikała z szeregu podobieństw Pauli Alquist Anton do prawdziwego życia Bergman. Partnerowali jej Charles Boyer i Joseph Cotten. Przygotowując się do roli, studiowała artykuły i książki na temat halucynacji, złudzeń i genetycznie uwarunkowanej schizofrenii, a także odbywała wizyty w zakładzie psychiatrycznym, obserwując u jednej z pacjentek napady obłędu. Jej wynagrodzenie wyniosło 69 tys. 500 dolarów.
Akcja rozgrywa się w wiktoriańskiej Anglii. Paula Alquist Anton (Bergman), młoda mężatka, podejrzewa u siebie objawy choroby psychicznej. Gregory Anton (Boyer), w trosce o zdrowie żony, postanawia przeprowadzić się razem z nią do domu, w którym niegdyś mieszkała ciotka kobiety, nim została brutalnie zamordowana. Detektyw Cameron (Cotten), obserwując zachowanie Antona, wznawia śledztwo dotyczące morderstwa starszej kobiety.

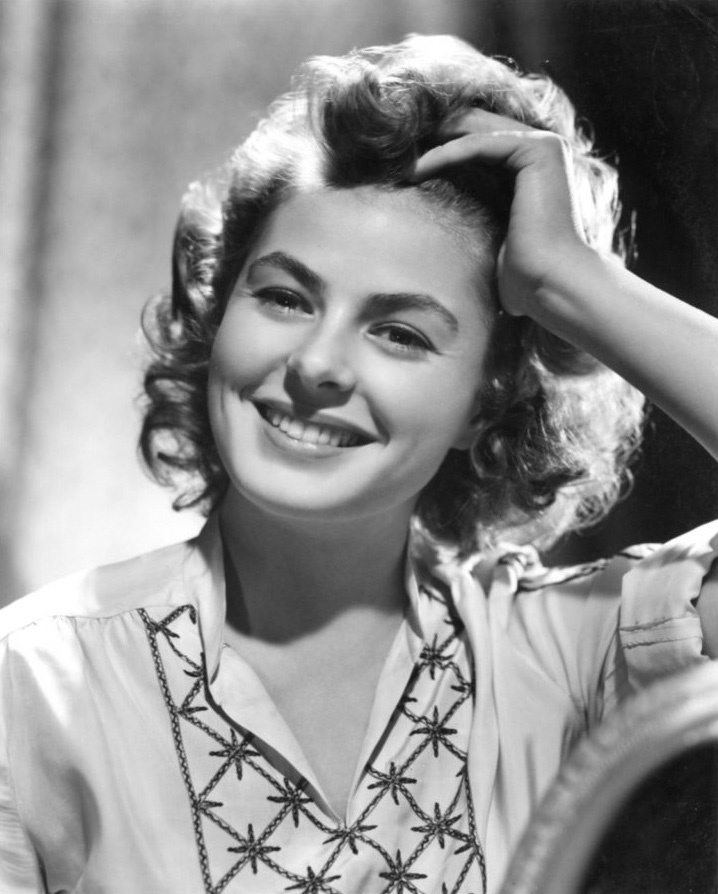
Bergman na fotosie promocyjnym studia MGM (1944)

Po premierze film uzyskał pochlebne oceny, podobnie jak i Bergman; jeden z krytyków napisał, że „jest znakomita w swojej szarpiącej nerwy roli. Jej pełna wyczucia, emocjonalna gra musi przykuwać uwagę widza”. Howard Barnes z „New York Herald Tribune” uznał, że „pani Bergman przedstawia piękny i wzruszający portret osoby, która stała się bliską ofiarą”. Jim O’Connor z „New York Journal-American” napisał: „Pod hipnotycznym urokiem Boyera panna Bergman płonie w namiętności i migocze w depresji, aż publiczność… sztywnieje na swoich siedzeniach”. Z kolei Archer Winsten z „New York Posta” twierdził, że „mieszanka miłości, przerażenia i rosnącego poczucia porażki własnego umysłu panny Bergman stanowi jedno z lepszych osiągnięć sezonu”, a „Variety” pochwalił „starannie przemyślane” i „powściągliwe występy” Boyera, Bergman i Cottena. Pracę na planie wspominała jako jedno z największych doświadczeń życiowych, natomiast sam film zaliczała do grona ulubionych.
Za rolę Pauli Alquist Anton otrzymała pierwszą nagrodę Akademii Filmowej dla najlepszej aktorki pierwszoplanowej, którą odebrała z rąk Jennifer Jones, oraz Złoty Glob dla najlepszej aktorki w filmie dramatycznym. Była też nominowana do nagrody Stowarzyszenia Nowojorskich Krytyków Filmowych w kategorii dla najlepszej aktorki, lecz przegrała z Tallulah Bankhead, nagrodzoną za rolę Constance „Connie” Porter w psychologicznym dramacie wojennym Łódź ratunkowa (reż. Alfred Hitchcock).

#### Urzeczona

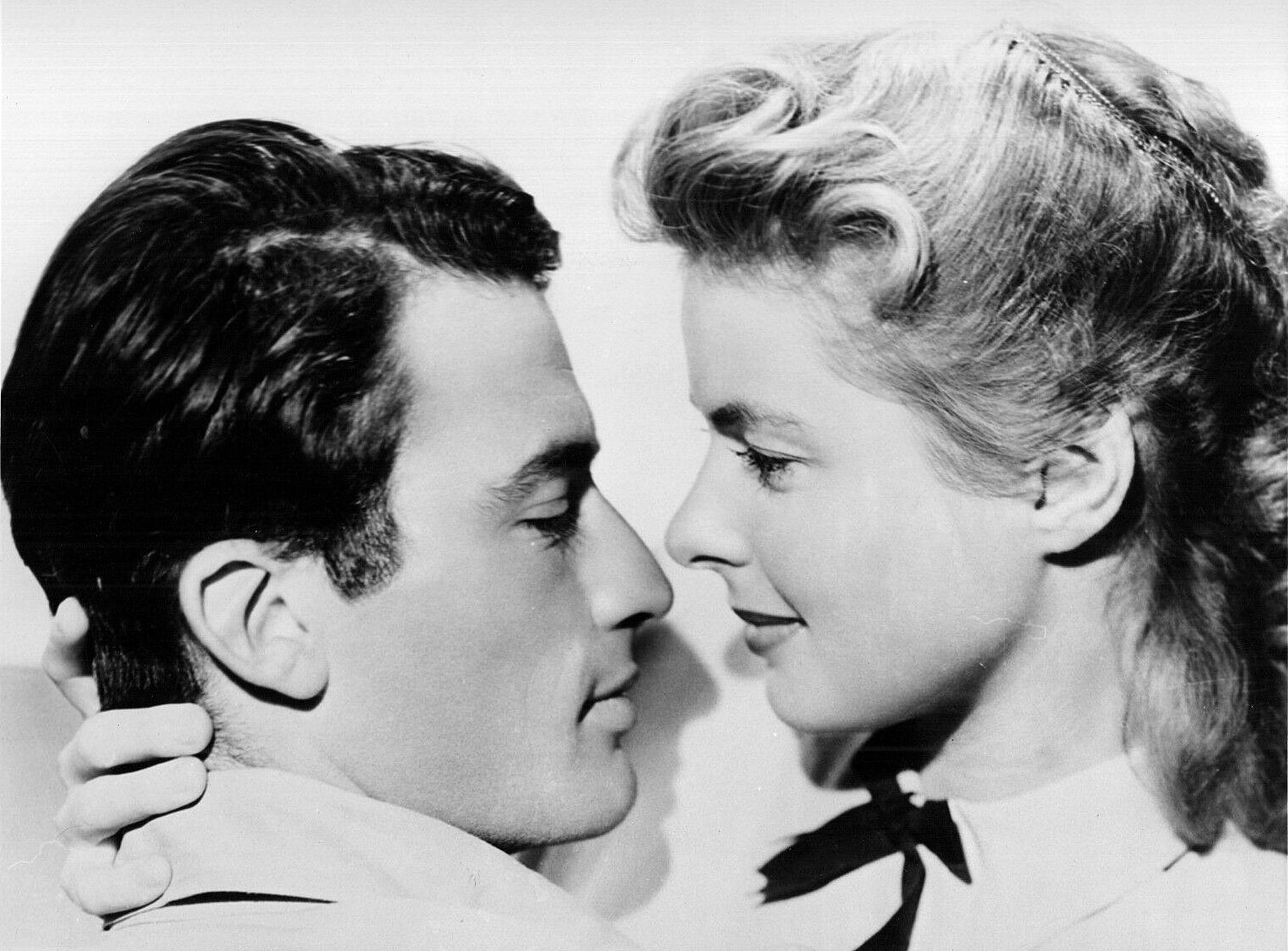
Gregory Peck i Bergman na fotosie z filmu Urzeczona (1945)

Kolejnym projektem w jej dorobku był psychologiczny dreszczowiec noir Urzeczona z 1945 (reż. Alfred Hitchcock), którego scenariusz Bena Hechta poruszał temat freudowskiej teorii snów. Bergman w głównej roli męskiej partnerował Gregory Peck, a podstawę stanowiła powieść The House of Dr. Edwardes pióra Johna Palmera i Hilary’ego St George’a Sandersa z 1927. Fabuła koncentrowała się na Anthonym Edwardesie (Peck), doktorze obejmującym stanowisko dyrektora w klinice psychiatrycznej Green Manors. Jego młody wiek oraz niecodzienne zachowanie wzbudzają podejrzenia doktor Constance Petersen (Bergman). O możliwości współpracy z Hitchcockiem wyrażała się z entuzjazmem, podkreślając m.in. jego poczucie humoru i gotowość pomocy, choć z początku sceptycznie podchodziła do zaproponowanej roli, uważając zachowanie swojej bohaterki za nieracjonalne, a historię za niewiarygodną.
Urzeczona była pierwszym amerykańskim filmem, w którym jej nazwisko zamieszczono na pierwszym miejscu w czołówce. Film odniósł sukces kasowy, przynosząc zyski w wysokości 7–8 milionów dolarów w box offisie i otrzymując na ogół przychylne recenzje w prasie. Był również nominowany w sześciu kategoriach do nagrody Akademii Filmowej, zdobywając statuetkę za najlepszą muzykę. Spoto zwracał uwagę na sposób gry Bergman, określając go „najlepszą lekcją modulowanej, dojrzałej gry na ekranie”.
Zakończywszy zdjęcia do filmu, na zaproszenie Departamentu Wojny, ruszyła z Joe Steele’em w trasę po Ameryce Północnej, odwiedzając Indianę, Minnesotę, Pensylwanię, Wisconsin oraz Kanadę, propagując sprzedaż bonów wojennych i oddając krew dla rannych żołnierzy. Wygłaszała też przemówienia i czytała krótkie adaptacje ze zbiorku opowiadań i wierszy, pozyskując wielu darczyńców.

#### Dzwony Najświętszej Marii Panny

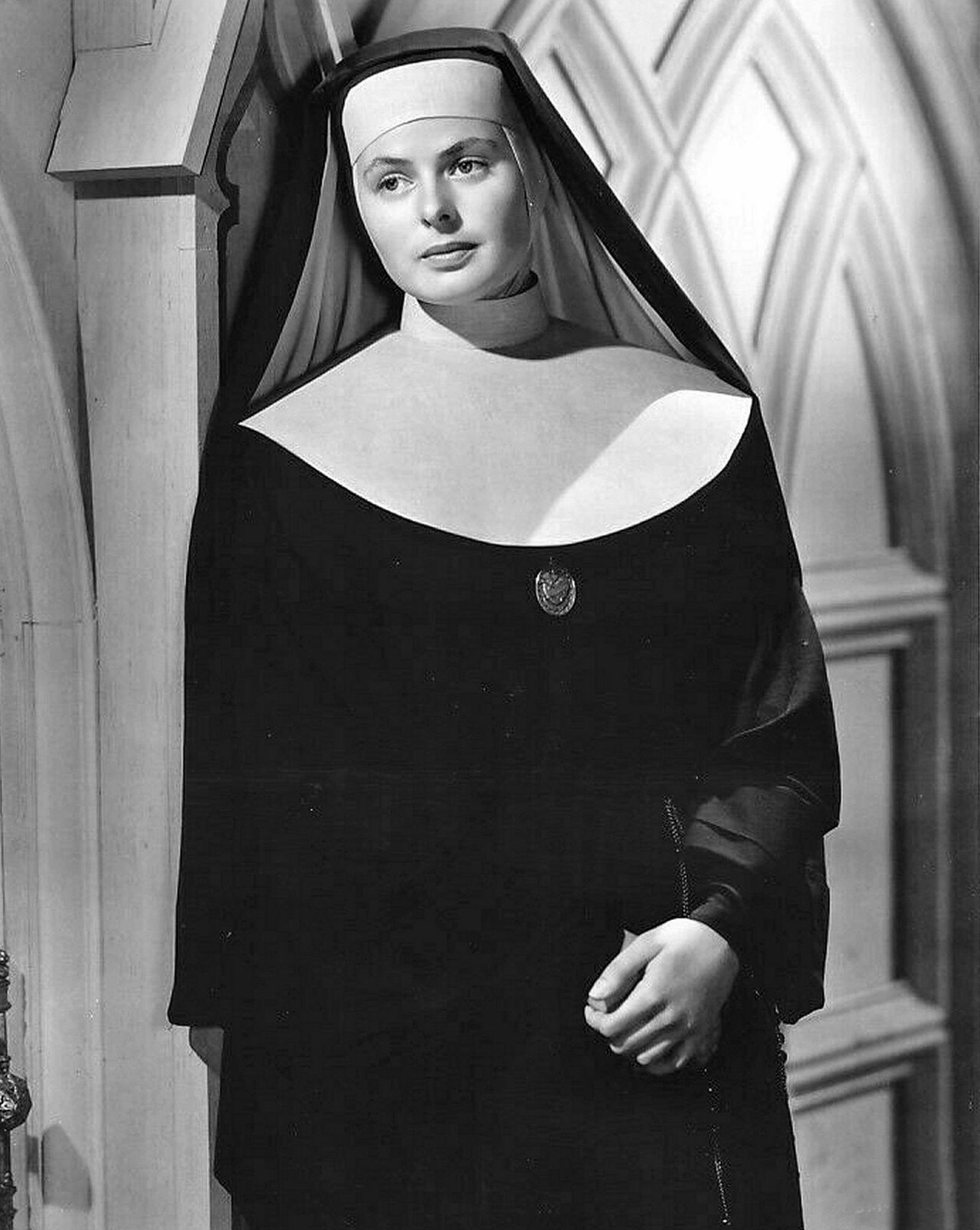
Bergman w kadrze z filmu Dzwony Najświętszej Marii Panny (1945)

Leo McCarey, reżyser przebojowego komediodramatu musicalowego Idąc moją drogą (1944), przygotowując się do jego kontynuacji, chciał wypożyczyć do głównej roli żeńskiej Bergman. Selznick – uważający, że sequele rzadko kiedy odnoszą porównywalny sukces co pierwsza część – sceptycznie podchodził do jej angażu. Wyrażał obawę, że Bergman będzie stanowić jedynie tło dla odtwórcy głównej roli Binga Crosby’ego. Dowiedziawszy się o planowanej kontynuacji i przeczytawszy scenariusz, wywierała nacisk na Selznicka, by pozwolił jej wystąpić. Producent wypożyczył ją do RKO Radio Pictures za 175 tys. dolarów. W ramach zawartego porozumienia wytwórnia zwróciła mu też dwa filmy, które wyprodukował dla niej przed kilku laty. Przygotowując się do roli duchownej, odbyła kilka wizyt w klasztorze prowadzącym szkołę zakonnic.
Fabuła Dzwonów Najświętszej Marii Panny (1945) opowiadała o sumiennej i oddanej swej pracy siostrze Mary Benedict (Bergman). Prowadzi ona borykającą się z problemami finansowymi szkołę parafialną. Sytuację komplikuje przyjazd nowego proboszcza, ojca Chucka O’Malleya (Crosby). W trakcie zdjęć dopisywała część kwestii wypowiadanych przez jej bohaterkę i przedstawiała reżyserowi kilka scen, które – zdaniem Spoto – „wzmogły napięcie i dodały filmowi smaku”. Zaśpiewała także starą szwedzką piosenkę. Praca na planie była dla niej jednym z radośniejszych doświadczeń, a kreacja duchownej pozwoliła na poszerzenie wachlarzu kobiecych typów w dorobku Bergman. Wiele kobiet, utożsamiając się z nią, wstępowało do zakonów. Curtis F. Brown uważał, iż „obraz dziewiczej czystości, który przedstawiła tak przekonująco jako siostra Mary Benedict, wyrył się trwale w umysłach widowni jako «prawdziwa» Ingrid Bergman”.

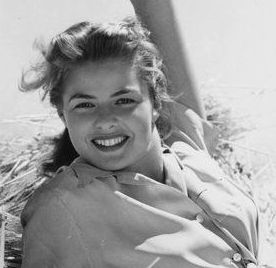
Bergman w stylizacji pin-up dla „Yank, the Army Weekly” (1945)

Rola duchownej przyniosła jej trzecią z rzędu nominację do nagrody Akademii Filmowej dla najlepszej aktorki pierwszoplanowej. Rywalizację o statuetkę Oscara przegrała z Joan Crawford, nagrodzoną za występ w kryminale noir Mildred Pierce (reż. Michael Curtiz). Drugi raz z rzędu została laureatką Złotego Globu w kategorii dla najlepszej aktorki w filmie dramatycznym oraz zdobyła pierwszą w karierze nagrodę Stowarzyszenia Nowojorskich Krytyków Filmowych (również za Urzeczoną).
United Service Organizations (USO), doceniwszy jej pracę podczas amerykańskiej trasy propagującej sprzedaż bonów wojennych na przełomie 1943 i 1944, zatrudniło ją, uzyskując aprobatę Selznicka, na europejskie tournée, gdzie występowała w towarzystwie Jacka Benny’ego, Larry’ego Adlera i Marthy Tilton dla aliantów stacjonujących w Europie. Recytowała fragmenty ze sztuki Joanna z Lotaryngii pióra Maxwella Andersona i razem z Bennym parodiowała sceny z Gasnącego płomienia. Dzięki zaangażowaniu przyćmiła biorącą udział we wspomnianej trasie Marlene Dietrich.
Pod koniec 1945 wpływy brutto z trzech filmów z udziałem Bergman – Urzeczonej, Saratogi Trunk i Dzwonów Najświętszej Marii Panny – przekroczyły kwotę 21 milionów dolarów, bijąc rekordy kasowe w nowojorskim Radio City Music Hall. Branżowy magazyn „Box Office”, na podstawie zebranych danych i licznych opinii, m.in. krytyków, właścicieli kin, przedstawicieli klubów kobiecych oraz komentatorów radiowych, drugi raz z rzędu ogłosił ją najbardziej dochodową aktorką dla swoich pracodawców w Ameryce. Rosnąca rozpoznawalność powodowała, że otrzymywała od fanów 25 tys. listów tygodniowo. „Life” ogłosił 1945 „rokiem Bergman”.

#### Osławiona

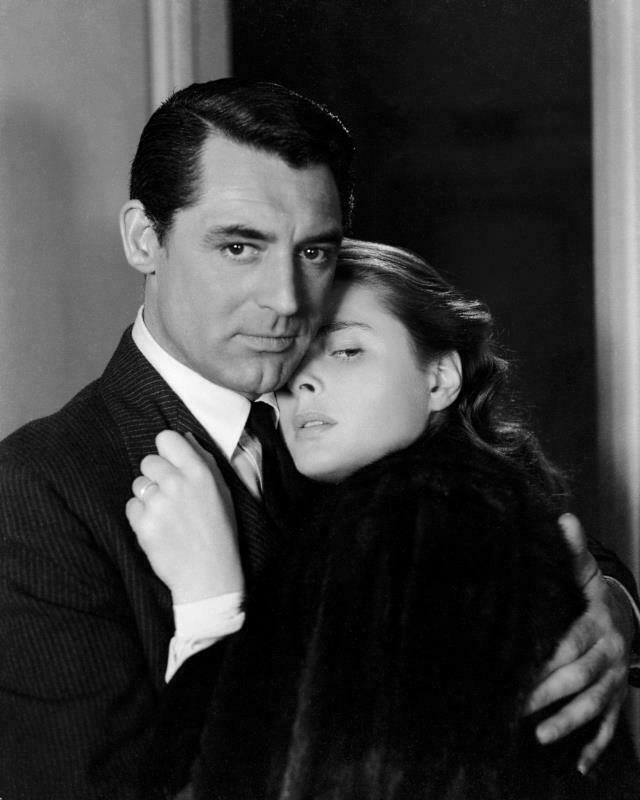
Cary Grant i Bergman na fotosie z filmu Osławiona (1946)

Kontynuację współpracy z Hitchcockiem stanowiła pierwszoplanowa rola w psychologiczno-szpiegowskim dreszczowcu noir z elementami melodramatu Osławiona (1946). Scenariusz do niego ponownie przygotował Hecht. Selznick odsprzedał projekt RKO, a jego kontraktu z Bergman – w wyniku spornych kwestii z Lindströmem – nie przedłużono. Fabuła filmu koncentrowała się na Alicii Huberman (Bergman), córce skazanego i byłego agenta wywiadu (Fred Nurney), która na zlecenie agenta FBI T.R. Devlina (Cary Grant), udaje się do Rio de Janeiro, aby zinfiltrować organizację zbiegłych nazistów z okresu II wojny światowej. Mimo iż bohaterka jest zakochana w Devlinie, zgadza się wyjść za mąż za stojącego na czele siatki szpiegowskiej w Brazylii Alexandra Sebastiana (Claude Rains), żywiącego do niej szczere uczucie.
Tworząc postać budzącej wątpliwości pod względem postawy moralnej Huberman, kobiety zmuszonej przez poczucie obowiązku do małżeństwa bez miłości i desperacko potrzebującej zapewnienia o tym, że jest kochana, reżyser wykorzystał małżeńskie problemy Bergman oraz jej przeżycia związane z romansem z fotografem Robertem Capą. Do historii filmu przeszła scena trwającego niespełna 150 sekund pocałunku odgrywanego przez Bergman i Granta. Hitchcock przerywał ujęcie co 3 sekundy, stosując się do obowiązującego kodeksu Haysa, zabraniającego zbyt długich i niestosownych scen.

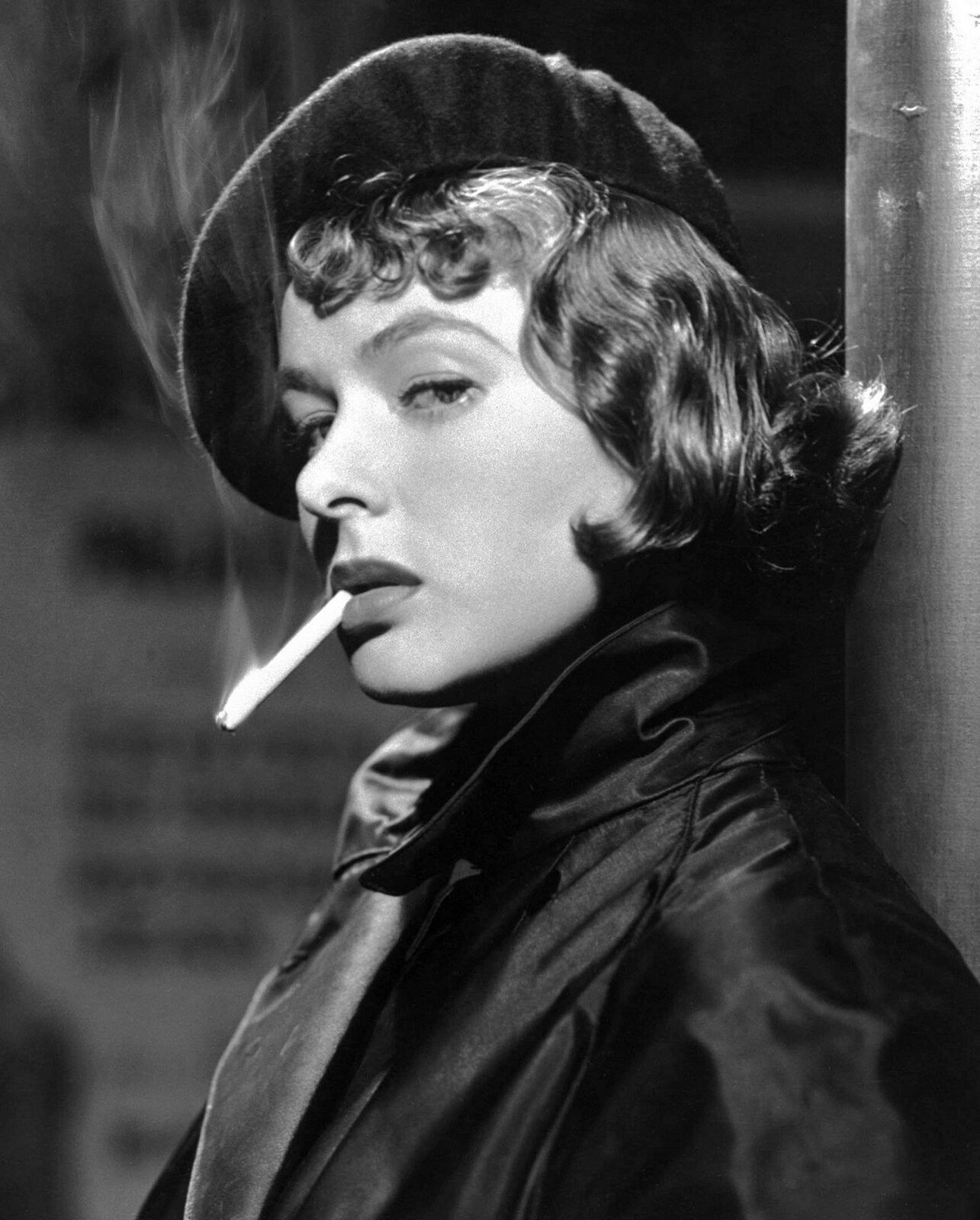
Bergman na fotosie promocyjnym z filmu Łuk triumfalny (1948)

Bergman otrzymała przychylne recenzje – James Agee pisał w „The Nation”, że jej „gra jest tu najlepsza ze wszystkiego, co kiedykolwiek widziałem”. Z kolei „Film Bulletin” chwalił ją za „błyskotliwą kreację” oraz prognozował, że jest główną kandydatką do Oscara. Spoto zwracał uwagę na sceny, w których odgrywała stan upojenia alkoholowego i związane z nim skutki złego samopoczucia. Według niego ukazały one szerokie możliwości jej dojrzałych doświadczeń i uczuć.
Będąc aktorką niezależną, przyjęła propozycję występu w melodramacie wojennym Łuk triumfalny (reż. Lewis Milestone) studia Enterprise Productions, zekranizowanym na podstawie powieści o tym samym tytule z 1945 autorstwa Ericha Marii Remarque’a, a obsadę uzupełnili Charles Boyer i Charles Laughton. W wyniku negocjacji otrzymała 175 tys. dolarów i gwarancję dwudziestu pięciu procent z dochodów netto. Fabuła była osnuta wokół postaci niemieckiego chirurga o przybranym nazwisku Ravic – uciekinierze z III Rzeszy – i jego skomplikowanego romansu z szansonistką Joan Madou (Bergman), który prowadzi do tragedii. Łuk triumfalny wprowadzono do kin w 1948, po dwuletnich pracach montażowych. Zarówno w oczach krytyków, jak i widowni okazał się on porażką, a przyczyniły się do niej nadmierne dłużyzny i podwójne, nieszczęśliwie zakończenie. Bergman stwierdziła, że nie czuła i nie potrafiła polubić granej przez siebie postaci. Negatywne opinie wyrażali też Boyer i Milestone.

#### Joanna z Lotaryngii,Joanna d’Arc

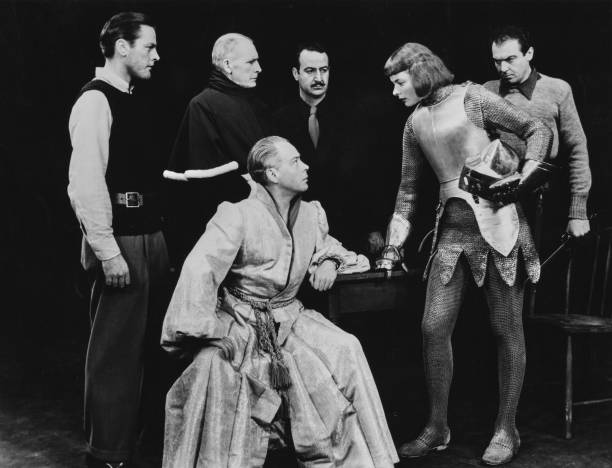
Bergman (druga od prawej) w sztuce Joanna z Lotaryngii (na zdj. w 1946), będącą jednym z przebojów na Broadwayu w sezonie 1946–1947

W 1946 powróciła do teatru na Broadwayu, grając główną, podwójną rolę Joanny d’Arc i Marii Grey (w interludium) w sztuce Joanna z Lotaryngii autorstwa Maxwella Andersona. Dziewica Orleańska była jej ulubioną postacią historyczną od dzieciństwa, a także rolą, w którą pragnęła się wcielić od wielu lat. W ramach przygotowań studiowała wszelkie dostępne materiały o niej. Premiera reżyserowanego przez Margo Jones spektaklu odbyła się 18 listopada w Alvin Theatre. Partnerowali jej Romney Brent i Sam Wanamaker. Krytycy w przychylnych słowach wyrażali się o jej technice gry, m.in. Brooks Atkinson na łamach „The New York Timesa” stawiał ją w jednym rzędzie z Helen Hayes i Katharine Cornell, pisząc: „Nie ma wątpliwości co do tego, że gra panny Bergman jest wspaniała. Od czasu Lilioma pomnożyła swoje zdolności i rozkwitała; wniosła do teatru rzadko spotykaną czystość ducha [i] nieporównaną wspaniałość… [Jest] porywająco atrakcyjną dziewicą, dumną, wdzięczną i obdarzoną wyjątkowo świetlistym uśmiechem… Jej występ to wydarzenie sceniczne wielkiej wagi”. W podobnym tonie brzmiała opinia w „The New Yorkerze”: „Gra jej nie ma chyba sobie równej w teatrze dnia dzisiejszego”. Komplementował ją też autor sztuki.

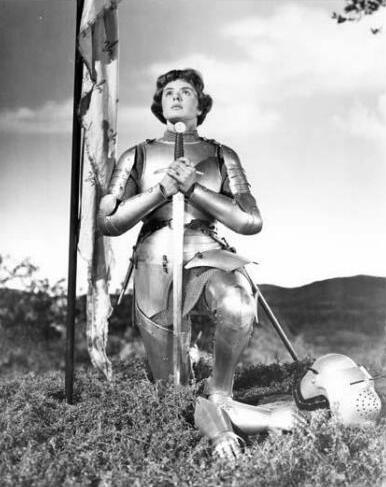
Bergman jako Joanna d’Arc w filmie o tym samym tytule (1948)

Joanna z Lotaryngii była jednym z broadwayowskich przebojów sezonu 1946–1947; sztukę wystawiano 199 razy, osiem razy w tygodniu. Przez pół roku nie schodziła z afisza. Intensywna praca w teatrze, narastające problemy w małżeństwie i niepewność co do przyszłości w Hollywood wywołały w Bergman stan nerwowego niepokoju. Rola Joanny d’Arc przyniosła jej nagrody Drama League za wybitny występ i Tony. Doceniono również jej kreację w Urzeczonej (której premiera w Europie odbyła się z opóźnieniem) na 8. MFF w Wenecji. Za sześciomiesięczne występy w sztuce zainkasowała 129 tys. dolarów, dzięki czemu była najlepiej zarabiającą aktorką teatralną w owym czasie. „Newsweek”, umieścił jej zdjęcie na swej okładce i opatrzył tytułem „królowa Broadwayu”. Odrzuciła rolę Katrin Holstrom w komedii Córka farmera (1947, reż. H.C. Potter), za którą Loretta Young otrzymała statuetkę nagrody Akademii Filmowej.
Victor Fleming, będąc pod wrażeniem występu Bergman w Joannie z Lotaryngii, powierzył jej główną rolę w biograficznym dramacie historycznym Joanna d’Arc (1948). Zdjęcia do filmu nagrywano w studiu Hala Roacha w kalifornijskim Culver City, choć jego realizacja była problematyczna; budżet wyniósł od 4 do 5 milionów dolarów. W trakcie produkcji film rozrastał się coraz bardziej, aż finalnie, zdaniem Spoto, w ogóle nie przypominał „surowej i prostej sztuki” Andersona. Gaża Bergman wyniosła 175 tys. dolarów plus gwarancję pięcioprocentowego przychodu brutto. Obraz otrzymał siedem nominacji do nagrody Akademii Filmowej, w tym czwartą dla Bergman za najlepszą kreację pierwszoplanową (Oscara przyznano Jane Wyman za występ w dramacie Johnny Belinda, reż. Jean Negulesco), zdobywając dwie statuetki: za najlepsze kostiumy (film kolorowy) oraz za najlepsze zdjęcia kolorowe. Oceny co do jej występu były mieszane; Bosley Crowther pisał, że nie posiada tak „wielkiej duchowej jakości”. C.A. Lejeune z „The Observera” uważała, że „hollywoodzka Joanna d’Arc to triumf materii nad umysłem i duchem”.
W tym samym roku odrzuciła główną rolę w dramacie psychologicznym Kłębowisko żmij (reż. Anatole Litvak). Za występ w nim Olivia de Havilland była nominowana do Oscara w kategorii najlepsza aktorka pierwszoplanowa. Wcześniej odmówiła przyjęcia roli panny Josephiny „Jody” Norris w Najtrwalszej miłości (1946, reż. Lewis Milestone), za którą de Havilland zdobyła statuetkę.
Ostatnim projektem Bergman przed jej wyjazdem do Europy był melodramat kostiumowy Pod znakiem Koziorożca (1949, reż. Alfred Hitchcock), ekranizacja powieści Helen Simpson. Został realizowany dla Transatlantic Pictures, studia Anglika i Sidneya Bernsteina. Mimo początkowego entuzjazmu z jej strony, produkcja stwarzała liczne problemy; Hitchcock po raz drugi – po filmie Sznur z 1948 – podjął się filmowania długich, 10-minutowych sekwencji, co nie podobało się Bergman. Z tego powodu na planie dochodziło do częstej wymiany zdań między nimi. Kłopoty sprawiały też strajki pracowników studia oraz scenariusz. Film zebrał w prasie na ogół negatywne recenzje, choć krytycy chwalili kreację aktorki. W późniejszym czasie Hitchcock przyznawał, że zrobił Pod znakiem Koziorożca, by „sprawić przyjemność Ingrid Bergman”.
W 1949, 272 dziennikarki ankietowane przez magazyn „Pageant”, oddały swój głos na Bergman, uznając ją za jedną z najpotężniejszych kobiet w Ameryce, obok m.in. Bess Truman, Eleanor Roosevelt, Elizabeth Kenny, Èvy Curie, Helen Keller, Kate Smith, Margaret Chase Smith i Rity Hayworth.

### Lata 50.

#### Stromboli, ziemia bogów,Europa ’51

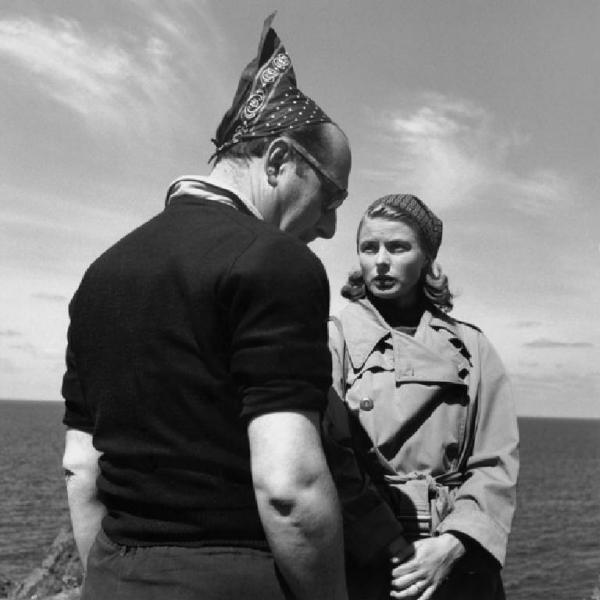
Roberto Rossellini i Bergman na planie Stromboli, ziemi bogów (1950)

Pod koniec lat 40., znużona licznymi ograniczeniami nałożonymi przez cenzurę (kodeks Haysa), ingerencją amerykańskiego rządu w filmy z jej udziałem oraz wyrażając niezadowolenie z błędnie obranego kierunku artystycznego (Łuk triumfalny), skontaktowała się z Roberto Rossellinim. Obejrzawszy dwa wyreżyserowane przezeń dramaty wojenne – Rzym, miasto otwarte (1945) oraz Paisà (1946) – przedstawiła w wystosowanym do niego liście wolę współpracy. Renoma Bergman pozwoliła Rosselliniemu pozyskać amerykańskie fundusze na rozwój nowego projektu. Dramat Stromboli, ziemia bogów (1950) wyprodukowała wytwórnia RKO, której właścicielem był Howard Hughes. Na mocy umowy Bergman i Lindström otrzymali po 175 tys. dolarów (pierwotnie próbowała przekonać Samuela Goldwyna do wsparcia projektu, lecz plany te pokrzyżował nieudany pokaz filmu Niemcy – rok zerowy z 1948).

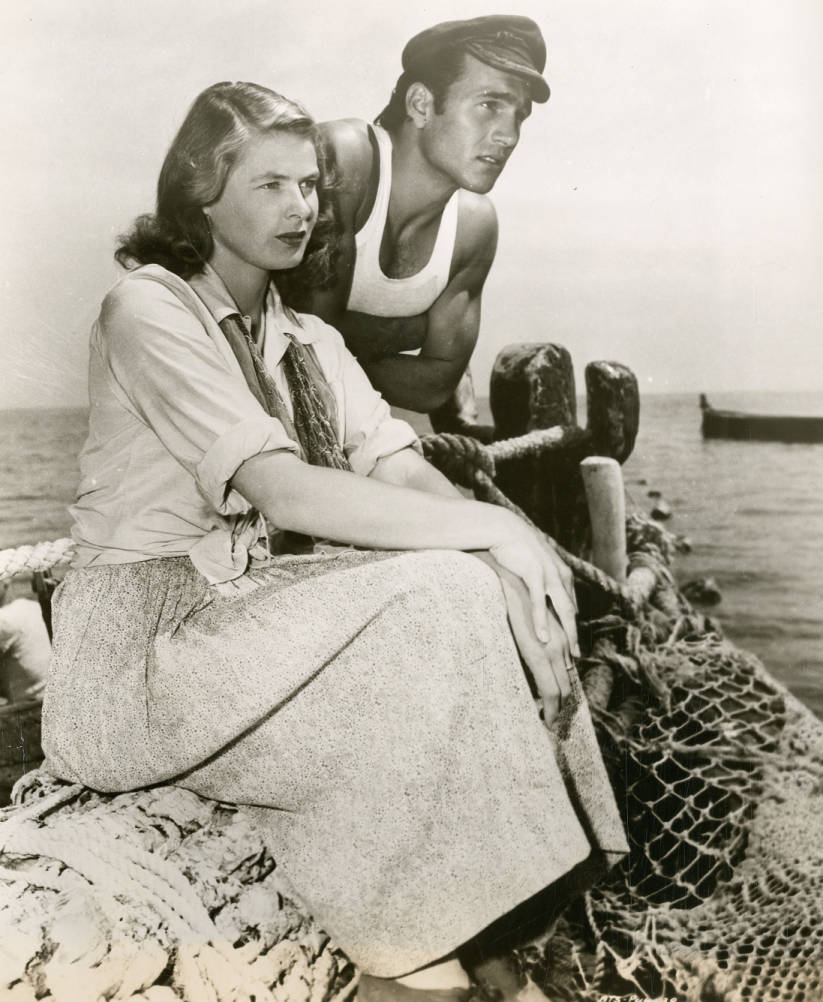
Bergman i Mario Vitale na planie filmu Stromboli, ziemia bogów

Zdjęcia do filmu nagrywano na wyspie Stromboli na Morzu Tyrreńskim, a praca nad nim miała burzliwy przebieg; Rossellini, znany z zatrudniania amatorów zamiast aktorów, traktował Bergman, przyzwyczajoną do innej procedury realizowania filmów, jak „szeregowego amatora”. Dodatkowo pracę utrudniali reporterzy, którzy tłumnie przybywali na wyspę po tym, gdy spekulacje na temat romansu obojga przedostały się do opinii publicznej. Historia Stromboli, ziemi bogów skupiała się na litewskiej emigrantce Karin Bjorsen (Bergman). Kobieta pod naporem szeregu trudności życiowych postanawia popełnić samobójstwo.
Chandler pisała, że z chwilą, gdy Hughes zgodził się sfinansować realizację filmu, Hollywood utraciło aktorkę, Lindström stracił żonę, a Ameryka ikonę piękna i niewinności. Kiedy wyleciała na zdjęcia do Włoch, w Stanach Zjednoczonych zaczęto piętnować ją mianem „dziwki”, postrzegać jako symbol upadłej gwiazdy, a także oskarżać o porzucenie męża i córki Pii. Dostawała dziesiątki tysięcy listów z wyrazami potępienia, w tym m.in. od Josepha Breena – dyrektora administracyjnego kodeksu Haysa – producenta Waltera Wangera i od dawnych wielbicieli, którzy nazywali ją „dziwką” i „szmatą”, twierdzili, że jest wysłanniczką diabła oraz uważali, iż powinna zostać spalona na stosie. Jej nowo narodzonemu dziecku życzyli ciężkiej choroby i śmierci.
Jej postępowanie, poza Kościołem luterańskim w Szwecji, piętnowano także w kościołach za oceanem – m.in. Federalna Rada Kościołów potępiała romans Bergman, a tamtejszy Kościół katolicki przewodniczył w zorganizowanej przeciw niej nagonce – szkołach i przed Senatem Stanów Zjednoczonych; z inicjatywy Franka Lunsforda, senatora z Georgii, przegłosowano zakaz wyświetlania filmów w reżyserii Rosselliniego i z udziałem Bergman. 5,5 miliona Amerykanek, zrzeszonych w miejscowych klubach, zagłosowało za bojkotem filmów z nią. Szwedzka prasa nazywała ją „plamą na sztandarze Szwecji”, chociaż jeden z tamtejszych dzienników, „Expressen”, potępiał przejawy hipokryzji w jej sprawie. Armia Zbawienia (TSA) zdecydowała o wycofaniu wszystkich jej nagrań, zrealizowanych w 1949 na rzecz akcji dobroczynnej. Włoska prasa, także ta związana ze środowiskami katolickimi, krytykowała zachowanie amerykańskich mediów, nazywając je „kanibalistyczną agresją przeciw pannie Bergman”, a listy ze wsparciem przesyłali jej m.in. Alfred Hitchcock, Cary Grant, David O. Selznick, Ernest Hemingway, Gary Cooper, Helen Hayes, Jennifer Jones, John Steinbeck i Marion Davies.
Dla Johna Russella Taylora zmasowany atak na Bergman wynikał z faktu, iż opinia publiczna nie była w stanie odróżnić jej ekranowego wizerunku – często określanego jako „świętej” (poprzez granie zakonnicy i Joanny d’Arc) – od prywatnego. „Jej typ niewątpliwie należał do «dobrej kobiety», naturalnej, zdrowej, nieskażonej osoby, która nie zawraca sobie głowy makijażem, nie przejmuje się tym, co ma na sobie, ale i tak zawsze wygląda olśniewająco” – argumentował.

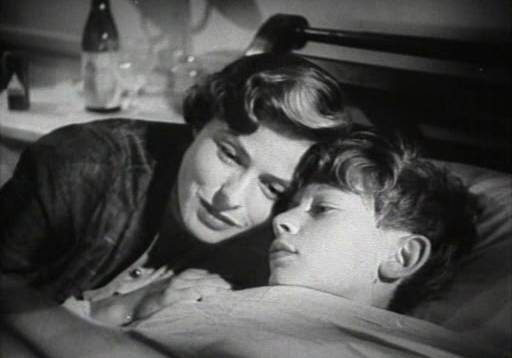
Bergman i Sandro Franchina w filmie Europa ’51 (1952)

Stromboli, ziemię bogów, będącą klasycznym przykładem neorealizmu włoskiego, zbojkotowano w Stanach Zjednoczonych, a w wielu miastach i stanach zakazano jej wyświetlania. Otrzymała także szereg negatywnych recenzji w prasie, w których opisywano ją jako „słabą, niejasną, nie porywającą i banalną aż do bólu”. Bergman, pierwszy raz w karierze, zebrała złe oceny – krytycy zarzucali jej grę bez „głębi” oraz „nieobecny” wyraz twarzy. W opinii Spoto krytyka skupiała się głównie na wizerunku jej samej, a nie umiejętnościach. Po premierze Edwin C. Johnson, senator z Kolorado – prócz publicznego potępienia Bergman – domagał się przed Senatem nadania Departamentowi Handlu (DOC) możliwości wystawiania licencji, na podstawie której wjazd do Stanów Zjednoczonych byłby uzależniony od postawy moralnej danej osoby. Projekt, mimo iż finalnie nie został poddany pod głosowanie, stanowił problem dla Bergman, nie będącej obywatelką amerykańską; jej wiza straciła ważność, a w przypadku przylotu za ocean, mogła zostać aresztowana.

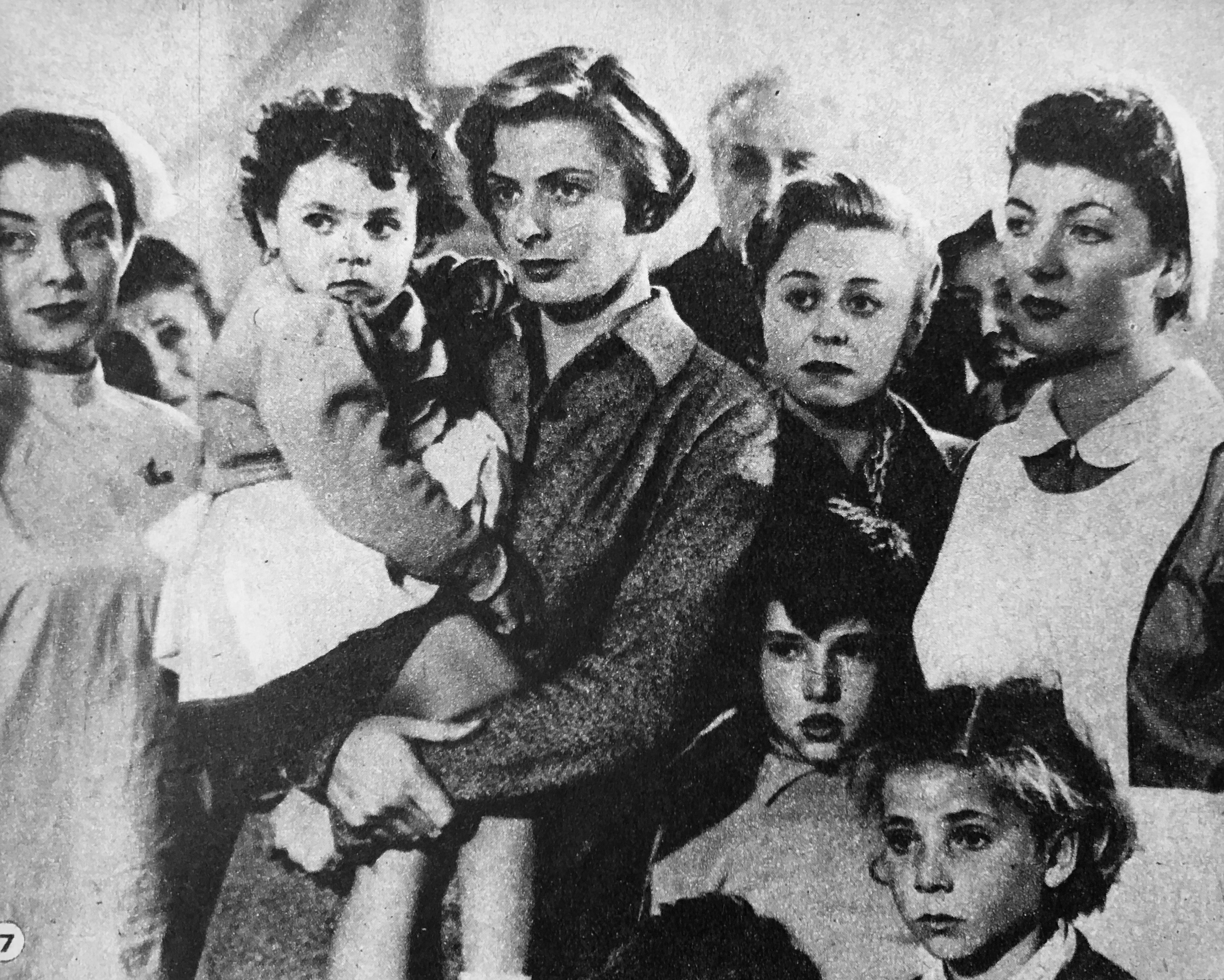
Bergman (w środku) w kadrze z filmu Europa ’51

Drugim projektem Bergman i jej męża był neorealistyczny dramat Europa ’51 (1952). Sportretowała w nim Irene Girard, która dotknięta utratą syna Michela (Sandro Franchina), dręczona wyrzutami sumienia, przewartościowuje swe życie i zaczyna nieść pomoc osobom potrzebującym. Gdy jej mąż George (Alexander Knox) dowiaduje się, że pomaga również kryminalistom, umieszcza ją w szpitalu psychiatrycznym.
Film poza Włochami, gdzie zebrał dobre oceny, głównie zignorowano, a w Stanach Zjednoczonych zadebiutował dwa lata później. Jego realizacja była problematyczna dla Bergman, na której Rossellini wymuszał wymyślanie dialogów w trakcie nagrywania danej sceny. Kreacja Girard przyniosła jej nagrody Nastro d’argento w kategorii dla najlepszej aktorki i Puchar Volpiego dla najlepszej aktorki na 13. MFF w Wenecji.
Rozczarowujące przyjęcie Stromboli, ziemi bogów i coraz większe różnice z Rossellinim w kwestii metody pracy nad filmami powodowały rodzące się w niej wątpliwości, dotyczące słuszności obranego kierunku zawodowego. Mimo skandalu obyczajowego i komercyjnej klęski Stromboli, ziemi bogów, filmowcy z Hollywood wyrażali zainteresowanie współpracą z Bergman; Sam Spiegel oferował jej występ u boku Marlona Brando, z kolei Walter Wanger wysyłał jej scenariusze. Graham Greene uważał ją za idealną kandydatkę do zagrania w filmowej ekranizacji jego powieści, Koniec romansu z 1951. Wszystkim otrzymanym propozycjom sprzeciwiał się Rossellini, także tym, pochodzącym od włoskich twórców, jak Federico Fellini, Franco Zeffirelli, Luchino Visconti i Vittorio De Sica.

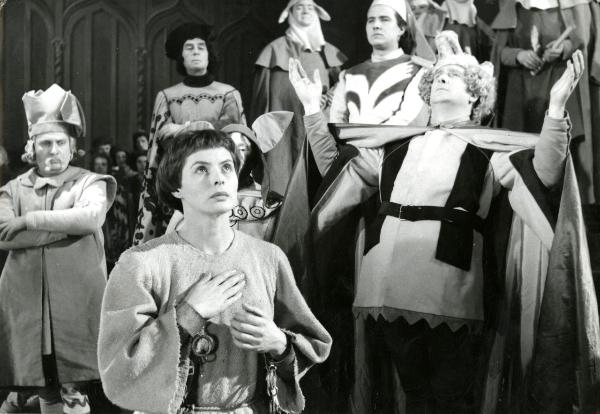
Bergman w kadrze z filmu Joanna d’Arc na stosie (1954)

#### Joanna d’Arc na stosie
W drugiej połowie 1953 wystąpiła w roli samej siebie w antologii Jesteśmy kobietami, w trzecim segmencie zatytułowanym „Kurczak”, reżyserowanym przez jej męża. Komiczny skecz przedstawiał ją jako hodowczynię róż, wdającą się w konflikt z tytułowym kurczakiem, który podjada jej krzewy. Zdjęcia realizowano w letniej posiadłości małżeństwa w Santa Marinella, a udział w nim wzięły także dzieci pary. W listopadzie powróciła do teatru, ponownie grając rolę Dziewicy Orleańskiej w oratorium Arthura Honeggera z librettem Paula Claudela – Joanna d’Arc na stosie. Jej kreacja ograniczała się do wypowiadania własnych rozmyślań nad życiem i sądem. Premiera odbyła się w teatrze operowym San Carlo Opera House w Neapolu. Reżyserowane przez Rosselliniego przedstawienie okazało się sukcesem, czego następstwem było europejskie tournée, obejmujące Palermo, Mediolan, Paryż, Barcelonę, Londyn, a także Sztokholm, gdzie w tamtejszej Operze Królewskiej oratorium uznano za jedno z wydarzeń sezonu.
Poza Włochami spektakl zbierał mieszane opinie, choć Bergman oceniano na ogół pozytywnie, z wyjątkiem Sztokholmu, gdzie Stig Ahlgren z „Vecko-Journalen” w drwiących słowach skupiał się na jej osobowości. W odpowiedzi, przy pomocy Edvina Adolphsona, wygłosiła ze sceny emocjonalne przemówienie do zgromadzonej publiczności, nagrodzone aplauzem i oklaskami. Mimo tego do hotelu – w którym się zatrzymała – masowo napływały napastliwe listy, powodujące, jak wspominała, „niemal rozpacz” i „udręczenie psychiczne”.
Na podstawie oratorium Rossellini zrealizował biograficzny dramat historyczny z elementami musicalu Joanna d’Arc na stosie, w którym ponownie wcieliła się w narodową bohaterkę Francji.

#### Podróż do Włoch

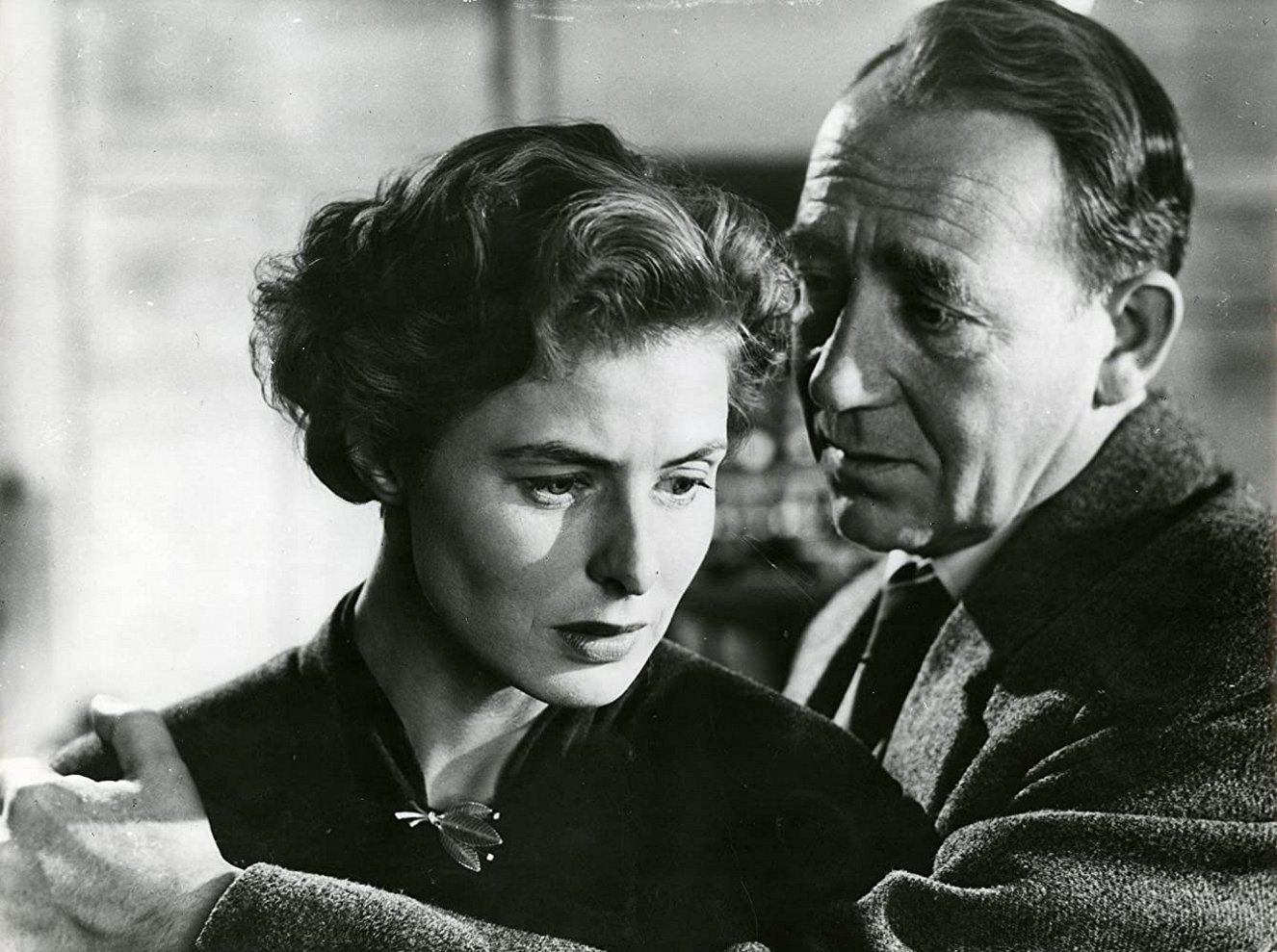
Bergman i Mathias Wieman w filmie Strach (1954), będącym jej ostatnim projektem zrealizowanym z Rossellinim

W 1954 na ekrany kin wszedł dramat Podróż do Włoch Rosselliniego, którego historia opowiadała o borykającej się z problemami małżeńskimi angielskiej parze Joyce’ów (Bergman, George Sanders), spędzającej wakacje nad Półwyspem Apenińskim. Początkowo spotkał się on z miażdżącą krytyką – zarzucano mu bezcelowość oraz nudę, jednak po latach został doceniony, m.in. przez współtwórców francuskiej Nowej Fali, a branżowy „Cahiers du cinéma” uznał go w 1958 za jeden z dwunastu najlepszych filmów wszech czasów. W ocenie Thomsona Podróż do Włoch nie jest filmem „tak przekonującym jak Europa ’51, ale jest bardziej poruszający”. Jak argumentował: „Nakręcona z dużą ostrością i długimi ujęciami Podróż do Włoch przypomina powieść lub esej z podróży, a wpływ [Michelangela] Antonioniego jest niewątpliwy. Jak gdyby po raz pierwszy w życiu Ingrid Bergman była po prostu dostępną aktorką, postacią w pejzażu – nigdy nie jest bliska bycia bohaterką, godną zaufania osobą lub światłem przewodnim. Na tym niemal ostatnim etapie wydaje się, że Rossellini przejrzał całą mitologię mówiącą, że Ingrid Bergman była «magiczna»”.
Ostatnim projektem Bergman i Rosselliniego był powstały w koprodukcji włosko-niemieckiej dramat Strach, oparty na motywach noweli autorstwa Stefana Zweiga. Film, którego głównym tematem był motyw szantażu i przyznania się do winy, również nie odniósł sukcesu, a wielbiciele talentu Bergman wyrażali rozczarowanie. Angelo Solmi w czasopiśmie „Oggi” stwierdził, że po pół tuzinie prób z negatywnymi wynikami [Strach] dowodzi niezdolności pary do stworzenia czegoś akceptowalnego dla publiczności lub krytyków”, dodając: „kiedyś niekwestionowana gwiazda numer jeden [filmu] na świecie i następczyni Grety Garbo, panna Bergman w swoich najnowszych produkcjach jest tylko cieniem samej siebie”. Thomson uważał, iż Strach jest „głęboko przygnębiającym filmem noir, w którym cień przypomina krew bohaterów”.
Wraz z narastającym rozczarowaniem współpracą na polu zawodowym z mężem, otrzymywała oferty współpracy z europejskimi reżyserami; napływały też kolejne propozycje z Hollywood, w tym od George’a Cukora, oferującego jej rolę w filmowej ekranizacji powieści Marmurowy faun albo romans o hrabim Monte Beni pióra Nathaniela Hawthorne’a z 1860. Wszystkie z nich były odrzucane, ponieważ Rossellini stanowczo nie wyrażał zgody na pracę żony z innymi reżyserami. Niepowodzeniem zakończyły się próby zaangażowania jej do sztuk Kotka na gorącym blaszanym dachu Tennessee Williamsa oraz Herbata i sympatia Roberta Andersona.

#### Anastazja

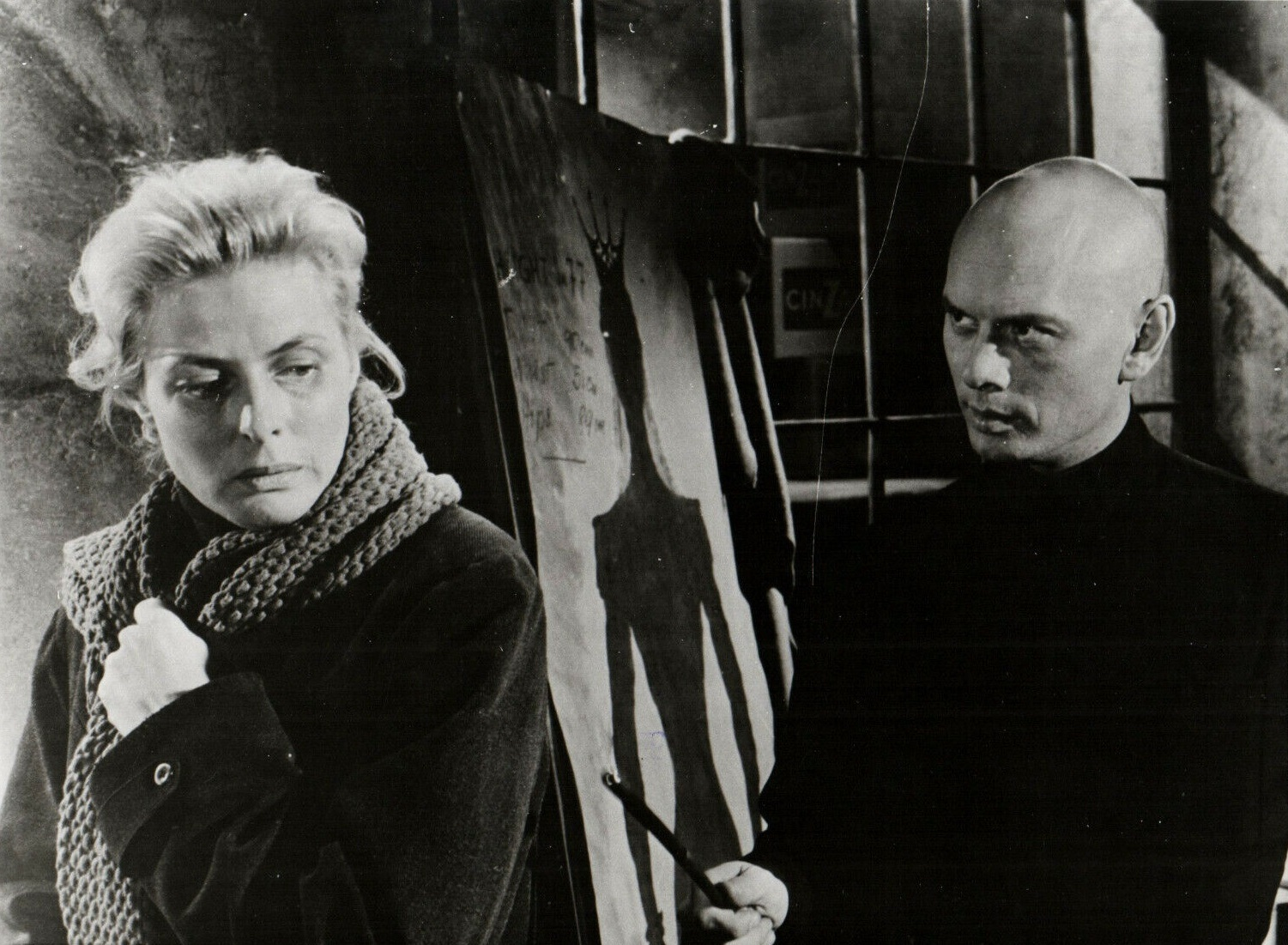
Bergman i Yul Brynner w kadrze z filmu Anastazja (1956)

W 1955 przyjęła od Jeana Renoira propozycję wystąpienia w komedii romantycznej Helena i mężczyźni (1956), której scenariusz reżyser opracował specjalnie z myślą o niej. Sportretowała w niej żyjącą w okresie belle époque polską arystokratkę Helenę Sokorowską, flirtującą z ambitnymi oraz zamożnymi mężczyznami. Bohaterka pomaga im odnosić znaczące sukcesy zawodowe, a następnie traci nimi zainteresowanie i poszukuje nowych kochanków, wśród których są generał Rollan (Jean Marais) i młody hrabia de Chevincourt (Mel Ferrer). Swoje dialogi nagrywała w języku francuskim i angielskim. Film był przebojem w Paryżu. Fred Hift z „Variety” wyrażał krytyczną opinię, lecz docenił rolę Bergman, pisząc, że „zachowuje swoją pociągającą godność”.
Wieść o tym, że pracuje bez Rosselliniego została nagłośniona przez prasę. Jej przyjaciółka Kay Brown – która przeszła do nowojorskiej agencji International Creative Management (ICM) – przedłożyła Bergman ofertę występu w dramacie historycznym Anastazja (1956, reż. Anatole Litvak), który pozwoliłby jej wrócić do amerykańskiego filmu. Litvak pozostał nieugięty w kwestii chęci zaangażowania Bergman (mimo że 20th Century Fox, które, za namową Brown, zakupiło prawa do adaptacji sztuki z 1952, napisanej przez Marcelle Maurette, uzyskało negatywne opinie w zleconym przez siebie badaniu, dotyczącego chęci poznania zdania opinii publicznej o aktorce). Pierwotnie rolę zaoferowano Jennifer Jones, lecz producent Darryl F. Zanuck – podobnie jak i Litvak – opowiadał się za Bergman. Podpisawszy kontrakt na udział w filmie, powiedziała: „Byłam na zawodowym wygnaniu przez ponad siedem lat, wystarczająco długo”. Swój sprzeciw wobec jej decyzji wygłaszał Rossellini, kolejny raz grożąc i szantażując, iż się zabije. Gaża dla Bergman wyniosła 200 tys. dolarów.
Fabuła koncentrowała się na rosyjskim uchodźcy, generale Bouninie (Yul Brynner), spotykającym we francuskiej stolicy młodą kobietę, Annę Koreff (Bergman), łudząco podobną do księżniczki Anastazji, jedynej przedstawicielki rodu Romanowów. Postanawia wykorzystać fakt podobieństwa kobiety, by zdobyć majątek zdeponowany przez cara Mikołaja II.

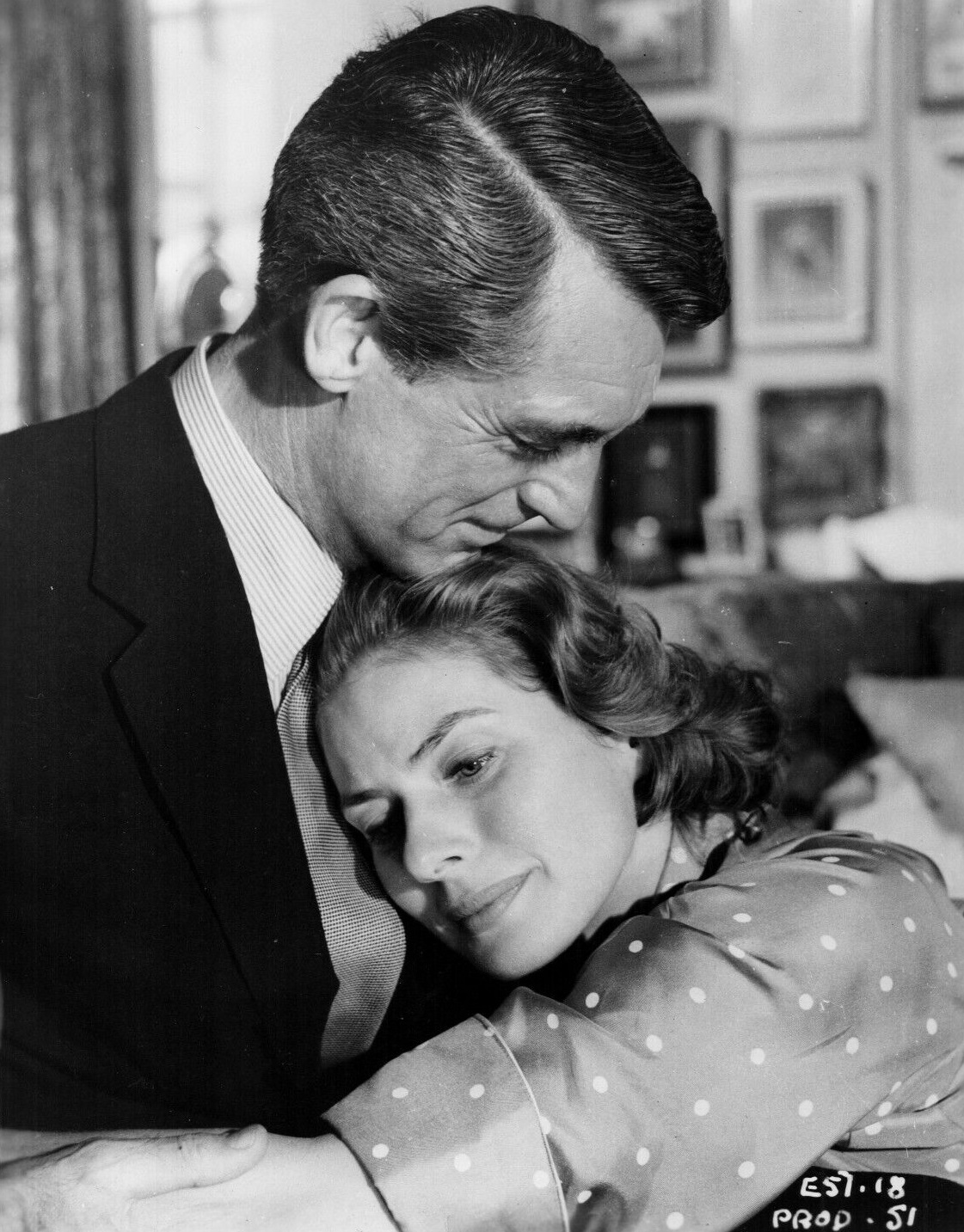
Grant i Bergman w kadrze z filmu Niedyskrecja (1958)

Po premierach w Nowym Jorku i Los Angeles w Kalifornii film zebrał entuzjastyczne reakcje ze strony publiczności i przychylne recenzje od krytyków, podobnie jak i Bergman, która pierwszy raz od przeszło dekady otrzymała tak pozytywne opinie na temat swej kreacji: Bosley Crowther z „The New York Timesa” napisał, że była „absolutne wspaniała w pięknie prowadzonej roli godnej nagrody Akademii”. Drugi raz w karierze została laureatką nagrody Stowarzyszenia Nowojorskich Krytyków Filmowych dla najlepszej aktorki (odebrała ją osobiście, pierwszy raz od ośmiu lat przylatując do Stanów Zjednoczonych), Oscara dla najlepszej aktorki pierwszoplanowej, którego odebrał w jej imieniu Cary Grant, i po raz trzeci zdobyła Złoty Glob dla najlepszej aktorki w filmie dramatycznym. Rolę Bergman doceniono też w Europie; Włoska Akademia Filmowa nagrodziła ją statuetką Davida di Donatello dla najlepszej aktorki zagranicznej.

#### Herbata i sympatia
Ukończywszy zdjęcia do Anastazji, udała się do Paryża na próby do spektaklu Herbata i sympatia (reż. Jean Mercure). Partnerowali jej na scenie Yves Vincent i Jean-Loup Philippe. Sztuka autorstwa Andersona była sukcesem, a Bergman, którą podczas premiery wywołano przed kurtynę piętnaście razy i nagrodzono 3-minutową owacją, krytycy komplementowali w swych recenzjach. Powodzenie spektaklu spowodowało, że nie schodził on z paryskiego afisza przez dziewięć miesięcy, do lata 1957.

#### Niedyskrecja,Gospoda Szóstego Dobrodziejstwa

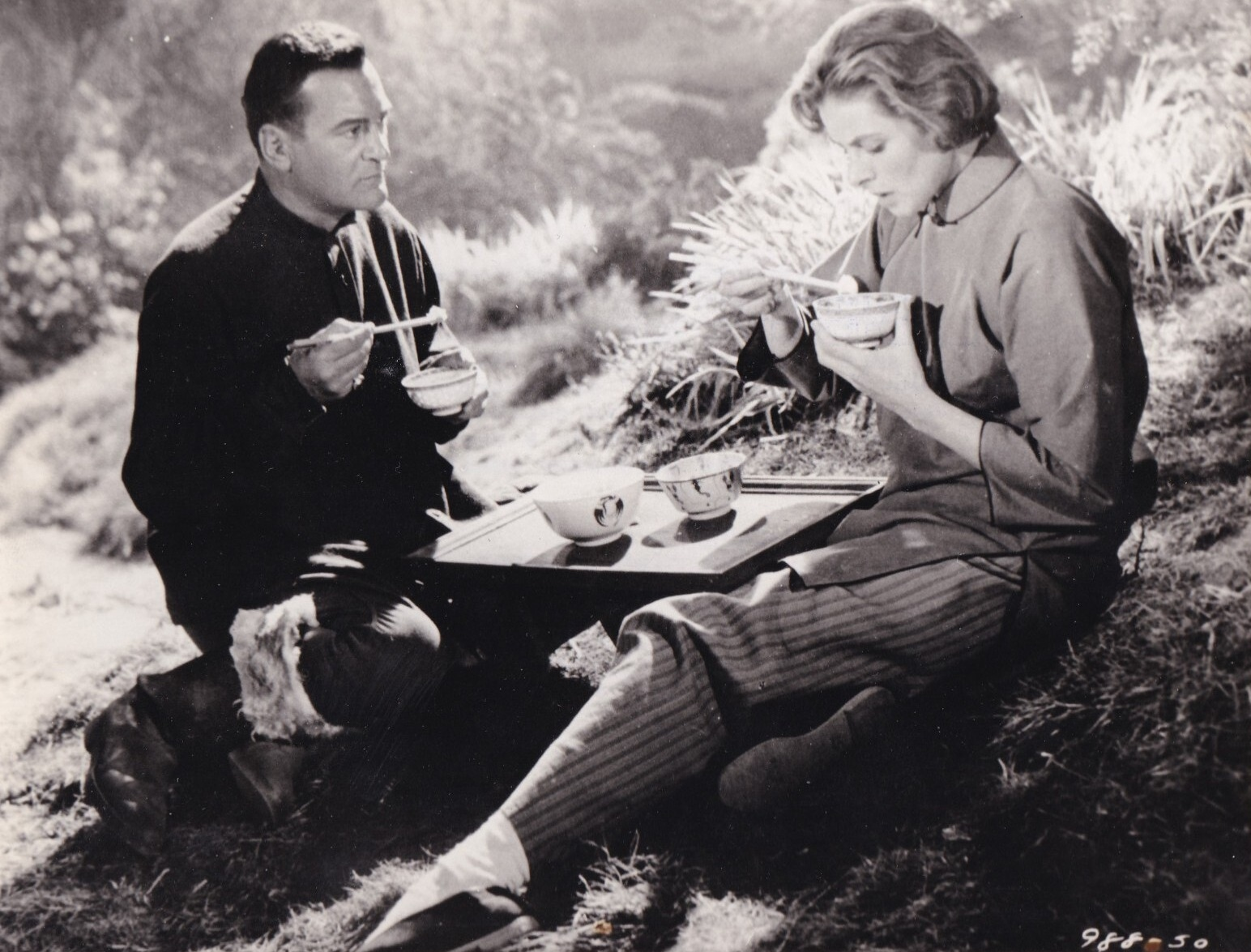
Curd Jürgens i Bergman w filmie Gospoda Szóstego Dobrodziejstwa (1958)

Jej kolejnym projektem filmowym była oparta na sztuce autorstwa Normana Krasny z 1954 komedia romantyczna Niedyskrecja (1958, reż. Stanley Donen), w której zagrała z Carym Grantem. Wcieliła się w aktorkę Annę Kalman, poznającą Philipa Adamsa (Grant), który chcąc pozostać w kawalerskim stanie, wmawia poznanym przez siebie kochankom, iż jest już żonaty. Film reżyserowany przez Donena odniósł sukces komercyjny, a Chandler zwracała uwagę, że „[Bergman] wciąż jest chętnie oglądaną aktorką, która świetnie radzi sobie w produkcjach utrzymanych w hollywoodzkim stylu”. W podobnym tonie napisał Spoto: „Jej delikatne reakcje idealnie zgrane z eleganckim wdziękiem Granta ukazały publiczności jej nowe możliwości jako aktorki”. „The New York Times” podkreślał, że „Bergman jawi się jako najbardziej czarująca komediantka, profesjonalistka, która potrafi poradzić sobie z wesołą, lekceważącą linią dialogu równie łatwo, jak z dramatyczną deklamacją”. Za rolę Kalman uzyskała nominację do Złotego Globu dla najlepszej aktorki w filmie komediowym lub musicalu.
Udany powrót na amerykańskie ekrany kin sprawił, że włodarze 20th Century Fox przedłożyli jej umowę na realizację kilku filmów, opiewającą na kwotę miliona dolarów. Nie chcąc być ponownie aktorką kontraktową, nie przyjęła oferty. Drugim filmem, w którym wystąpiła w 1958, był dramat biograficzny Gospoda Szóstego Dobrodziejstwa (reż. Mark Robson). Jego scenariusz oparto na powieści Alana Burgessa. Sportretowała w nim Angielkę Gladys Aylward, podejmującą się pracy misjonarki w Chinach. Partnerowali jej w rolach głównych Curd Jürgens i Robert Donat. Pomimo niedociągnięć w scenariuszu film był sukcesem i zebrał dobre recenzje – m.in. dla krytyka z „New York Herald Tribune” gra Bergman była „jednym z najcieplejszych występów aktorskich w tym roku”. Rola misjonarki przyniosła jej nominacje do BAFTY dla najlepszej aktorki zagranicznej i Złotego Globu dla najlepszej aktorki w filmie dramatycznym.
W 1959 wystąpiła jako bezimienna guwernantka w pierwszym w swojej karierze filmie telewizyjnym „The Turn of the Screw” (reż. John Frankenheimer), będącym skróconą wersją noweli o tej samej nazwie autorstwa Henry’ego Jamesa, który zrealizowano dla NBC. Odcinek ten stanowił część serialu antologicznego Ford Startime. Ze względu na konfliktowe relacje z reżyserem oraz zbyt małą ilość czasu potrzebną do przygotowania się do roli, nie była zadowolona z pracy na planie. Otrzymała Primetime Emmy w kategorii dla najlepszej aktorki pierwszoplanowej w miniserialu lub filmie telewizyjnym. „Variety” chwalił produkcję, a za największy wkład uważał „ciepło i intensywność występu panny Bergman”.

### Lata 60. i 70.

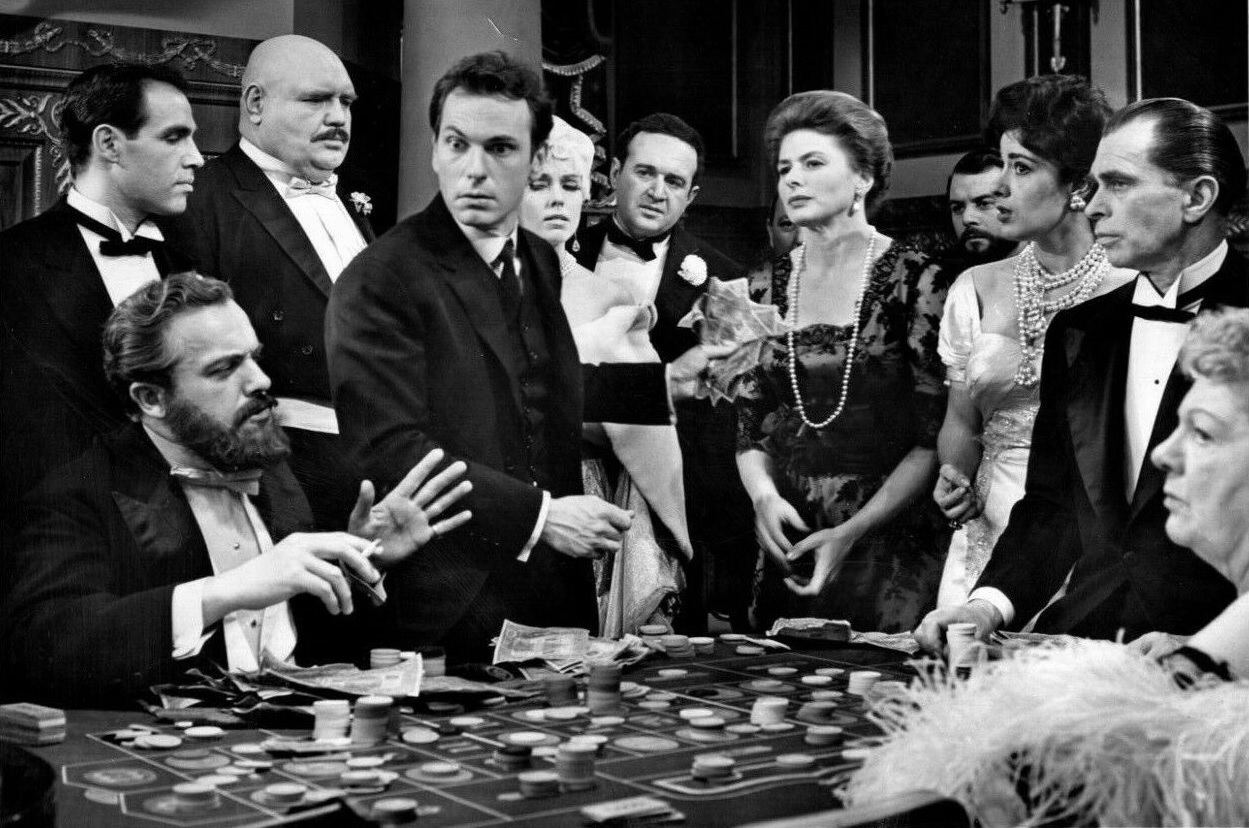
Rip Torn i Bergman (w środku) w filmie telewizyjnym 24 godziny z życia kobiety (1961)

W 1961, po dwóch latach przerwy, zagrała w opartym na powieści Françoise Sagan amerykańsko-francuskim melodramacie Żegnaj ponownie (reż. Anatole Litvak), portretując w nim dekoratorkę wnętrz Paulę Tessier, dojrzałą kobietę, która zdradza swojego niewiernego partnera Rogera (Yves Montand) z młodszym od niej o kilkanaście lat Philipem (Anthony Perkins). Poza Europą, a zwłaszcza Francją, film nie odniósł sukcesu kasowego, a Bergman wspominała, że nie udało się jej nawiązać więzi z żadnym z partnerujących jej aktorów.
W tym samym roku po raz drugi wystąpiła w telewizji, przyjmując rolę Clare Lester w dramacie 24 godziny z życia kobiety (reż. Silvio Narizzano), zrealizowanym dla stacji CBS. Funkcję producenta sprawował jej trzeci mąż, Lars Schmidt, z kolei Rip Torn wcielił się w partnera ekranowego. Za swoją kreację była nominowana do Primetime Emmy dla najlepszej aktorki pierwszoplanowej w miniserialu lub filmie telewizyjnym.

#### Hedda Gabler
W sezonie 1962–1963 występowała w paryskim Théâtre Montparnasse w tytułowej roli (którą w przeszłości odgrywały m.in. Alla Nazimova, Eleonora Duse czy też Eva Le Gallienne) w sztuce Hedda Gabler autorstwa Henrika Ibsena z 1890, reżyserowanej przez Raymonda Rouleau. Mimo początkowych kłopotów z tekstem francuskim, zebrała na ogół przychylne opinie; recenzent z „France-Soir” zwracał uwagę na jej „dumę jak ze snu – nikt jeszcze nigdy tak wspaniale nie grał Ibsena”, a „Le Figaro” zachwalał „ten szczególny głos, artystyczną interpretację”. Z kolei inni francuscy dziennikarze reprezentowali bardziej krytyczne podejście i przekonywali, że była „zbyt oczywistą miłą osobą, by grać niegodziwą kobietę”. Leamer pisał, że „jej Hedda była lekka i niewiarygodna, pozbawiona energii, śmiałości i głębi”.
W 1963 wyemitowano w BBC i CBS skróconą, telewizyjną wersję sztuki. Bergman partnerowali Michael Redgrave, Ralph Richardson i Trevor Howard. Spoto napisał, że mimo radykalnie skróconej wersji „Ingrid udało się oddać jadowitą elegancję Heddy i jakoś zmienić swój serdeczny uśmiech, ukazując lodowatą surowość”. Oceny co do jej występu były podzielone.
Klapą finansową i porażką okazała się powstała w koprodukcji francusko-włosko-niemiecko-amerykańskiej adaptacja sztuki pióra Friedricha Dürrenmatta Wizyta starszej pani (1964, reż. Bernhard Wicki), w której partnerował jej Anthony Quinn. W 1965 wystąpiła w brytyjskiej antologii Żółty Rolls-Royce (reż. Anthony Asquith), pojawiając się w ostatniej, trzeciej opowieści, składającej się na film. Zagrał z nią Omar Sharif. Pomimo doborowej obsady – m.in. Rex Harrison, Jeanne Moreau, George C. Scott, Shirley MacLaine, Alain Delon i Art Carney – obraz nie znalazł uznania w oczach krytyków i publiczności. Gaża dla Bergman wyniosła 275 tys. dolarów. W tym samym roku zagrała w szwedzkiej antologii Stymulacja. Pojawiła się w roli chciwej karierowiczki w krótkometrażowym segmencie „Naszyjnik”, reżyserowanym przez Molandera. W adaptacji opowiadania Guya de Maupassanta wystąpili również Gunnar Björnstrand i Gunnel Broström. Zebrała przychylne recenzje od skandynawskich krytyków. Film wprowadzono do kin w 1967.

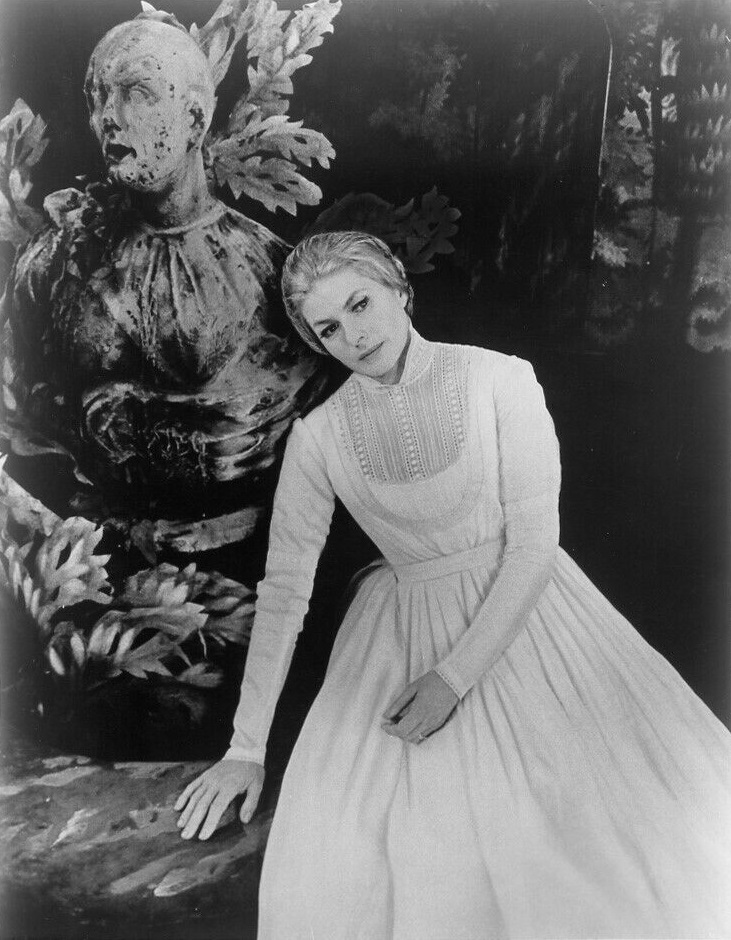
Bergman w roli Deborah Harford w spektaklu Jeszcze wspanialsze pałace (1967)

Od czerwca 1965 do marca 1966, na zaproszenie Michaela Redgrave’a, z powodzeniem występowała jako Natalia Pietrovna w reżyserowanej przezeń sztuce Miesiąc na wsi pióra Iwana Turgieniewa, wystawianej w Guildford, a następnie w Cambridge Theatre na londyńskim West Endzie, otrzymując w większości pozytywne oceny. Ze względu na zdiagnozowanie u córki Isabelli skoliozy, ograniczyła aktywność zawodową, przyjmując w owym czasie tylko jedną propozycję – wystąpiła w telewizyjnej adaptacji sztuki Głos ludzki autorstwa Jeana Cocteau (reż. Ted Kotcheff), będącej monodramem kobiety. Projekt wyprodukowali Schmidt i David Susskind, a premiera w Stanach Zjednoczonych odbyła się w maju 1967 w ABC, co było debiutem Bergman w kolorowej telewizji. „New York Daily News” pisał: „[Bergman] po raz kolejny udowodniła swoją jakość. Delikatne i kapryśne, wesołe i tragiczne, na przemian jej występ był niezwykłą wirtuozerią. Stworzyła magię… i poruszyła serce”.

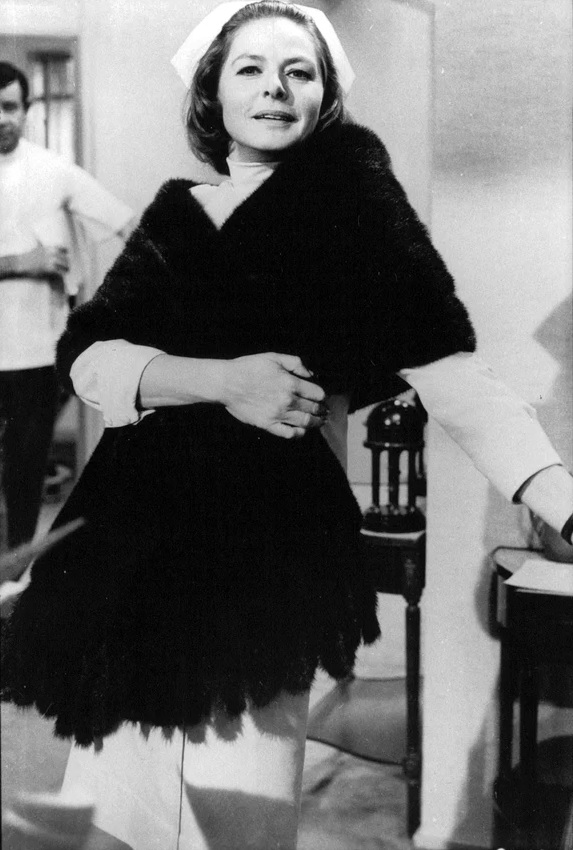
Walter Matthau i Bergman w kadrze z filmu Kwiat kaktusa (1969)

Po powrocie córki do zdrowia rozważała granie tytułowej roli w sztuce Anna Karenina pióra Lwa Tołstoja, jednak uznała, że jest do niej za stara (wśród innych postaci, nad którymi się zastanawiała, była też Christine Mannon, bohaterka sztuki Żałoba przystoi Elektrze Eugene’a O’Neilla). Kreacją Deborah Harford w dramacie pióra O’Neilla Jeszcze wspanialsze pałace (reż. José Quintero) powróciła po ponad dwóch dekadach na Broadway. Premiera spektaklu odbyła się we wrześniu w Ahmanson Theatre w Los Angeles (początkowo zarząd teatru do roli Harford typował Jessicę Tandy), po czym, po sześciu tygodniach wystawiania go w Kalifornii, sztukę przeniesiono na Broadway. Otrzymała ona w większości negatywne recenzje; krytycy opisywali ją jako mętną, nużącą i usypiającą, a część z nich uważała, że Bergman „mniej wydobywa z tej postaci, niż można by oczekiwać”. Pomimo chłodnych ocen, nagradzano ją owacjami na stojąco, zaś sama sztuka cieszyła się zainteresowaniem widzów.

#### Kwiat kaktusa
Screwball comedy Kwiat kaktusa (1969, reż. Gene Saks), zekranizowana na podstawie farsy Abe Burrowsa, była jej pierwszym filmem od czasów Joanny d’Arc z 1948, nakręconym w całości w Stanach Zjednoczonych. Sportretowała w niej Stephanie Dickinson, asystentkę dentysty Juliana Winstona (Walter Matthau), która zgadza się udawać jego żonę, by ten mógł zakończyć związek z Toni Simmons (Goldie Hawn). Howard Thompson z „The New York Timesa” chwalił jej zmysł komediowy i przyznawał, że dwie główne gwiazdy (Bergman i Matthau) „idealnie się ze sobą łączą”. Spoto pozytywnie oceniał jej rolę, pisząc, że „ma rozkoszną smykałkę do komedii, stąd kiedy zmienia się w kwiat kaktusa z pozornie nordyckiej góry lodowej w namiętną kochankę, nie jest ani niewytworna, ani niewiarygodna”. Otrzymała gażę w wysokości 800 tys. dolarów oraz była nominowana do Złotego Globu dla najlepszej aktorki w filmie komediowym lub musicalu.
W 1970 wystąpiła w opartym na powieści Rachel Maddux melodramacie Spacer w wiosennym deszczu (reż. Guy Green) z Quinnem i Fritzem Weaverem w obsadzie. Jego fabuła koncentrowała się na losach mężatki Libby Meredith (Bergman), zakochującej się w swoim sąsiedzie, Willu Cade (Quinn). Obraz Greena nie zyskał uznania wśród krytyków, a Bergman komplementowano jedynie ze względu na jej wygląd.
Wyrażała negatywne opinie na temat zmian, jakie zaszły w systemie produkcji filmów i historii, które przeznaczano do ekranizacji. „Filmy są głupie, gwałtowne, okrutne i zbyt sexy dla starszej pani, jaką jestem” – mówiła. 18 lutego 1971 w Cambridge Theatre odbyła się premiera wznowionej komedii Nawrócenie kapitana Brassbounda pióra George’a Bernarda Shawa – reżyserowanej przez Fritha Banbury’ego – w której występowała w roli lady Cecily Waynflete. Krytycy wyrażali mieszane opinie, lecz zainteresowanie publiczności utrzymywało ją na scenie przez dziewięć miesięcy. W następnym roku sztukę wystawiano w Stanach Zjednoczonych oraz Kanadzie. 19 kwietnia republikański senator Charles H. Percy z Illinois wygłosił ogólnokrajowe przeprosiny za niesprawiedliwość, jaka spotkała ją ze strony Johnsona w 1952; na łamach „Congressional Record” ukazało się jedenaście esejów poświęconych Bergman.
Jej kolejnym projektem była rola ekscentrycznej, zamożnej i starszej pani Basil E. Frankweiler w filmie familijnym From the Mixed-Up Files of Mrs. Basil E. Frankweiler (1973, reż. Fielder Cook), ekranizacji powieści E.L. Konigsburg. Przyjęła ją – jak wspominała – ponieważ potraktowała to jako dobrą okazję do wykpienia tego, co, jej zdaniem, proponuje się aktorkom pięćdziesięcioparoletnim. „Role kobiet mających po osiemdziesiąt parę lat, zasuszonych i zgorzkniałych staruch” – napisał Spoto. Kathleen Carroll w recenzji dla „New York Daily Newsa” zwracała uwagę, że „biała peruka i matowe brwi są zbyt ewidentnie sztuczne, by odpowiednio postarzyć Ingrid Bergman […] Ale z jej cierpkim, stanowczym przekazem i instynktownym macierzyńskim ciepłem, panna Bergman jest całkowicie czarująca”.

#### The Constant Wife

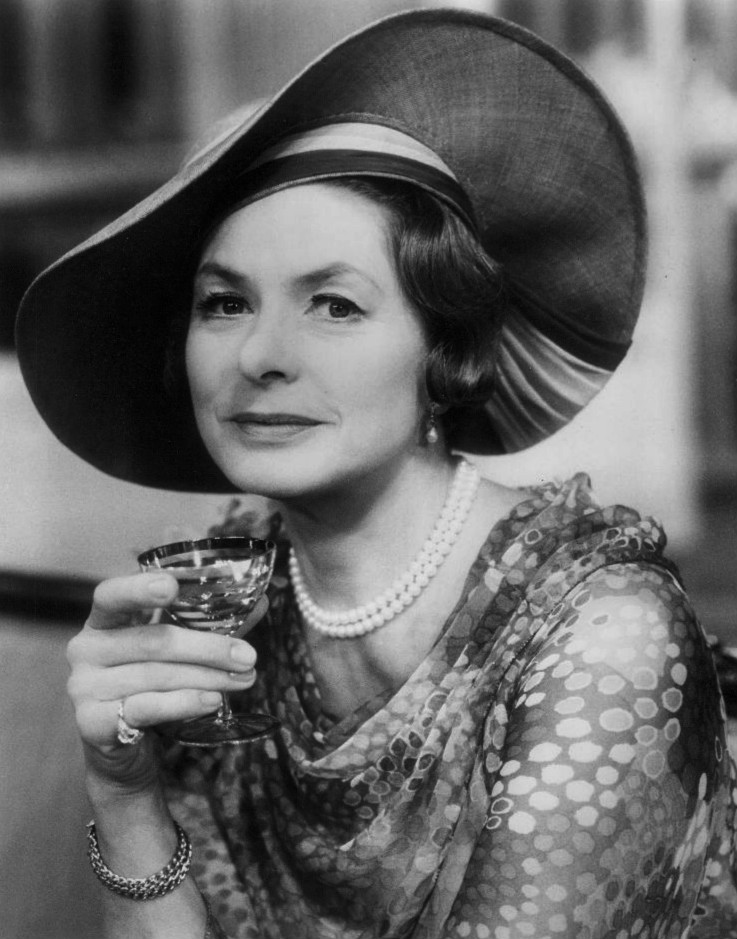
Bergman jako Constance Middleton w sztuce The Constant Wife (1975)

W maju 1973 przewodniczyła obradom jury konkursu głównego na 26. MFF w Cannes. We wrześniu w londyńskim Albery Theatre zainicjowała występy w komedii The Constant Wife pióra Williama Somerseta Maughama, a partnerował jej w głównej roli męskiej reżyserujący spektakl John Gielgud. Sztuka odniosła krytyczny sukces i była największym przebojem sezonu w Albery Theatre – wszystkie przedstawienia zostały wyprzedane; The Constant Wife wystawiano na West Endzie przez osiem miesięcy, do maja 1974. W listopadzie 1973 wykryła u siebie pod lewą piersią niewielkie zgrubienie, lecz po wizycie u specjalisty odmówiła wykonania biopsji, mając na względzie powodzenie sztuki (w przypadku jej wycofania się The Constant Wife zostałoby zdjęte z afisza).

#### Morderstwo w Orient Expressie
Również w 1973 przyjęła od Sidneya Lumeta propozycję występu w kryminale Morderstwo w Orient Expressie (1974), będącym adaptacją powieści o tym samym tytule autorstwa Agathy Christie (odrzuciła zaoferowaną jej przez Lumeta rolę księżnej Natalii Dragomiroff na rzecz drugoplanowej postaci, szwedzkiej misjonarki Grety Ohlsson). Ze względu na niewielką rolę – bohaterka portretowana przez Bergman występowała w krótkich scenkach, trwających mniej jak minutę – Lumet sfilmował ją w jednym długim ujęciu, trwającym niespełna 5 minut, gdzie zaprezentowała, jak przyznał, „całą gamę emocji”. Gwiazdorską obsadę stanowili m.in. Albert Finney, Lauren Bacall, Martin Balsam, Jacqueline Bisset, Sean Connery, Anthony Perkins, Vanessa Redgrave,  Rachel Roberts, Wendy Hiller, Richard Widmark, Michael York, John Gielgud i Jean-Pierre Cassel. Jej gaża wyniosła 100 tys. dolarów. Za swoją rolę otrzymała trzecią nagrodę Akademii Filmowej, tym razem w kategorii dla najlepszej aktorki drugoplanowej i BAFTĘ, również za drugoplanową rolę. Pauline Kael w umiarkowanym tonie oceniała film, argumentując, że pomimo doborowej obsady, momentami traci on swój impet, natomiast wyróżniała grę Bergman, Roberts i Redgrave.
W czerwcu 1974, po wykonaniu biopsji, poddała się mastektomii lewej piersi, a następnie przez sześć miesięcy przechodziła fizykoterapię i radioterapię, która mocno ją osłabiła. Odzyskawszy pełnię sił, wyruszyła w trasę po Stanach Zjednoczonych z The Constant Wife, gdzie sztuka biła rekordy frekwencyjne. Z uwagi na skręcenie kostki przez kilka tygodni występowała w specjalnym usztywnieniu na nodze i na wózku inwalidzkim.

### Ostatnie lata

#### Jesienna sonata

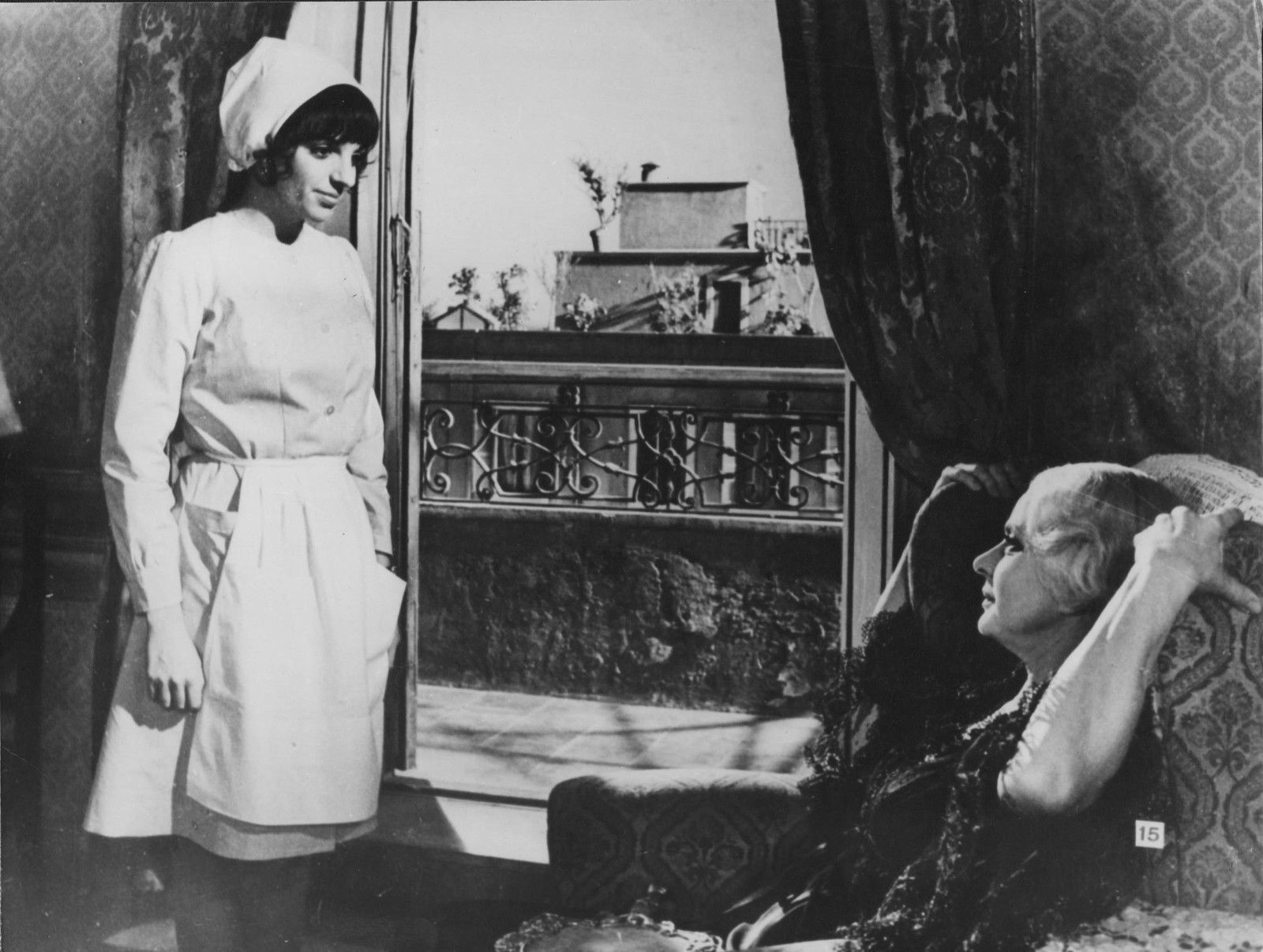
Liza Minnelli i Bergman w kadrze z filmu Kwestia czasu (1976)

Przedostatnią produkcją filmową Bergman był amerykańsko-francuski musical fantasy Kwestia czasu (1976, reż. Vincente Minnelli), oparty na powieści Maurice’a Druona z 1955. Sportretowała hrabinę Lucretię Sanziani, starszą kobietę dającą wskazówki dotyczące życia Ninie, młodej dziewczynie ze wsi (Liza Minnelli). W filmie, prócz głównej roli męskiej Charles’a Boyera, wystąpiła też Isabella Rossellini (w roli siostry Pii), dla której był to debiut na dużym ekranie, a druga z córek Bergman, Isotta, pełniła funkcję asystentki makijażystki i kostiumologa. Po premierze film przeszedł niezauważony. Bergman zainkasowała za występ 25 tys. dolarów. W 1977 przyjęła zaproszenie od Chichester Festival Theatre i występowała w sztuce N.C. Huntera, Waters of the Moon (reż. Patrick Garland); jej sukces spowodował, że w następnym roku wystawiano ją m.in. w londyńskim Haymarket Theatre.
Ostatni raz na srebrnym ekranie pojawiła się w 1978, występując jako Charlotte Andergast w szwedzkim dramacie Jesienna sonata (reż. Ingmar Bergman). Początkowo miała opór przed przyjęciem roli, tłumacząc, że nie rozumie swojej bohaterki. Zmieniła zdanie, gdy uświadomiła sobie, że fabuła, koncentrująca się na skupionej na rozwoju własnej kariery światowej sławy pianistce Charlotte Andergast, nieumiejącej nawiązać bliższej więzi z córką Evą (Liv Ullmann), jest historią o niej samej i trudnej relacji z córką Pią (Bergman, podobnie jak kreowana przez nią bohaterka, bardziej skupiała się na karierze filmowej, przez co zaniedbywała kontakty z córką, a proces pojednania między nimi trwał lata). Na jej prośbę reżyser uwzględnił kilka zaproponowanych kwestii i zmienił zakończenie, w którym pozostawiono otwartą drogę do pojednania między matką a córką.
W ocenie Spoto kreacja Andergast była swoistą konfrontacją, a także próbą wyznania i złagodzenia winy, którą nosiła w sobie przez wiele lat. Po wejściu filmu na ekrany kin jej rola spotykała się z entuzjastycznymi recenzjami, w których pisano, że została „wyniesiona” do szeregów najwspanialszych aktorek w historii; jeden z krytyków przyznał: „Niczego, co kiedykolwiek zrobiła, nie da się z tym w najmniejszym stopniu porównać, jej gra była «perfekcyjnie sugestywna»”.
Po raz siódmy i ostatni w karierze była nominowana do nagrody Akademii Filmowej dla najlepszej aktorki pierwszoplanowej (przegrała z Jane Fondą, nagrodzoną za występ w dramacie wojennym Powrót do domu, reż. Hal Ashby). Uzyskała także nominację do Złotego Globu dla najlepszej aktorki w filmie dramatycznym. Po raz drugi przyznano jej Davida di Donatello dla najlepszej aktorki zagranicznej oraz trzecią nagrodę Stowarzyszenia Nowojorskich Krytyków Filmowych dla najlepszej aktorki.

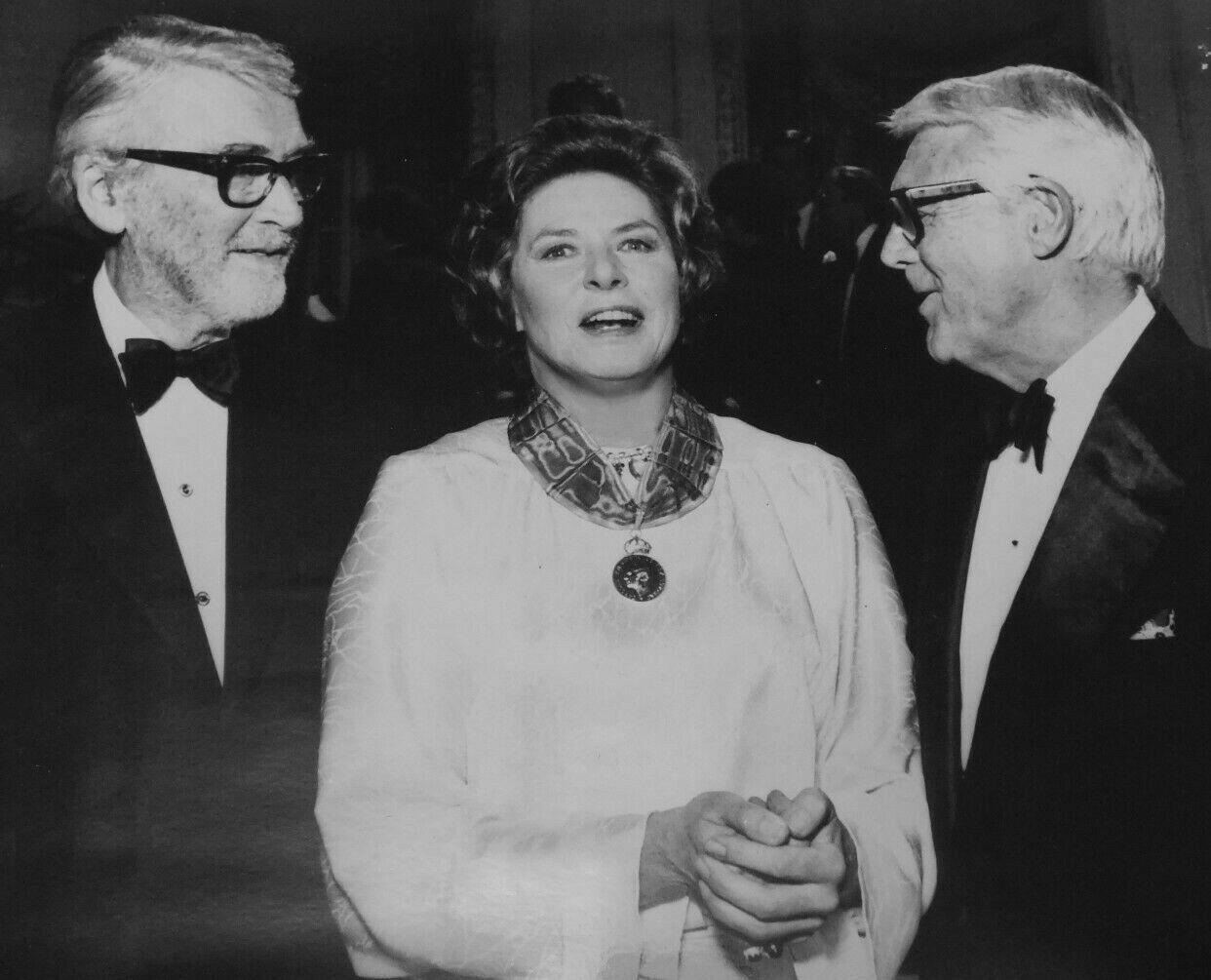
James Stewart, Bergman i Grant (na zdj. w 1979)

W trakcie zdjęć do Jesiennej sonaty na dwa dni udała się do Londynu, gdzie przeszła badania, które wykazały rozszerzenie się raka. Po ukończeniu prac nad filmem usunięto jej zgrubienie pod lewą pachą oraz złośliwego guza w węzłach chłonnych. Następnie przechodziła kurację radiacyjną. Pomimo leczenia kontynuowała występy w sztuce Waters of the Moon, zbierając pozytywne recenzje. Łącznie odbyło się 180 przedstawień. W czerwcu, gdy lekarze wykryli, że nastąpił przerzut na prawą pierś, była zmuszona przejść drugą mastektomię. Coraz gorzej znosiła radioterapię – miała nabrzmiałą twarz od zastrzyków z kortyzonu oraz doskwierały jej bóle pleców i w ramieniu (mimo gorszego stanu zdrowia opuściła jedynie dwa przedstawienia). Waters of the Moon było ostatnią sztuką teatralną w jej dorobku.

#### Kobieta o imieniu Golda

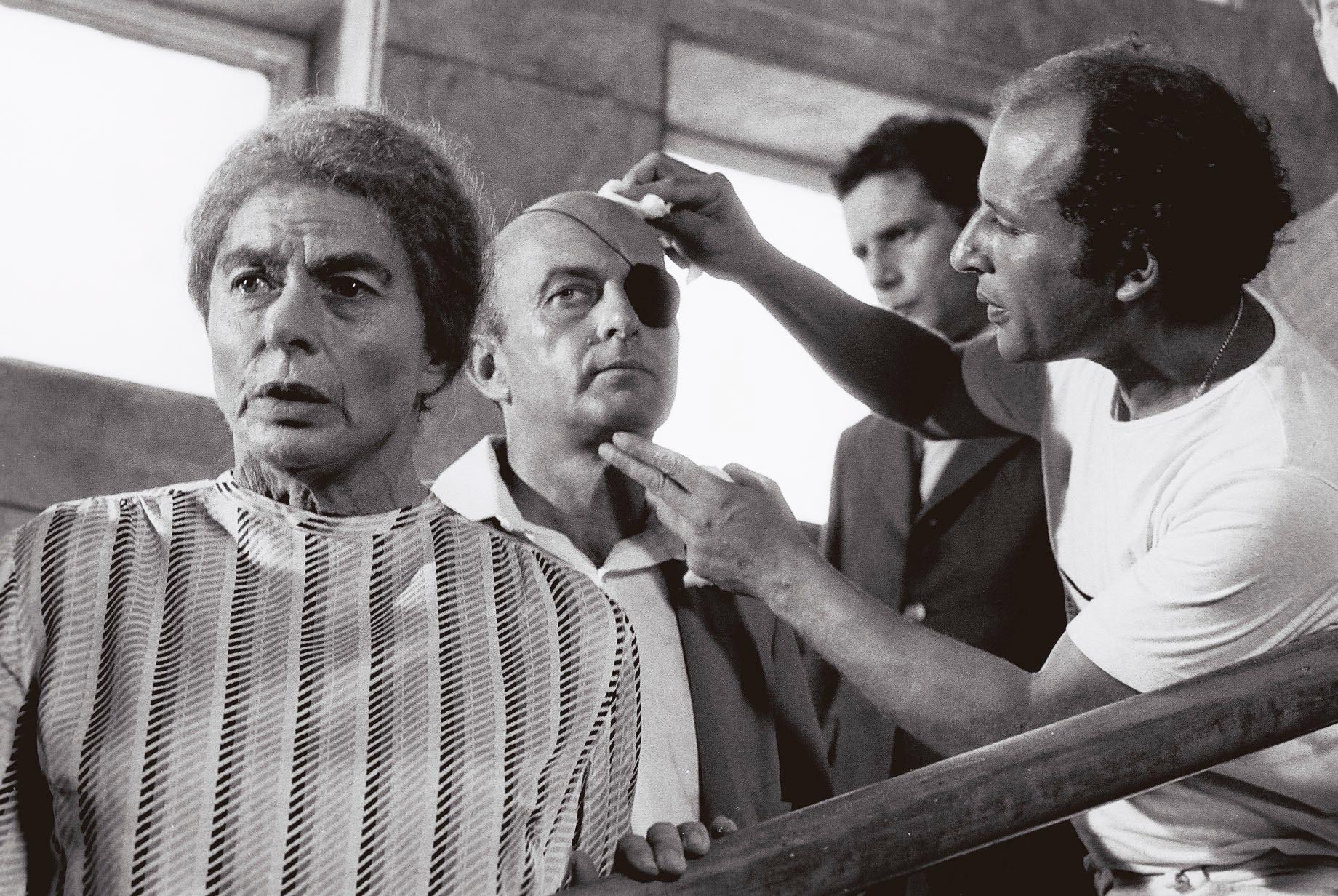
Bergman (jako Golda Meir) i Yossi Graber na planie filmu telewizyjnego Kobieta o imieniu Golda (1982)

7 marca 1979 pełniła funkcję mistrzyni ceremonii na gali uhonorowania Hitchcocka przez organizację American Film Institute (AFI) nagrodą za całokształt twórczości w Beverly Hills w Kalifornii. Osiem miesięcy później uczestniczyła w zorganizowanej ku jej czci gali Variety Club ze zbiórką funduszy na szpital dziecięcy w Los Angeles.
W 1980 Delacorte Press opublikowało pamiętnik Bergman – My Story. W ramach promocji spotykała się z dziennikarzami, występowała w telewizji i odbyła liczne podróże po Europie i Stanach Zjednoczonych.
W 1981, za namową producenta Gene’a Cormana, zgodziła się, mimo początkowej odmowy, wystąpić w telewizyjnym dramacie biograficznym Kobieta o imieniu Golda (1982, reż. Alan Gibson), portretując izraelską premier Goldę Meir. W ramach przygotowań słuchała nagrań jej głosu. Nagrywała także kasety z własnym naśladownictwem, starając się obniżyć barwę głosu. Przeszedłszy pomyślnie zdjęcia próbne – zorganizowane na jej prośbę; było to spowodowane czteroletnią absencją w filmie i znaczącą zmianą wyglądu, będącą wynikiem choroby – podpisała kontrakt. Zdjęcia realizowano m.in. w Tel Awiwie i Jerozolimie.
Mimo że jej stan zdrowia ulegał pogorszeniu – rak rozprzestrzeniał się, gwałtownie traciła na wadze i siłach, a jej prawa ręka puchła po usunięciu z niej węzłów chłonnych podczas mastektomii, co powodowało akumulację limfy – nie żądała żadnych specjalnych względów; punktualnie każdego dnia stawiała się na planie. Po zakończeniu prac poinformowała na grudniowej konferencji o zakończeniu niespełna 50-letniej kariery aktorskiej, motywując to chęcią spędzania czasu na podróżach oraz z córkami i wnukami.
Za swoją rolę pośmiertnie otrzymała Primetime Emmy dla najlepszej aktorki pierwszoplanowej w miniserialu lub filmie telewizyjnym, którą odebrała jej córka Pia, oraz Złoty Glob dla najlepszej aktorki w miniserialu lub filmie telewizyjnym. 4-godzinny film wyemitowano w dwóch częściach w amerykańskiej telewizji 26 i 28 kwietnia 1982. Krytycy w pozytywnym tonie oceniali finalną rolę Bergman; według „The New York Timesa” dała „autentycznie wybitne przedstawienie”.

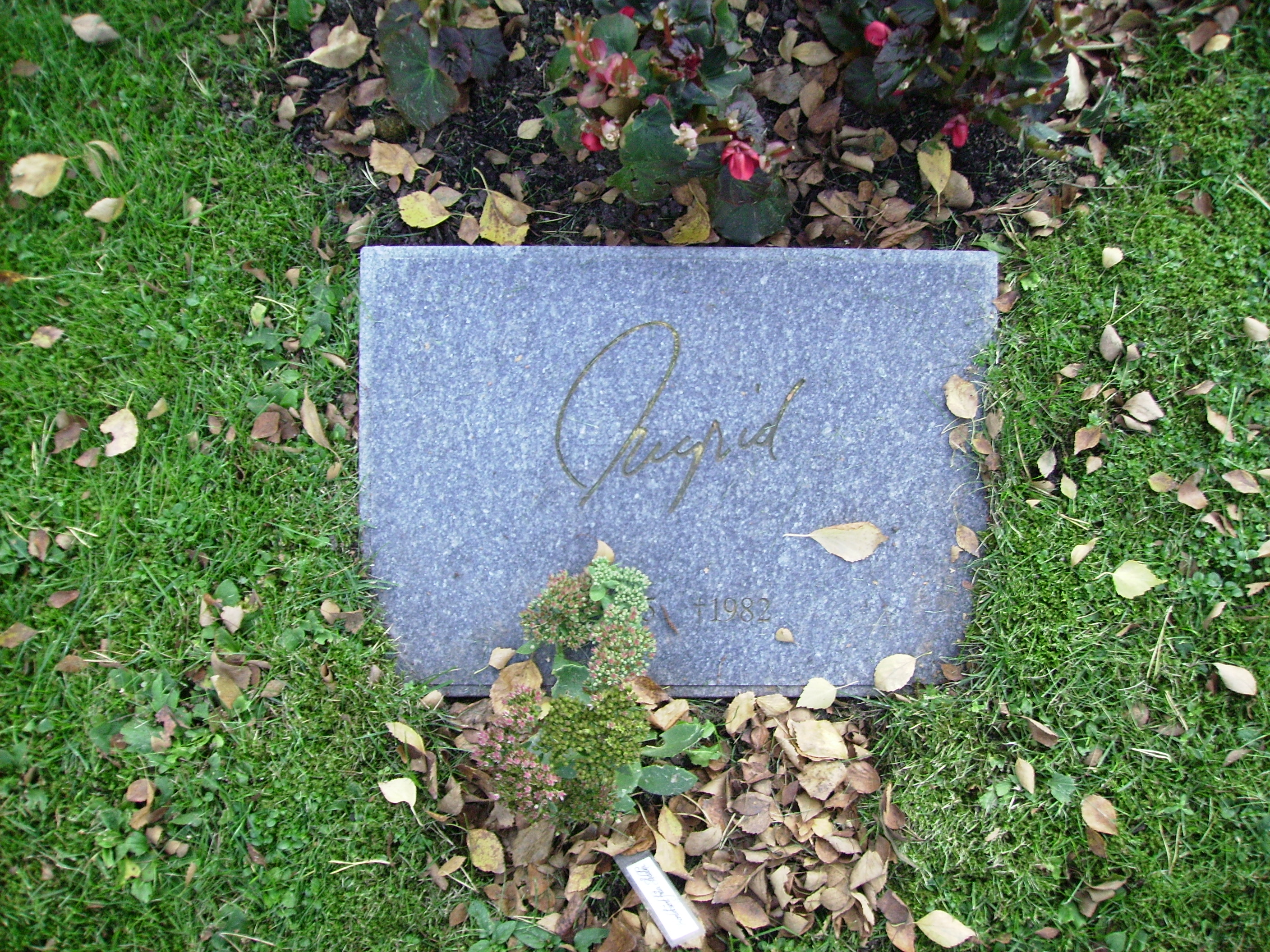
Nagrobek Bergman na cmentarzu Norra begravningsplatsen (2009)

Ostatnie tygodnie 1981 spędziła w towarzystwie byłego męża, Larsa Schmidta i rodziny w Choisel. Wróciwszy do Londynu – z inicjatywy Schmidta zamieszkała z nią Margeret Johnstone, pełniąca funkcję jej osobistej pielęgniarki, towarzyszki i kucharki. Gdy stan zdrowia jej pozwalał, zapraszała znajomych na skromne kolacje, chodziła także do kina, teatru i spacerowała po parku. Od lutego do maja 1982 przechodziła intensywną chemioterapię w szpitalu św. Tomasza, która wywoływała niepożądane skutki uboczne. Lokalne tabloidy, w tym „Daily Express” i „Daily Mirror”, na bieżąco informowały o zmaganiach Bergman z chorobą, a fotografowie koczowali pod jej domem. 18 czerwca ostatni raz udała się do Nowego Jorku, na przyjęcie z okazji 30. urodzin swoich córek bliźniaczek, Isabelli i Isotty. W sierpniu, w towarzystwie Schmidta, odwiedziła szwedzką wyspę Danholmen i Sztokholm, spotykając się z bliskimi znajomymi z lat dzieciństwa. W ostatnich dniach choroba zaatakowała kręgosłup; by uśmierzyć ból przyjmowała zastrzyki z diamorfiny.

### Śmierć i pogrzeb
Kiedy 29 sierpnia opiekujący się nią lekarz odwiedził ją w domu, odkrył, że prawe płuco przestało funkcjonować, a w lewym jedynie górny płat nie uległ zapadnięciu. Zmarła w nocy 29 sierpnia, po swoich 67 urodzinach, wskutek raka piersi, z którym zmagała się od siedmiu lat. Następnego dnia wiadomość o jej śmierci ogłoszono w telewizji.
Zwłoki Bergman poddano kremacji, a uroczystości pogrzebowe miały miejsce w październiku w kościele St Martin-in-the-Fields. Udział w nich, prócz rodziny, wzięło 1200 osób, wśród nich przyjaciele, aktorzy i aktorki (w tym m.in. John Gielgud, Joss Ackland, Liv Ullmann, Wendy Hiller) i wielbiciele jej talentu. W trakcie mszy recytowano słowa Antoine’a Saint-Exupéry’ego i Williama Shakespeare’a, Birgit Nilsson zaśpiewała pieśń Ludwiga van Beethovena, chór dziecięcy wykonał piosenkę „This Old Man” z filmu Gospoda Szóstego Błogosławieństwa, a na flecie (lub na skrzypcach) zagrano melodię „As Time Goes By” z Casablanki. Część prochów rodzina rozsypała latem 1983 nad wodami Danholmen, a część złożono w urnie na Norra begravningsplatsen, obok grobu jej rodziców (niektóre źródła informowały, że na cmentarzu umieszczono pustą urnę). W testamencie majątek, szacowany na prawie 4 miliony dolarów, podzieliła po równo pomiędzy czworo swoich dzieci.

## Życie prywatne

### Osobowość, zainteresowania, przyjaźnie

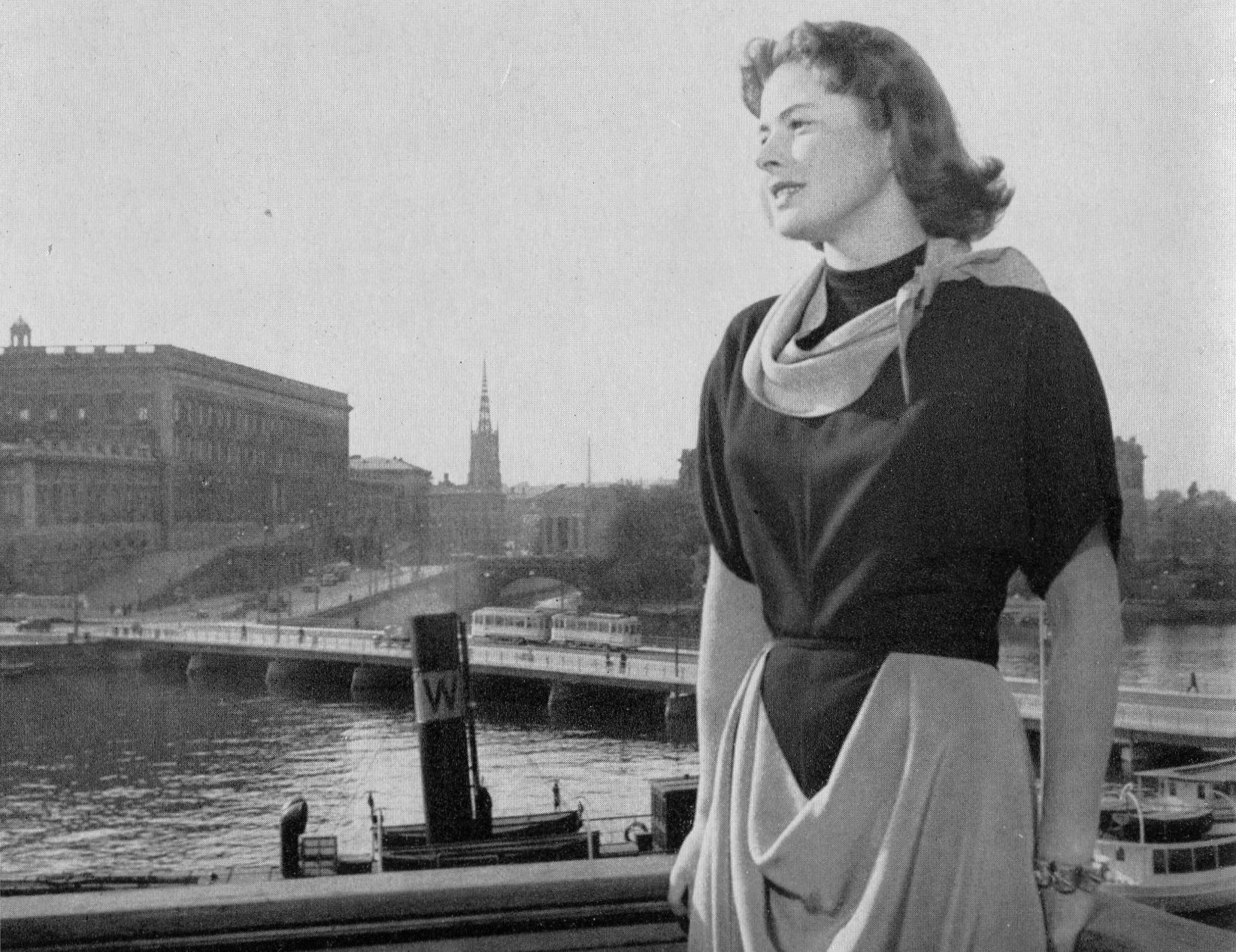
Bergman w Sztokholmie (na zdj. Victora Malmströma w 1948)

Z natury była osobą nieśmiałą. W czasie nauki w szkole aktorskiej Królewskiego Teatru Dramatycznego (1933–1934) nie nawiązywała bliskich znajomości. Odczuwała kompleksy z powodu zbyt dużego wzrostu oraz lekkiej nadwagi. Otrzymawszy w wieku 14 lat od wujka Gunnara Spångberga pamiętnik, zapisywała w nim ważne dla siebie przemyślenia i wydarzenia (prowadziła go do pierwszych lat pobytu w Stanach Zjednoczonych). Cechowała ją m.in. oszczędność – w latach współpracy z Selznickiem często doradzała mu jak zaoszczędzić pieniądze, wyrażała wolę rezygnacji z pomocy dublerki i korzystała z usług krawcowej, przerabiając swe kostiumy tak, by można je ponownie wykorzystać – pracowitość, punktualność, sumienność i troskliwość. W przeciwieństwie do wielu gwiazd filmu, nie nadużywała przysługujących jej przywilejów; ze zdziwieniem przyjmowała oznaki rozpoznawalności wokół własnej osoby.
Schludności i zamiłowania do ładu i porządku nauczyła się w dzieciństwie od niemieckiej rodziny ze strony matki, gdzie doświadczyła na sobie „niemieckiej dyscypliny”. W późniejszych latach, poza planem filmowym i sceną, była osobą uzależnioną od innych. Praktyczne sprawy pozostawiała w rękach swoich mężów lub kochanków.
Uważała się za aktorkę twardo stąpającą po ziemi, która robi, „to co do mnie należy, i tyle”. Wśród cech charakteru Spoto wymieniał także dzielność, dzięki której, jak uważał, stała się kobietą, odporną na działanie wszelkich przeciwności losu, choć zdaniem jej krewnych traumatyczne wydarzenia z dzieciństwa, w tym śmierć rodziców i ciotki Ellen, powodowały, że walczyła ze swoim bólem przez całe życie. John Russell Taylor uważał, że zdarzenia te przyczyniły się do tego, iż „stała się wycofaną, boleśnie nieśmiałą nastolatką”. Blenda Helena Bergman – jedna z sióstr jej ojca – wspominała, że od dziecka posiadała wiele życzliwości dla innych i pozostała dobrą osobą również jako dojrzała kobieta.
W dzieciństwie jednym z jej hobby było zbieranie książek na temat Joanny d’Arc, medalionów i statuetek jej poświęconych. Mając 9 lat występowała przed rodziną, recytując m.in. wiersze szwedzkich poetów, o których uczyła się w szkole, oraz wcielała się w rozmaite role. W 1925, za sprawą ojca (chciał, aby została śpiewaczką operową), pobierała prywatne lekcje śpiewu, chociaż nie wyrażała większego zainteresowania w tym kierunku. W dorosłym życiu lubiła długie spacery, pływanie oraz taniec. Od młodości wolne chwile najczęściej spędzała na wypoczynku nad bulwarem Strandvägen w centrum Sztokholmu, a po wyjeździe do Stanów Zjednoczonych na początku lat 40. nad oceanem lub na plaży w Malibu i na wysokich urwiskach Palisades Park w Santa Monica, studiując scenariusze. Nie lubiła braku zajęcia i nie posiadała żadnego hobby jako dorosła kobieta. Wolny czas poświęcała na czytanie scenariuszy lub też naukę nowych rzeczy, jak jazda konna czy gra w tenisa, by móc wiarygodnie odtwarzać te czynności w filmie, po czym traciła nimi zainteresowanie.

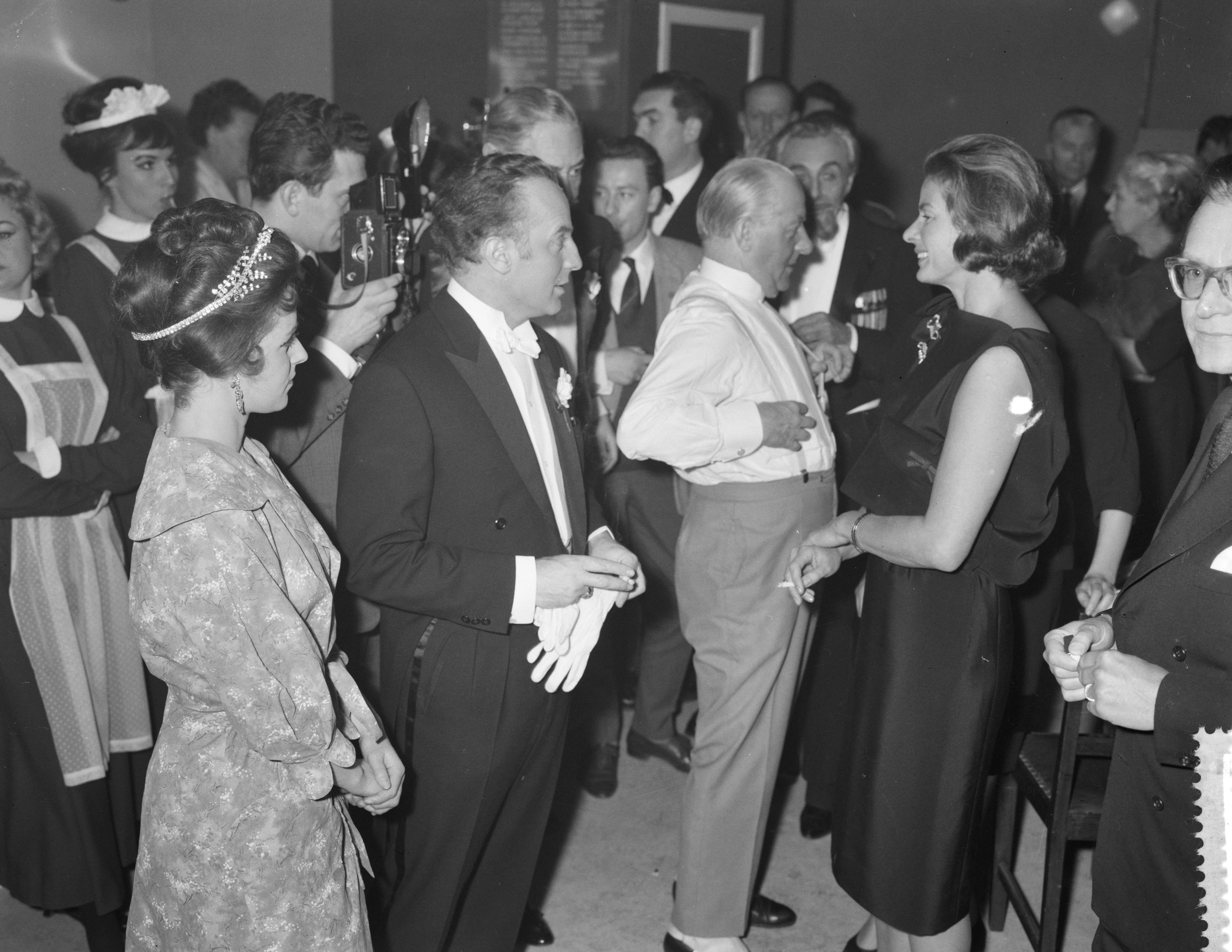
Bergman (z prawej, na zdj. w 1961) w Royal Theater Carré w Amsterdamie, z okazji premiery holenderskiej wersji musicalu My Fair Lady (1956)

Brak talentu kulinarnego powodował, że przy okazji wystawianych przez siebie przyjęć korzystała z pomocy. Szczególną słabość miała do słodyczy, a jej ulubionym przysmakiem były amerykańskie lody waniliowe z podwójną porcją czekoladowego syropu i bitej śmietany (rezygnowała z nich tylko na potrzeby schudnięcia do roli w filmie). Lubiła też lody w innych konfiguracjach – w postaci deseru z bitą śmietaną i owocami, z bananami i polewą oraz lody polewane gorącą polewą krówkową – potrafiła zjadać do czterech porcji w ciągu dnia. Lubiła alkohol, a do jej ulubionych amerykańskich koktajli należały martini z ginem, drinki z rumem oraz whiskey sour. Jak uważał Spoto, mimo że „popijała sporo przez całe życie”, cechowała ją duma oraz zdyscyplinowanie, dzięki czemu nie miała kłopotów z nadmiernym spożywaniem alkoholu, ani nie wpływał on na jej pracę. Odmienne zdanie w tej kwestii przedstawiał Lindström, twierdząc, że blizna na jej lewej brwi powstała wskutek upadku, gdy – jak przyznał – była „tak pijana”. Dodawał też, że zdarzyło mu się znaleźć butelkę pod łóżkiem. Od drugiej połowy lat 40. nałogowo paliła papierosy.
W dzieciństwie do grona jej najlepszych przyjaciółek należały Greta Danielsson (opiekunka jej ojca), z którą lubiła spędzać wolny czas (obydwie pływały i chodziły do kina), i Britt, jedna z córek ciotki Huldy oraz wujka Ottona. Wspólnie pływały i spacerowały po centrum Sztokholmu. W późniejszych latach przyjacielskie stosunki utrzymywała m.in. z Alfredem Hitchcockiem i jego rodziną, Ann Todd, szwedzką dziennikarką Barbo Alving – jej pierwszym reporterskim zleceniem było potajemne wykonanie fotografii ze ślubu Bergman z Lindströmem, Carym Grantem (obojgu bez słuszności przypisywano romans), Davidem O. Selznickiem, Ernestem Hemingwayem, Garym Cooperem, George’em Seatonem i jego żoną Phyllis, Jeanem Reniorem i Dido Freire, jego drugą żoną, Kay Brown, u której z córką Pią i służącą mieszkała przez krótki czas po przybyciu do Stanów Zjednoczonych w 1939 i Ruth Roberts. Początkowo była ona korepetytorką Bergman za oceanem, a po latach stała się jej towarzyszką w czasie wyjazdów na długotrwałe zdjęcia plenerowe.
Chętnie podejmowała na domowych przyjęciach gości, w tym także ze środowiska aktorskiego, wśród których bywali Charles Boyer, Clark Gable, Ernst Lubitsch, Gary Cooper, Gregory Peck, Joseph Cotten i ich żony.

### Małżeństwa i dzieci

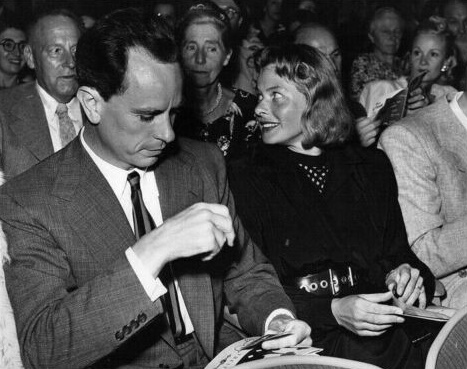
Bergman z pierwszym mężem Petterem Lindströmem (lata 40.)

Swojego pierwszego męża, starszego o osiem lat Pettera Lindströma, poznała w listopadzie 1933. Uzyskał on tytuł profesora i prowadził praktykę stomatologiczną oraz zaawansowane badania medyczne. W następnym roku zaczęli regularnie umawiać się ze sobą, a Bergman powoływała się na jego opinie dotyczące m.in. diety czy zdrowia. Wspólnie uczęszczali na tańce i spacery wzdłuż portu na wyspie Djurgården lub na leśne wędrówki. Lubili też wakacyjną jazdę na nartach i przyjęcia w gronie znajomych. Bergman wspominała, że ich relacja nie była miłością od pierwszego wejrzenia, a „[Lindströmowi] długo zajęło, nim się zorientował, że mnie kocha”.
7 lipca 1936, po dwóch latach trwania nieformalnego związku, zaręczyli się w kościele w Hamburgu, w tym samym, w którym ślub brali rodzice Bergman. Rok później, 10 lub 11 lipca, zawarli związek małżeński. Uroczystość miała miejsce w kościele parafialnym w Stöde, rodzinnej miejscowości pana młodego. Para doczekała się narodzin córki Pii (ur. 20 września 1938).
Pierwsze oznaki małżeńskiego kryzysu zaczęły pojawiać się po powrocie Bergman ze Stanów Zjednoczonych, gdzie zagrała w filmie Intermezzo (1939). Jak twierdziła, od pierwszego rozstania ich małżeństwo „nigdy tak naprawdę się nie pozbierało”, a wpływ na to miały coraz liczniejsze rozbieżności w kwestiach gustu, temperamentu oraz jej rozwijająca się kariera, dzięki której stawała się bardziej niezależna od męża, choć w pierwszych latach małżeństwa w pełni polegała na jego zdaniu. Lindström, poza medycyną, zajmował się negocjowaniem kontraktów żony, zostając jej agentem oraz menedżerem – niejednokrotnie doradzał, jak ma się ubierać, ile ważyć, jak zachowywać i mówić; analizował również role radiowe, jakie otrzymywała. Jego sposób prowadzenia negocjacji często doprowadzał do konfliktów z producentami, w tym z Charlesem K. Feldmanem i Selznickiem. Przyznawała, że z biegiem czasu Lindström zaczął ją strofować, a liczne uwagi męża, dotyczące codziennych ćwiczeń fizycznych i rygorystycznego przestrzegania diety, stawały się męczące, doprowadzając ją do zwątpienia w siłę uczucia i utratę pewności siebie w kontaktach z innymi ludźmi, co przekładało się na jej karierę. Zwieńczeniem tego była utrata przez nią zaufania w stosunku do Lindströma. W latach 40. dwukrotnie występowała z propozycją rozwodu.
W ocenie Spoto, od początku w życiu obojga to praca wiodła główny prym; jego zdaniem aktorstwo było powołaniem dla Bergman, tak jak medycyna dla Lindströma, który potwierdzał, że ich rozchodzące się różnymi drogami kariery zawodowe były powodem odsunięcia się od siebie. Bergman wspominała, że „to uczucie było bardzo silne przed zawarciem małżeństwa i jakiś czas po ślubie”. Według Leamera – mimo że w Stanach Zjednoczonych uchodziła za idealną żonę i matkę – odczuwała znużenie małżeńskim życiem. Szeroko nagłaśniany przez media proces rozwodowy trwał rok i przebiegał w atmosferze skandalu. Finalizacja nastąpiła 1 listopada 1950 w Los Angeles, bez udziału Bergman. Prawo do opieki nad córką sąd przyznał ojcu. W późniejszych latach wygłaszał on gorzkie opinie na temat byłej żony, co, w ocenie ich córki, było wynikiem zranienia i głębokiego upokorzenia, jakiego doznał. Wspominała, że z uwagi na koncentrację rodziców na rozwoju własnych karier, „nie mam żadnych żywych wspomnień o szczęściu rodzinnym”. Bergman w pełni poczuwała się do winy w kwestii zaniedbywania matczynych obowiązków, tłumacząc to własną niedojrzałością.

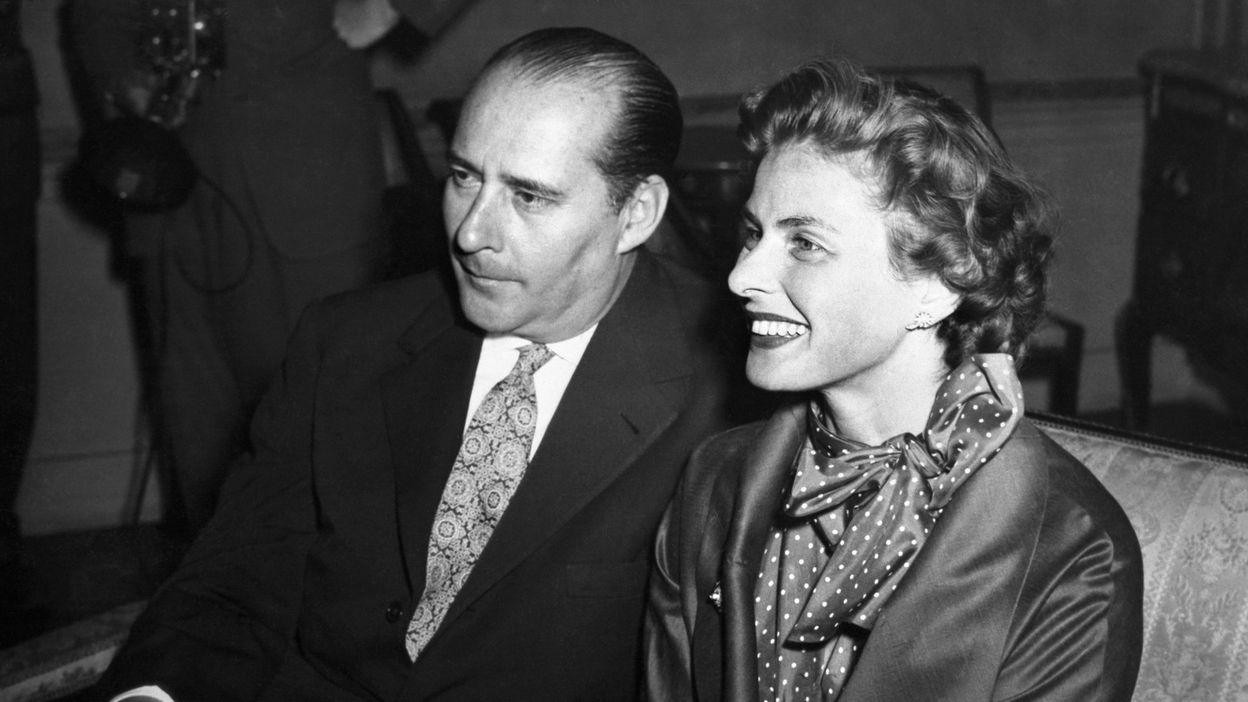
Rossellini i Bergman (na zdj. w 1951). Ich związek uchodził za jeden z największych skandali XX wieku

Drugim mężem Bergman był starszy od niej o dziewięć lat włoski reżyser Roberto Rossellini. Do pierwszego spotkania obojga doszło 28 sierpnia 1948 w paryskim hotelu George V, po tym jak aktorka w liście do reżysera wyraziła chęć współpracy z nim na gruncie zawodowym. Rossellini, poza nieudanym małżeństwem z Assią Noris, miał opinię kobieciarza, a do jego licznych partnerek należały Anna Magnani, Liliana Castagnola, Marilyn Buferd i Roswita Schmidt. Był też znany z trudnej osobowości i częstej zmienności nastrojów; w obawie, że Bergman na początku trwania ich romansu zechce wrócić do Lindströma, groził obojgu, że rozbije się swoim samochodem na drzewie lub, że się zabije z rewolweru. Spoto wnioskował, że Bergman miała być najdłuższym romansem jego życia, który nie miał trwać wiecznie. Ich związek uchodzi za jeden z największych skandali XX wieku.
Aby móc poślubić Bergman, Rossellini uzyskał w austriackim sądzie unieważnienie jego małżeństwa z Marcellą De Marchis, z którą miał dwóch synów: Marco i Renzo. Następnie zamieszkali w Rzymie. 24 maja 1950, uzyskawszy 9 lutego od meksykańskiego sądu rozwody, pobrali się a proxy (ślub przez pośrednika) w Meksyku lub w Juárez w stanie Nuevo León, gdzie byli reprezentowani przez dwoje adwokatów; sami zaś przysięgli sobie miłość w kościele nieopodal via Appia (lub w Chiesa della Navicella w pobliżu Koloseum). Kilka dni później udali się do domu nad morzem w Santa Marinella, zakupionego przez Rosselliniego. Doczekali się trójki dzieci: Renato Roberto Ranaldo Giusto Giuseppe Rosselliniego (ur. 2 lutego 1950) oraz bliźniaczek Isabelli Fiorelli Elettry Giovanny Rossellini i Isotty Ingrid Friedy Guiliany Rossellini (ur. 18 czerwca 1952).
Związek Bergman i Rosselliniego wzbudzał zainteresowanie reporterów; córka pary, Isabella, wspominała, że gdy była mała, okna w domu często musiały być zasłonięte, ponieważ koczujący na zewnątrz paparazzi śledzili każdy krok jej matki i ojca. Drugie małżeństwo pod wieloma względami przypominało związek z Lindströmem; poza brakiem zgody na pracę z innymi reżyserami, Rossellini wykazywał się nadmierną zazdrością – powodowaną m.in. możliwością odrodzenia się kariery jego żony, gdy ta przestanie grać w reżyserowanych przezeń produkcjach – i żądzą pełnego kontrolowania Bergman (zabraniał jej m.in. spotkań z córką Pią). Miewał napady agresji; podczas jednego z ataków rzucił próbującą go przytulić i uspokoić Bergman o ścianę. Jak mówiła: „Nawet zbliżając się do niego człowiek ryzykował życiem”. Zdarzało się też, że ją policzkował. Słynął z rozrzutnego i zdezorganizowanego stylu życia; nie przykładał wagi do finansów, przez co małżeństwo borykało się z kłopotami, a windykatorzy niejednokrotnie rekwirowali meble na pokrycie długów. Wydawał huczne przyjęcia i posiadał kilka drogich samochodów wyścigowych, co stanowiło przeciwieństwo metodycznej i poukładanej Bergman. Według znajomych została do tego stopnia zdominowana przez męża, że w jego obecności stawała się w pełni uległa i lękała wypowiadać własne zdanie. Mimo porad, by wystąpiła o rozwód, odrzucała taką możliwość, z obawy, że sąd przyznałby mu prawa do opieki nad dziećmi. Z pogardą wypowiadał się też na temat ich życia intymnego, a Bergman określał „kobietą bez pasji”. Z kolei ona obwiniała się o zrujnowanie jego kariery filmowej.

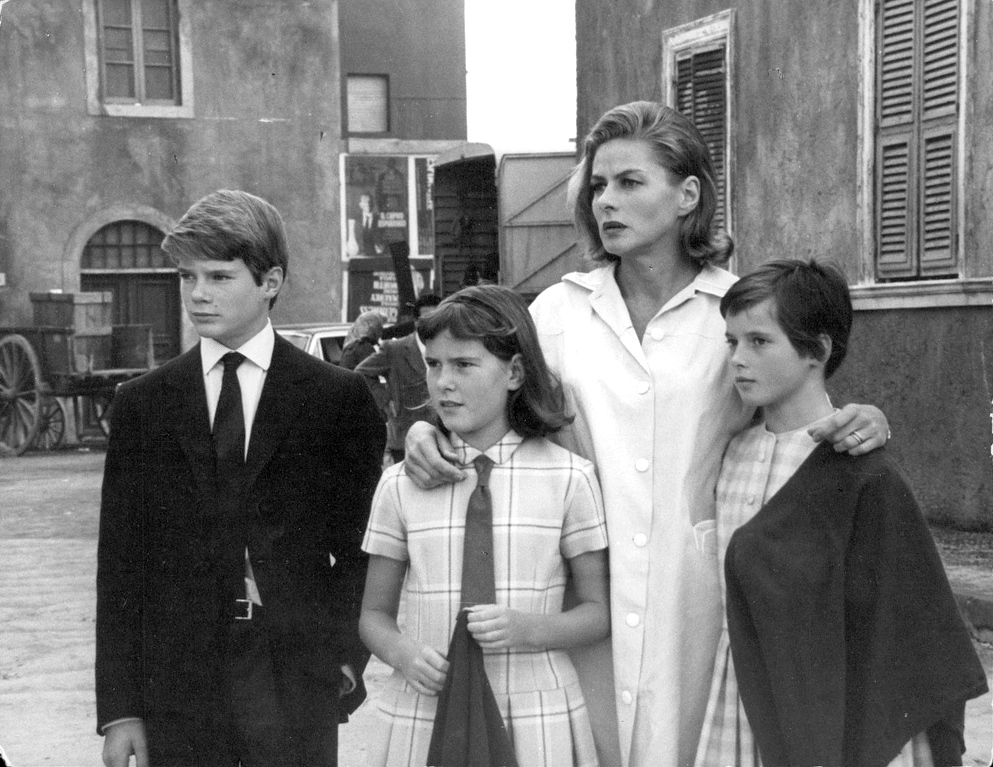
Bergman z trójką dzieci ze związku z Rossellinim (1963)

Kiedy wróciła do amerykańskiego filmu, główną kreacją w filmie Anastazja (1956), Rossellini, nie mogąc się z tym pogodzić, zażądał separacji i zabrał trójkę ich dzieci do Włoch. Przebywając w celach zawodowych w Indiach nawiązał romans z 27-letnią scenarzystką Sonali Das Guptą, mężatką oraz matką dwójki dzieci, która wkrótce zaszła z nim w ciążę. Ugodę separacyjną podpisali w Rzymie 7 listopada 1957, a prawo do opieki nad dziećmi pierwotnie uzyskała Bergman. W tym samym roku unieważniono także ich małżeństwo. Pozostali w przyjacielskich relacjach.
Jej trzecim mężem był producent teatralny i impresario Lars Schmidt. Poznali się w 1957 za pośrednictwem Kay Brown, gdy oboje mieszkali w Paryżu. Wkrótce nawiązali znajomość i zaczęli spędzać wspólnie wolny czas, m.in. na niewielkiej wyspie Danholmen u wybrzeży Szwecji, należącej do Schmidta. Związek małżeński zawarli w obecności kilku przyjaciół w urzędzie stanu cywilnego Caxton Hall w Londynie 21 grudnia 1958, po czym – po lunchu w hotelu The Connaught – wyjechali do Choisel pod Paryżem, gdzie zamieszkali. Z uwagi na trójkę dzieci z małżeństwa z Rossellinim, wynajęli mieszkanie przy avenue Vélasquez (według Leamera dzieci mieszkały wraz ze służącą w wynajętym przez Bergman apartamencie w Hôtel Raphael), aby ułatwić im dojazdy do włoskiej szkoły, do której, decyzją sądu, uczęszczały.
Napięty harmonogram i liczne obowiązki zawodowe obojga małżonków spowodowały, że w połowie lat 60. w związku pojawiły się pierwsze oznaki rozłamu. „Rozdzielało nas nasze życie zawodowe, kierując nas do różnych miejsc na świecie. A nawet jeżeli dokładaliśmy wszelkich starań, żeby utrzymywać bliski kontakt, zdarzały się długie okresy, kiedy byliśmy sami” – wspominał Schmidt. Z kolei Bergman przyznawała, że mimo iż byli dziesięć lat po ślubie „tak naprawdę nie było to życie w małżeństwie”. Leamer uważał, że ich dom w Choisel „był bardziej scenografią przyjęć, sesji zdjęciowych i okazjonalnych wizyt dzieci niż prawdziwym domem”. Problemy wynikające z nadmiernej rozłąki sprawiły, że w 1970 Schmidt nawiązał romans z młodszą kobietą, lecz Bergman wzbraniała się przed rozwodem; podjęła trwającą osiem miesięcy próbę ratowania związku.
W 1976 wzięli cichy rozwód, nie powiadamiając o tym fakcie nikogo ze swoich przyjaciół. Jako główny powód Bergman wymieniała karierę, którą stawiała na pierwszym miejscu. Mimo rozstania Schmidt do końca życia swej byłej żony towarzyszył jej podczas wszelkich uroczystych chwil i w każdej trudnej dla niej sytuacji. Pomagał także w załatwianiu ważnych spraw. Utrzymywali przyjacielskie stosunki. W ostatnich latach zamieszkała w londyńskiej dzielnicy Chelsea przy Cheyne Gardens 9.

### Romanse

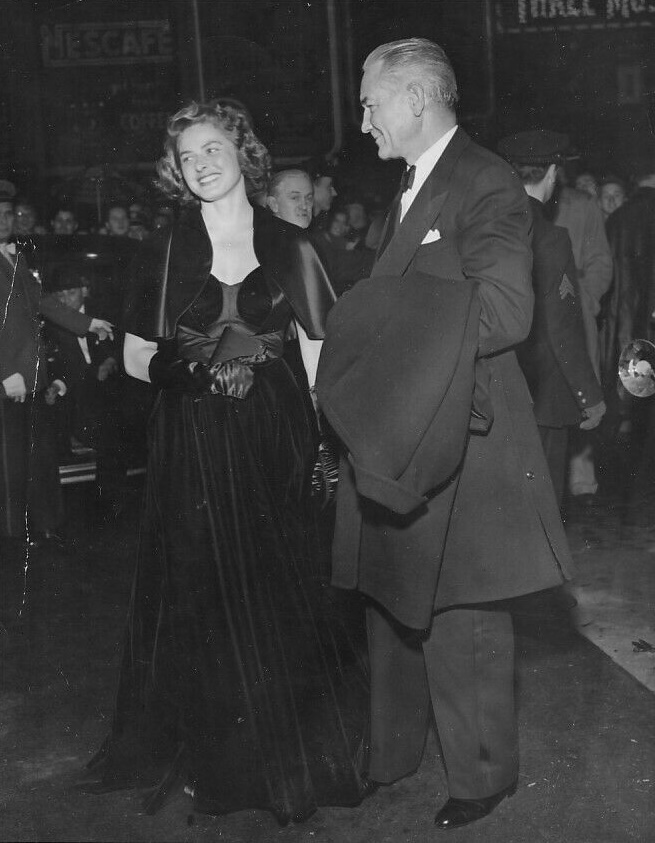
Bergman i Victor Fleming na premierze filmu Joanna d’Arc (1948)

Zdaniem Taylora przez całe życie pociągali ją starsi mężczyźni, posiadający władzę (czyli tacy, którzy byliby w stanie zastąpić ukochanego ojca, którego przedwcześnie straciła w dzieciństwie). Joseph Henry Steele, jej wieloletni publicysta i przyjaciel, określał Bergman jako „silną kobietę szukającą silniejszego mężczyzny”.
Pierwsze zauroczenie przeżyła wiosną 1934, występując w sztuce Rywale u boku 41-letniego Edvina Adolphsona, będącego mężem i ojcem. Parę połączył „przelotny flirt”, ponieważ Bergman poważnie traktowała fakt, że był on żonaty i cieszył się powszechną renomą. Obsadził ją we współreżyserowanej komedii Hrabia z Mostu Mnicha (1935). Oboje połączyła serdeczna przyjaźń, trwająca do śmierci Adolphsona w 1979. W 1935 spełniła marzenie, by wystąpić z Göstą Ekmanem (zagrali w filmie Rodzina Swedenhielmów). Jak wspominała po latach, „trochę się w nim podkochiwałam. No cóż, może nawet bardziej niż trochę […] Ale do niczego nie doszło. On był dużo starszy ode mnie”. Spoto wnioskował, że Ekman, podobnie jak i Adolphson, był jej następnym ojcem-mentorem, którego mogła darzyć uczuciem i któremu mogła ufać, a ich relacja miała charakter związku platonicznego.
W 1941, nim horror Doktor Jekyll i pan Hyde wprowadzono do kin, publikowano liczne doniesienia sugerujące romans Bergman z partnerem filmowym Spencerem Tracym, lecz relacji tej zaprzeczały wszystkie osoby związane z produkcją, w tym przedstawiciel wytwórni MGM, Billy Grady, który wspominał, że mimo iż Tracy darzył Bergman sympatią, „był [on] również bardzo dyskretny i wiedział, że tej akurat dziewczyny mieć nie może. Więc zdecydował się na sympatyczną, profesjonalną znajomość”. Tracy twierdził, że jedyna rzecz, jaką robił z aktorką, to wspólne wyjazdy na hamburgery do restauracji w Beverly Hills. Na planie wspomnianego filmu 25-letnia Bergman zadurzyła się w 58-letnim reżyserze Victorze Flemingu, który zaczął nazywać ją „aniołkiem”, co przyjęła za wyznanie miłości. Do czasu ponownej współpracy przy filmie Joanna d’Arc (1948) pozostali przyjaciółmi.
Kolejną zażyłą relacją – jaką przypisywano Bergman po jej śmierci – miał być trwający od 1942 do 1943 romans z Garym Cooperem, zainicjowany na planie do melodramatu wojennego Komu bije dzwon (1943). Pochlebnie wyrażała się o umiejętnościach aktorskich partnera, który w przeszłości miewał burzliwe romanse – m.in. z Clarą Bow, Marlene Dietrich czy Lupą Vélez. Zarówno osoby pracujące przy filmie, jak i odtwórcy głównych ról nigdy nie potwierdzili publicznie relacji ich łączącej. Zdaniem Spoto przypisywanie obojgu romansu było wymysłem plotkarzy z Hollywood, choć nie wykluczał on, że „tych dwoje ludzi znalazło trochę ciepła i pociechy w swojej bliskości”, wynikających m.in. z kłopotów małżeńskich (Bergman w owym czasie nie znajdowała u pierwszego męża przyjaźni i zrozumienia). W ocenie autora „byli kochankami nie z ciała, lecz z ducha”. Ich romans miał trwać także podczas zdjęć do Saratogi Trunk (1945). „W całym moim życiu nigdy nie miałem kobiety tak bardzo we mnie zakochanej jak Ingrid” – wspominał Cooper.

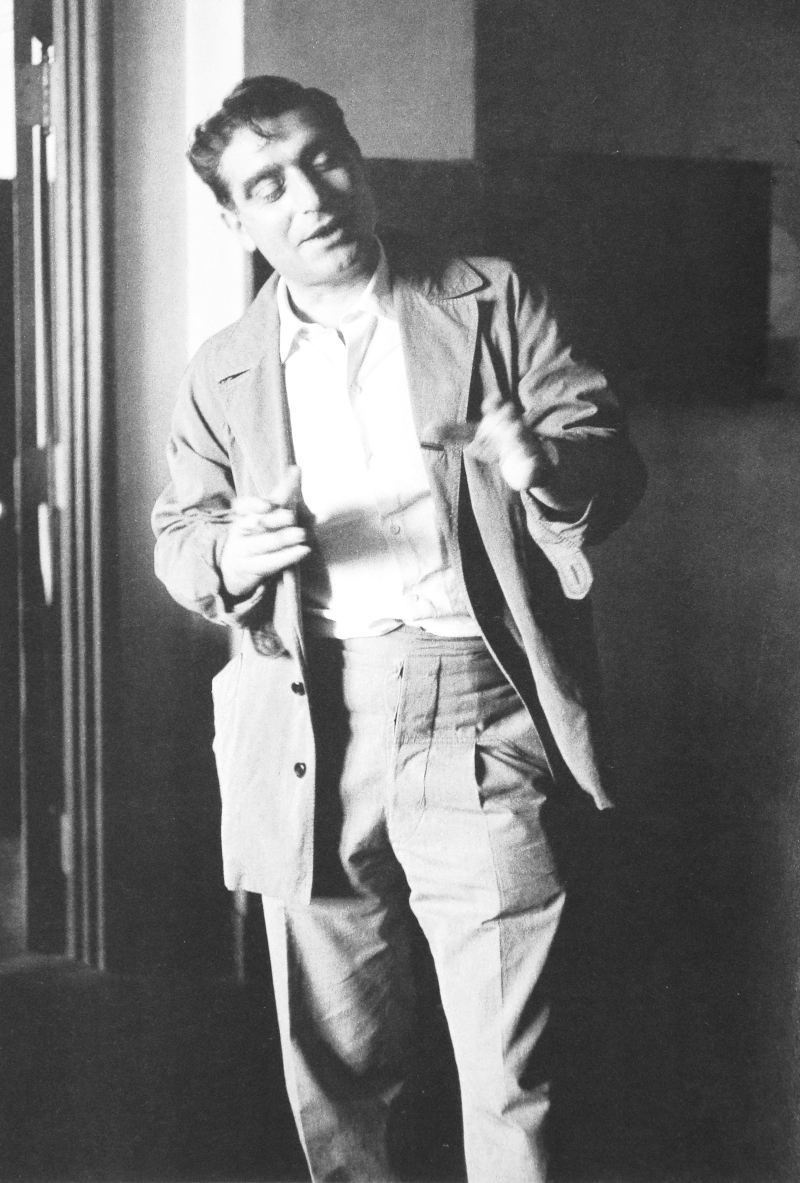
Robert Capa (na zdj. w 1954)

Gregory Peck – jej ekranowy partner z filmu Urzeczona (1945) – w rozmowie z tygodnikiem „People” z 1987 przyznawał: „Mogę tylko powiedzieć, że naprawdę ją kochałem i myślę, że właśnie dlatego powinienem przestać… byłem młody. Ona była młoda. Przez tygodnie byliśmy zaangażowani w ścisłą i intensywną pracę”. Romans obojga potwierdzał pracujący przy filmie kostiumolog, utrzymując, że pewnego dnia zdjęciowego „Ingrid i Peck przyszli późno, cali rozczochrani”, co miało wywołać „wiele spekulacji”.
Roberta Capę poznała w 1945 w paryskim hotelu Ritz podczas trasy na rzecz aliantów stacjonujących w Europie. Przez sześć tygodni spędzali czas na spacerowaniu, jedzeniu posiłków i rozmowach o sztuce. Ich utrzymywany w dyskrecji romans trwał, z przerwami, dwa lata. Gdy kontynuując tournée udała się do Niemiec, nawiązała krótkotrwały romans z występującym wraz z nią Larrym Adlerem (będącym w związku małżeńskim). Zakończywszy intymną znajomość, pozostali bliskimi przyjaciółmi (według części źródeł ich związek trwał jeszcze po powrocie do Stanów Zjednoczonych, a Adler utrzymywał, że ich romans trwał, z mniejszą intensywnością, do 1949). Gdy Capa również przybył do Berlina, wznowili swój romans. Kryzys w małżeństwie z Lindströmem powodował, że Bergman była gotowa opuścić męża i związać się z Capą, który sceptycznie podchodził do jej planów, głównie z uwagi na niepewność co do swojej przyszłości. Za namową Bergman przybył do Hollywood, gdzie – dzięki jej protekcji – dostał pracę fotosisty reklamowego na planie filmów Osławiona (1946) i Łuk triumfalny (1948). Spotykali się w letnim domku Irwina Shawa w Los Angeles i w Nowym Jorku. Prócz kochanka, Capa był dla niej także towarzyszem i mentorem; czytała polecane przez niego książki i oglądała wybrane przezeń sztuki. Za jego sugestią obejrzała Rzym, miasto otwarte (1945) Rosselliniego.
Do zakończenia związku przyczyniła się niechęć z rezygnacji przez Bergman z kariery, a także brak woli zaangażowania się przez Capę w poważniejszą relację. Opowiadał się on za pracą fotografa i podróżowaniu po świecie. Dla Leamera główną przeszkodę w stworzeniu stałego związku stanowiło nieustabilizowane życie Capy, zmagającego się m.in. z uzależnieniem od alkoholu, hazardu i jego problemy finansowe. Ich romans stanowił inspirację dla związku postaci (granych przez Jamesa Stewarta i Grace Kelly) z filmu Okno na podwórze (1954, reż. Alfred Hitchcock). W 1980 przyznała się w swoim pamiętniku do romansu z Capą.
Przed rozpoczęciem produkcji Joanny d’Arc, w 1947 wdała się w romans z Flemingiem (wyszedł on na jaw po tym, jak żona reżysera, Lucile Rosson, powiadomiła o nim Lindströma). Pod koniec lat 50., gdy jej małżeństwo z Rossellinim dobiegało końca, nawiązała bliższą znajomość z Robertem Andersonem, autorem sztuki Herbata i sympatia, w której występowała. Z uwagi na zawodowe plany obojga, z inicjatywy Bergman, pozostali w trwałej oraz serdecznej przyjaźni. W swoich pamiętnikach Anthony Quinn – jej partner w filmach Wizyta starszej pani (1964) i Spacer w wiosennym deszczu (1970) – „nie mogąc się powstrzymać od złośliwych sugestii”, jak pisał David Smit, sugerował, że łączyły go nie tylko intymne relacje z Bergman, ale również z jej córką Pią, gdy ta osiągnęła pełnoletność.
Pod koniec lat 70. jej partnerem był John Van Eyssen. „Oczywiście, że ją kochałem. Mieliśmy wspaniały związek. Dużo się śmialiśmy. Myślałem o niej jako o wspaniałej, cudownej osobie” – wspominał.

## Lista występów
W trwającej 49 lat karierze występowała w filmach, radiu, telewizji i na scenie. Zagrała w 46 produkcjach fabularnych. W słuchowiskach radiowych odtwarzała m.in. swoje role filmowe.
W latach 1946–1948 była notowana w pierwszej dziesiątce najbardziej dochodowych amerykańskich aktorek. Jedenaście filmów z jej udziałem było zestawianych w pierwszej dziesiątce podsumowań roku w amerykańskim box offisie, z czego Dzwony Najświętszej Marii Panny (1945) osiągnęły najwyższą pozycję. Szesnaście filmów, w których wzięła udział, było nominowanych przynajmniej do jednego Oscara, a dziewięć z nich zdobyło co najmniej jedną statuetkę. Siedemnaście produkcji z jej udziałem – po uwzględnieniu inflacji – przekroczyło sumę 100 milionów dolarów dochodu z biletów na rynku krajowym.
Trzy z jej filmów: Casablanca (1942), Gasnący płomień (1944) i Osławiona (1946) wpisano do National Film Registry (NFR).

## Styl gry

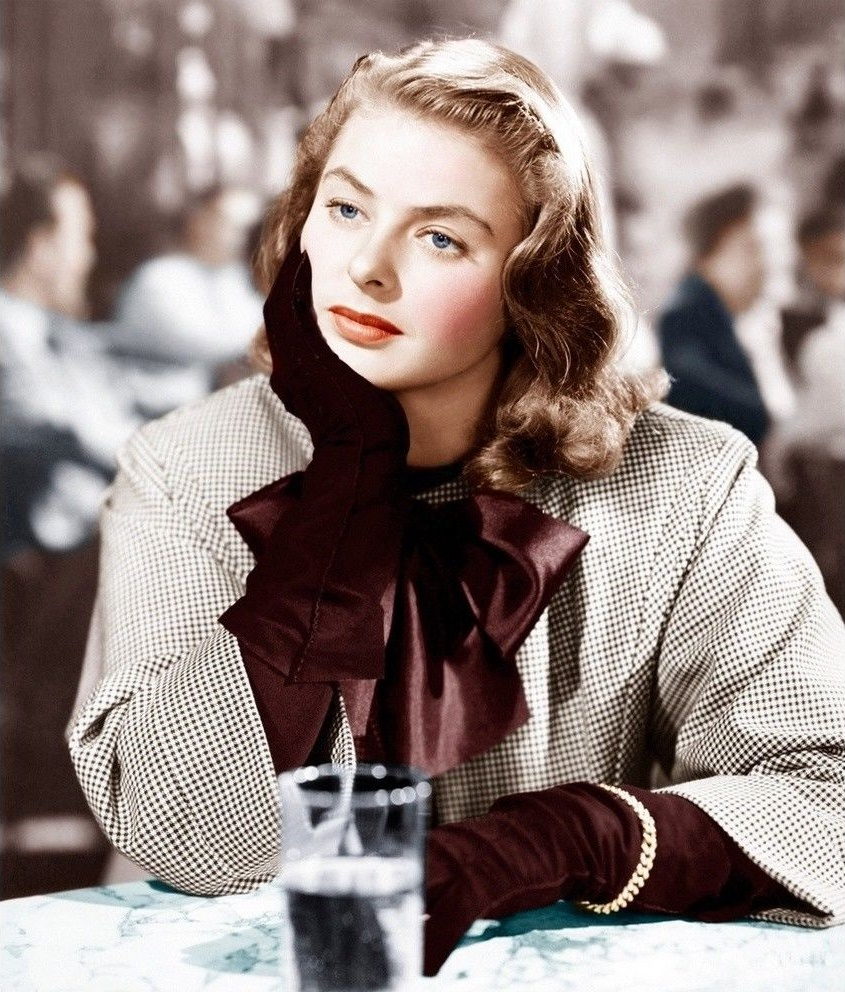
Bergman na fotosie promocyjnym z filmu Osławiona (1946)

W czasie rocznej nauki w szkole aktorskiej Królewskiego Teatru Dramatycznego dużą wagę poświęcała na wykorzystanie głosu (szczególnie do właściwej intonacji, nauki oddychania, modulacji głosu i odpowiedniego wymawiania poszczególnych słów, by nie podkreślać tych mniej istotnych), grę ciałem oraz słuchanie innych.
Styl gry Bergman od początku kariery charakteryzował się wyrazistą zmiennością nastrojów i nieudawaną energią. Dzięki temu publiczność na jej filmach nieodmiennie odnosiła wrażenie, że zewnętrzne reakcje odgrywanej przez nią bohaterki były wywoływane przez autentyczne wewnętrzne przeżycia, przez co cechował ją duży realizm. Gustaf Molander jako fundamentalne cechy pracy Bergman wymienił „prawdę, naturalność i wyobraźnię”. Przyznał, że „zawsze poruszała się z cudownym wdziękiem i opanowaniem”. Lawrence J. Quirk oceniał, że w okresie współpracy z Molanderem „ujawniła [ona] stale rozwijające się zdolności aktorskie i projekcję osobowości”.
Spoto podkreślał, że mimo upływu dekad jej gra nadal cechuje się dużą swobodą, co stanowi klucz do kreacji, jakie stworzyła w kinie na przestrzeni lat. Analizując dorobek Bergman, wysnuł tezę, że nie posiadała żadnej sztywno wypracowanej techniki gry, a jej przygotowaniom nie towarzyszyło żadne podejście intelektualne, ani analiza krytyczna – nigdy także nie uczestniczyła w uczonych czy pretensjonalnych rozważaniach na temat psychologii gry. Jak sama przyznawała, niewiele wie o aktorstwie, a to na czym się głównie opiera, to instynkt. Z kolei nad wszystko przekładała prostotę i uczciwość, które, według niej, przemawiają do ludzi:

Nie czytałam wielu z tych książek o aktorstwie. Myślę instynktownie i już za pierwszym razem, kiedy czytam scenariusz, wiem dokładnie, jaka jest ta kobieta. To dlatego odrzucam wiele propozycji, których nie rozumiem. Muszę bez reszty rozumieć postać; to znaczy, musi znaleźć się we mnie coś, co jest tą osobą i wtedy natychmiast to czuję. To bardziej wyczucie niż technika.

Według Spoto wynikało to z faktu, że do swoich ról zawsze podchodziła zwyczajnie i naturalnie, studiowała scenariusz do momentu zrozumienia swojej postaci. Istotną kwestią były także rady i dyskusje prowadzone z reżyserami i innymi aktorami, zaangażowanymi w dany projekt; dla Spoto wielkość jej osiągnięć wypływała nie z akademickiej analizy czy badań psychologicznych, lecz z posiadanego przez nią rzadkiego daru – twórczej wyobraźni i zdolności wczuwania się w rolę. Sama utrzymywała, że najbardziej lubiła kreować postacie o skomplikowanym życiu, a niekiedy i anormalne – „ludzi, na których wpływ miały niezwykłe okoliczności, którzy zostali wychowani w niezwykłym otoczeniu”. Zdolność do szybkiej zmiany emocji była jednym z jej głównych atutów; doktor Funing Tang z Uniwersytetu Miami (UM) pisała, że „nawet chwila powściągliwości, krótkie spojrzenie, a nawet ruch oczu może zmienić kierunek filmu i nadać mu oraz jej bohaterce suspens, niejednoznaczność i tajemniczość, które są zakorzenione w jej wyjątkowych cechach”.

## Spuścizna
Uznawana jest za międzynarodową gwiazdę filmową, jedną z największych i najwybitniejszych aktorek w historii amerykańskiej i światowej kinematografii, a także ikonę hollywoodzkiego splendoru oraz symbol seksu (redakcja nowojorskiego „PM” pisała, że była dla reporterów jedną z najpiękniejszych kobiet na świecie). „New York Post” określał ją mianem „Grety Garbo lat 40.”, a „Reader’s Digest” uważał, za „pierwszą damę Hollywood”. J.Y. Smith pisał na łamach „The Washington Posta”, że „niewinna, ale prowokująca uroda uczyniła z niej jedną z największych gwiazd sceny i ekranu”. Z kolei John Russell Taylor scharakteryzował ją jako „jedną z najpiękniejszych i najbardziej pożądanych kobiet na świecie”.

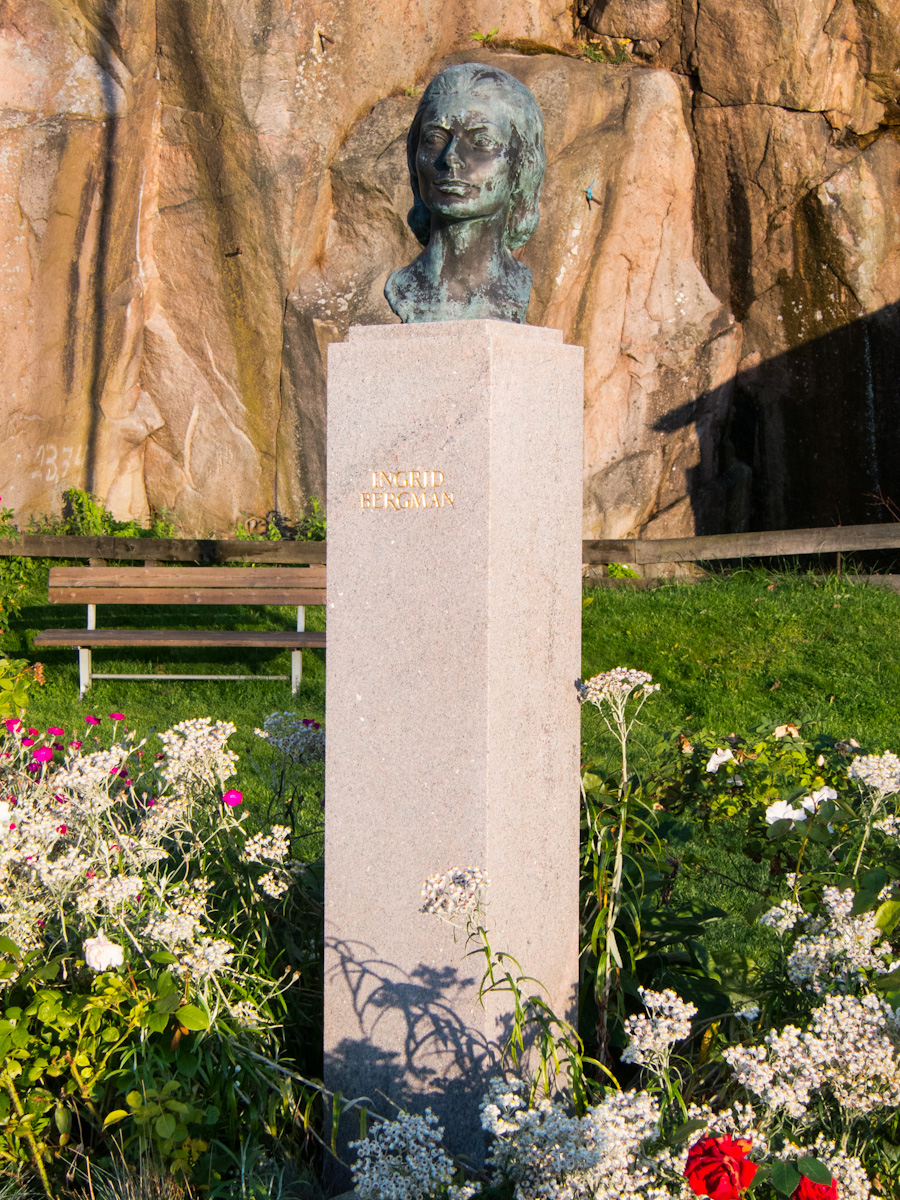
Popiersie Bergman w Fjällbace (2012), znajdujące się na skwerze jej imienia

Curtis F. Brown napisał, że „Bergman ucieleśnia najbardziej ludzkie, prowokacyjne i cenione cechy, które zazwyczaj kojarzą nam się z kobietami w ich najbardziej kobiecym wydaniu – wrodzoną siłę, pokonującą przemijającą bezbronność oraz nieskazitelne piękno, które budzi zarówno u mężczyzn, jak i kobiet dumę z ludzkiej godności”. Historyk David Thomson stwierdził, że „zawsze starała się być «prawdziwą» kobietą”, dodając: „Był czas na początku i w połowie lat 40., kiedy Bergman cieszyła się w Ameryce miłością, której prawie nigdy nie dorównano. Z kolei siła tego uczucia ożywiła «skandal», kiedy zamiast świętej zachowywała się jak porywcza i ambitna aktorka”. Ingmar Bergman przyznawał się do fascynacji jej twarzą – szczególnie doceniał twarz aktorki, cerę, oczy oraz usta, a jej blask stanowił, według niego, ogromną erotyczną atrakcję. Joseph Cotten wspominał, że „panna Bergman była jedną z tych utalentowanych osób, które pojawiają się od czasu do czasu. Uważam się za uprzywilejowanego, mogąc z nią pracować przy Gasnącym płomieniu [1944] oraz Pod znakiem Koziorożca [1949]. Z pewnością zapisała się na zawsze w historii kina i zostanie zapamiętana za naszego życia jako osobista przyjaciółka i wspaniała aktorka”. Laurence Leamer pisał, że prezentowała „kobiecość, która była jednocześnie zmysłowa i niewinna, uśmiech, który był ciepły jak zimowe palenisko i świeże mleczne piękno, które było w jej twarzy jak poranna rosa – magiczna jakość, którą kamera powiększała i uwypuklała”. Liv Ullmann stwierdziła, że „wiele się od niej nauczyłam o aktorstwie, a jeszcze więcej o byciu kobietą”, a Omar Sharif chwilę, gdy pierwszy raz ją ujrzał, porównywał do „momentu religijnego piękna”.
8 lutego 1960 – w uznaniu za wkład w przemysł filmowy – otrzymała gwiazdę na Hollywoodzkiej Alei Gwiazd, mieszczącą się przy 6759 Hollywood Boulevard. 5 czerwca 1983, w centralnej części Fjällbacki, jej dzieci odsłoniły popiersie matki, znajdujące się na skwerze imienia Ingrid Bergman. Podczas 40. MFF w Wenecji na przełomie sierpnia i września, rodzina, aktorzy i przyjaciele, w tym m.in. Audrey Hepburn, Charlton Heston, Claudette Colbert, Gregory Peck, Olivia de Havilland, Roger Moore i Walter Matthau, wspominali ją i jej dziedzictwo w pierwszą rocznicę śmierci. Punktem kulminacyjnym był koncert w miejscowym Teatro La Fenice, podczas którego 80-osobowa orkiestra grała fragmenty z filmów z jej udziałem, a córka Pia zaprezentowała należący do matki prywatny film, ukazujący jej dzieciństwo w Szwecji. W 1984, na jej cześć, hybrydową rasę róży herbacianej nazwano „Ingrid Bergman”. W 1999 AFI sklasyfikował jej nazwisko na 4. miejscu w rankingu „największych aktorek wszech czasów” (The 50 Greatest American Screen Legends).
W 2015, z okazji setnej rocznicy urodzin Bergman, we włoskiej prowincji Via Fiamignano powstał mural jej poświęcony. W tym samym roku Stig Björkman zrealizował film dokumentalny Ingrid Bergman: własnymi słowami, by w ten sposób uczcić rocznicę urodzin aktorki, a w Museum of Modern Art (MoMA) odbył się rocznicowy pokaz jej filmów, wybranych oraz przedstawionych przez jej dzieci. Szwedzka ambasada w Stanach Zjednoczonych zorganizowała w Waszyngtonie wystawę Ingrid Bergman in Sweden! Odbyło się również odsłonięcie pamiątkowego znaczka. Ambasador Szwecji Björn Lyrvall przyznał, że „jest opiewana na całym świecie, ponieważ była tak silną i niezależną osobą”. 20 sierpnia 2015 amerykańska (USPS) i szwedzka poczta, honorując jej dorobek, wspólnie wydały znaczek z wizerunkiem Bergman w ramach limitowanej serii „Legendy Hollywoodu”.
Portretowana przez nią w Casablance (1942) Ilsa Lund była inspiracją dla postaci Ilsy Faust (granej przez Rebekę Ferguson) w filmach z serii Mission: Impossible. Wesleyan University z siedzibą w Middletown w stanie Connecticut, jest gospodarzem „Ingrid Bergman Collection”, w skład której wchodzą m.in. album z wycinkami, dokumentacja finansowa i prawna, fotosy, kostiumy, nagrody, pamiątki, portrety, scenariusze i zdjęcia. Historyczny piętrowy budynek we francuskim Choisel – pełniący w przeszłości funkcję ratusza i szkoły – nazwano „L’Espace Ingrid Bergman” (EIB).

## Nagrody i nominacje
W trakcie 49-letniej kariery była laureatką wielu nagród i wyróżnień za swoją pracę w filmach, teatrze i telewizji. Była m.in. siedmiokrotnie nominowana do nagrody Akademii Filmowej, z czego zdobyła trzy statuetki Oscara – za pierwszoplanowe role w Gasnącym płomieniu (1944) i Anastazji (1956) oraz za drugoplanową kreację w Morderstwie w Orient Expressie (1974). Otrzymała również nagrodę BAFTA, dwie statuetki Davida di Donatello, trzy nagrody Stowarzyszenia Nowojorskich Krytyków Filmowych, nagrodę Tony oraz cztery Złote Globy. Za całokształt twórczości w 1976 przyznano jej honorowego Cezara. Pozostaje jedną z 24 osób w historii, które skompletowały potrójną koronę aktorstwa (Oscar, Emmy i Tony).

### Odznaczenia
W styczniu 1947 król Szwecji Gustaw V przyznał jej najwyższe odznaczenie państwowe – złoty medal Litteris et Artibus za „wybitność i godność, z jaką reprezentuje szwedzką sztukę w Stanach Zjednoczonych”. W lipcu 1964, podczas wizyty w Harpsund, premier Tage Erlander nadał Bergman szwedzkie odznaczenie państwowe – Order Wazów w klasie Komandora (KVO). W 1979, w uznaniu za znaczący wkład w kulturę, otrzymała od szwedzkiego rządu medal Illis quorum, a w 1987 pośmiertnie odznaczono ją Wielkim Krzyżem Zasługi RFN (BVO).